# Club Atlético Rosario Central
El Club Atlético Rosario Central conocido popularmente como Central, o como Rosario, es una entidad deportiva argentina de la ciudad de Rosario, en la provincia de Santa Fe, cuyo primer equipo de fútbol masculino participa de la Primera División de Argentina. El club es propietario del estadio Gigante de Arroyito, donde juega sus partidos como local. Se fundó el 24 de diciembre de 1889 por un grupo de obreros del ferrocarril Central Argentino.
En la institución también se practican otras disciplinas, como fútbol femenino —en la que disputa también el respectivo certamen de Primera División—, hockey sobre césped, baloncesto, patinaje, boxeo, taekwondo, fútsal, fútbol playa y voleibol, entre otros.
En el año 1905 —con la fundación de la Liga Rosarina de Fútbol— el club finalmente pudo desarrollar su actividad principal. De la misma, se separó en dos ocasiones: la primera en 1913, en donde participó de la disidente Federación Rosarina de Football, mientras que la segunda fue entre 1920 y 1921, en donde fue parte de la también disidente Asociación Amateurs Rosarina de Football. Entre 1931 y 1938 fue miembro de la Asociación Rosarina de Fútbol, donde disputó sus primeros campeonatos profesionales. Entre estos tres períodos, que van desde 1905 hasta 1938, Rosario Central totalizó quince campeonatos locales, siete copas rosarinas oficiales y cinco copas nacionales oficiales de la AFA.
Si bien durante toda la era amateur y profesional rosarina (1905-1938) el club participó activamente de las Copas nacionales oficiales organizadas por las asociaciones antecesoras a la AFA, recién a partir de 1939 se incorporó definitivamente al Campeonato de Liga profesional regular de Primera División organizado por el ente rector del fútbol argentino, en donde se consagró campeón en cuatro oportunidades. Además es el primer equipo del interior en ser campeón de un torneo nacional de liga, logro obtenido en el Campeonato Nacional de 1971. A su vez, Central es el primer club del interior del país en ganar una Copa Argentina.
A nivel internacional obtuvo una vez la Copa Conmebol —torneo oficial precursor de la actual Copa Sudamericana— y alcanzó la final de la misma copa en otra oportunidad. Este logro lo convierte en el único equipo de la provincia de Santa Fe que conquistó un título internacional oficial organizado por la Confederación Sudamericana de Fútbol. Con 25 participaciones oficiales en torneos internacionales organizados por la Conmebol Rosario Central es el octavo club argentino con más participaciones internacionales oficiales, siendo el mejor club del interior del país ubicado en ese rubro. Además, al día de hoy, lleva 13 participaciones en la Copa Libertadores de América, en donde fue dos veces semifinalista.
Cuenta con once títulos nacionales y uno internacional oficial en su haber. Esto lo coloca como el equipo del interior del país con más logros oficiales obtenidos, ubicándose décimo en la sumatoria total de títulos oficiales en la historia de la primera categoría del fútbol argentino. Además, Central es el único equipo del interior del país que posee títulos de Primera división de AFA, de Copa nacional de AFA y de Copa internacional de la Confederación Sudamericana de Fútbol, ya que ningún otro club por fuera del Gran Buenos Aires y La Plata posee logros oficiales en todos estos ítems. A su vez, el club es uno de los once equipos argentinos en ganar más de un millar de partidos en Primera División.
Su clásico rival es el Club Atlético Newell's Old Boys, identificado con el Parque Independencia de la ciudad de Rosario, con quien disputa el Clásico rosarino.
Rosario Central es uno de los clubes que reivindica ser uno de los grandes del fútbol argentino. Desde 2012 integra, junto a otros 10 equipos, la galería de «clubes clásicos de la FIFA» para el fútbol argentino, como uno de los equipos más tradicionales y representativos del país. Cuenta con más de 100.000 socios, lo cual lo convierte en el 4to. club del país con mayor cantidad de asociados, siendo el que más tiene en el interior de Argentina.
El club hace hincapié en la formación de futbolistas. De sus divisiones inferiores han surgido jugadores que integrarían la Selección Argentina y luego serían campeones de competiciones internacionales tales como los Juegos Olímpicos, la Copa América, la Copa de Campeones Conmebol-UEFA o la Copa del Mundo. Entre los futbolistas más destacados que jugaron en su cantera o divisiones inferiores, se encuentran entre otros: Ángel Di María, Giovani Lo Celso, César Luis Menotti, Kily González, Juan Antonio Pizzi, Roberto Abbondanzieri, José Chamot, Edgardo Bauza, Daniel Pedro Killer, Héctor Zelada, César Delgado, Luciano Figueroa, Marco Ruben, Hernán Díaz, Roberto Bonano, Federico Vairo, Aldo Pedro Poy, Omar Palma, Daniel Alberto Díaz, Eduardo Solari, Ernesto Vidal, Rubén Bravo, Carlos Aimar, Edgardo Andrada, Zenón Díaz, Harry Hayes, Octavio Díaz, Ennis Hayes, entre otros muchos. A su vez, entre los jugadores destacados que pasaron por la institución, pero que no provienen de su cantera, se pueden mencionar a Mario Alberto Kempes, Leopoldo Luque, Sebastián Abreu, Rubén Da Silva, Teófilo Gutiérrez, Sergio Vázquez, Celso Ayala, Ronald Raldes, Víctor Marchetti, Diego Latorre, Paulo Wanchope, Gustavo Barros Schelotto, Eduardo Coudet, Juan Ramón Jara, Enrique "Chueco" García, Rodolfo De Zorzi, José Agustín Mesiano, Gerardo Rivas, José Sasía, Roberto Yebra, Jorge Carrascosa, Jorge José González, Benjamín Laterza, Jorge Fossati, Nahuel Molina, y Florencio Sarasíbar entre muchos otros jugadores.

## Historia

### Fundación

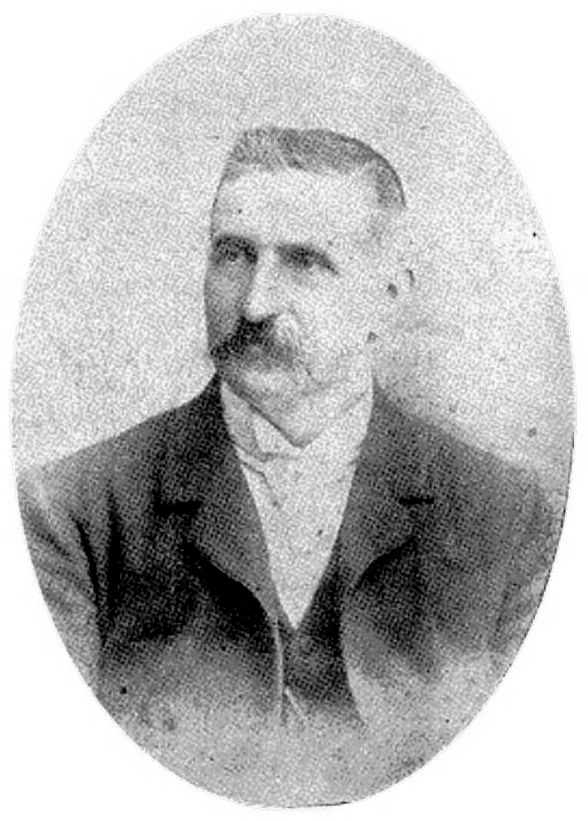
Colin Bain Calder, primer presidente del Club Atlético Rosario Central.

En Nochebuena de 1889, un grupo de personas del Ferrocarril Central Argentino de Rosario se reunieron con la intención de crear un club de fútbol. Thomas Mutton propuso el nombre «Central Argentine Railway Athletic Club». Los asistentes dieron su aprobación, y eligieron como presidente al escocés Colin Bain Calder.
En 1890 se jugó el primer partido; un grupo de marineros británicos aceptó enfrentar al equipo. El encuentro tuvo como resultado 1 a 1. Formaron ese día F. Barton; Postell y Camp; J. Muskett, J. Barton y King; McLean, T. Muskett, Miguel Green, McIntock y Henry Hooper.

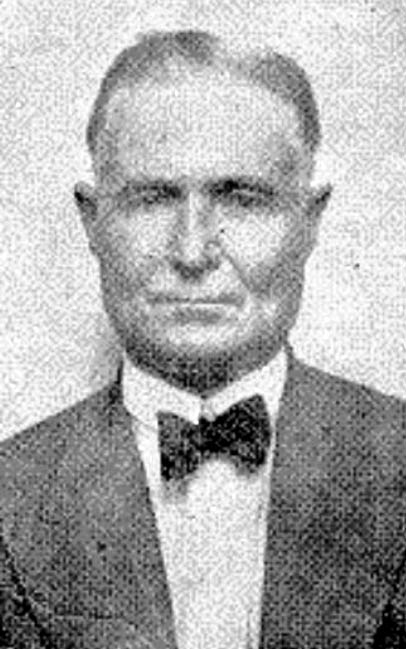
Miguel Green fue fundador, futbolista y dirigente de Central.

Hasta 1903, solo podían ser socios los empleados del ferrocarril. Ese año en una asamblea extraordinaria se cambió el estatuto a petición del delantero Miguel Green, permitiendo el ingreso como socio del club a todas aquellas personas que quisieran serlo. Al poco tiempo de aprobarse el cambio el club comenzó a recibir como socios a obreros y trabajadores. Además, la institución rosarina cambió de nombre al definitivo y actual en español: Club Atlético Rosario Central.

### Apodos

#### La Academia rosarina
En 1913 Rosario Central se alzó con el título de la Federación Rosarina de Football y también con la Copa de Competencia de la Federación Argentina de Football. Posteriormente, entre 1914 y 1917, logró el tetracampeonato rosarino obtenido en fila, sumado también a otras tres copas nacionales oficiales de AFA que Central obtuvo entre 1915 y 1916. En esas cinco temporadas (1913-1917), el club ganó cinco títulos locales consecutivos y cuatro copas nacionales. A raíz de estos resultados, se comenzó decir que el equipo rosarino «daba cátedras de fútbol» y se lo comparó con el Racing Club de Avellaneda; club que prevalecía en Buenos Aires en aquel tiempo y recibía el mote de «La Academia». De esta manera surgió uno de los apodos que quedarían marcados para siempre en el devenir histórico del equipo centralista: «La Academia rosarina».

#### Canallas
El origen del apodo «Canallas» es incierto, ya que hay numerosas versiones. La más difundida comenta que debido a la negativa a participar en la década de 1920 en cierto partido a beneficio del Patronato de Leprosos frente a su clásico rival, Newell's Old Boys, los seguidores de este estigmatizaron la negativa con el insulto: «¡Canallas!», lo que llevó a los centralistas a endilgar a sus rivales con el contra-insulto: «¡Leprosos!»
Existe una versión que se basa en el contexto social de la época: el colegio de Newell's se encontraba cercado por alto muros, para evitar que mirara la gente desde afuera. La imaginería popular ideó que aquello parecía un leprosario, ya que a los enfermos por esta dolencia se los aislaba del mundo exterior. En respuesta a esta burla, los aristocráticos integrantes de Newell's insultaban a los seguidores de Central, de extracción popular, con el mote de «canallas», haciendo referencia a su pertenencia a las clases más bajas.

### Era amateur (1905-1930)

#### La década de 1900: la creación de la Liga Rosarina de Fútbol
Al no haber una liga en la ciudad, entre 1900 y 1907 el primer equipo de Rosario Central participaba de la Copa de Competencia que organizaba la AFA contra clubes de Buenos Aires y Uruguay, siendo esta su primera división. El 30 de marzo de 1905 se creó la Liga Rosarina de Fútbol, asociación encargada de organizar la primera competición de la provincia, con clubes de la ciudad de Rosario. La mencionada Liga tenía como principal objetivo la organización de un torneo, y para esto se consiguió una copa donada por el intendente de Rosario, Santiago Pinasco. Luego, en su honor, la competencia se denominó «Copa Santiago Pinasco», el cual fue un campeonato de segunda división. En esta copa no podían participar aquellos jugadores que estuviesen disputado la «Copa Competencia». Esto afectó a Central, debido a que participaban con su primer equipo en esta copa nacional.
El debut de Central en la Copa Pinasco se dio el 21 de marzo al enfrentar a Atlético del Rosario a quien venció por 3 a 1. Además, el 16 de junio de ese año se enfrentó un combinado rosarino con el Nottingham Forest. En el conjunto local se encontraba Zenón Díaz; un zaguero criollo que jugaba para Rosario Central y que fue el primer «canalla» en ser convocado para jugar en la selección nacional de fútbol. El encuentro finalizó con una victoria de los ingleses de 5 a 0.

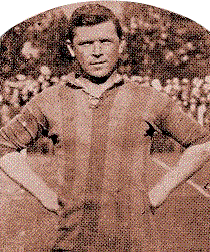
Harry Hayes, máximo goleador auriazul en toda la historia.

Dos días después de ese partido se jugó en el mismo lugar el primer partido de la historia contra Newell's Old Boys —del cual los jugadores del primer equipo canalla no pudieron formar parte— en el que los rojinegros ganaron 1 a 0. Central, que desde 1904 ya usaba su camiseta azul y amarilla a bastones verticales, fue subcampeón del primer campeonato rosarino.
El 20 de junio de 1905 se produjo el primer pase interclubes para Central. El club Argentino —actualmente Gimnasia y Esgrima de Rosario— le vendió por cinco pesos a Harry Hayes, un chico de 14 años que destacaba por ser un centrodelantero con una pegada violenta. Su debut se dio en el campeonato de tercera de 1906 cuando faltó un jugador del equipo, en donde marcó 3 goles. Hayes jugaría desde 1907 hasta 1926 en el primer equipo auriazul siendo un ícono de la historia del club en sus primeros años.
En el año 1907, teniendo en cuenta el impulso que había tomado el fútbol, la Liga Rosarina de Fútbol decidió crear una primera división, cuyo ganador representaría a Rosario en la Copa de Competencia de AFA. Así, tanto Central como Atlético del Rosario pudieron jugar con su primer equipo sin restricciones en el nuevo Campeonato de Primera creado por la Liga Rosarina. De esta manera, la Copa Santiago Pinasco continuó siendo el trofeo de la segunda división, y se creó la Copa Nicasio Vila, la cual sería entregada al ganador de la primera división. Dicha copa sería nombrada en honor al por entonces intendente de la ciudad, Nicasio Vila.
Rosario Central ganó su primer título de primera en 1908, cortando con la hegemonía que tenía Newell's Old Boys por aquellos años. El conjunto auriazul se adjudicó en forma invicta la Copa Nicasio Vila de aquel año correspondiente a la primera división. Realizó una magnífica campaña, sin fisuras, imponiéndose ante sus rivales en los diez cotejos que disputó: marcó cuarenta y ocho goles y le anotaron sólo nueve. Formaban parte del plantel Zenón Díaz, Augusto Winn, J. H. Grant, Juan Díaz, D. Mackenzie, Pedro Wilson, Charles Thompset, Francisco Recanzone, Victorino Pisso, Daniel Green, Tito Corti, Harry Hayes, Antonio Vázquez y E. Palling.

#### La década de 1910

##### El primer título nacional oficial: la Copa de Competencia 1913
En 1913 el club se retiró de la Liga Rosarina por desavenencias con su directiva y junto a otros clubes fundaron la Federación Rosarina de Football. Por ese motivo, fue —junto a los otros equipos— excluido de la Liga Rosarina de Fútbol. Ese año, el conjunto canalla se consagró campeón de la primera división 1913, quedando Tiro Federal como escolta.
Anteriormente a la conformación de la Liga Rosarina de Fútbol los equipos de Buenos Aires se agruparon en la llamada Asociación Argentina de Football. Anualmente, la Liga Rosarina y la Asociación Argentina organizaban diferentes competiciones para enfrentar a sus equipos. Así, además de sus buenas actuaciones en la Copa Nicasio Vila, Rosario Central comenzaría a lograr títulos en Copas a nivel nacional.
En 1913 —año en el que participó en la disidente Federación Rosarina— obtuvo la Copa de Competencia «La Nación»; un torneo organizado por la Federación Argentina de Football, la cual era una entidad disidente a la oficial (Asociación Argentina de Football). De todos modos, los torneos de Primera y de Copas nacionales organizados por las entidades disidentes a la Asociación Argentina de Football tienen carácter oficial debido a que fueron organizados por asociaciones deportivas que luego se fusionaron con las entidades que constituyen la continuidad institucional de la Asociación del Fútbol Argentino.

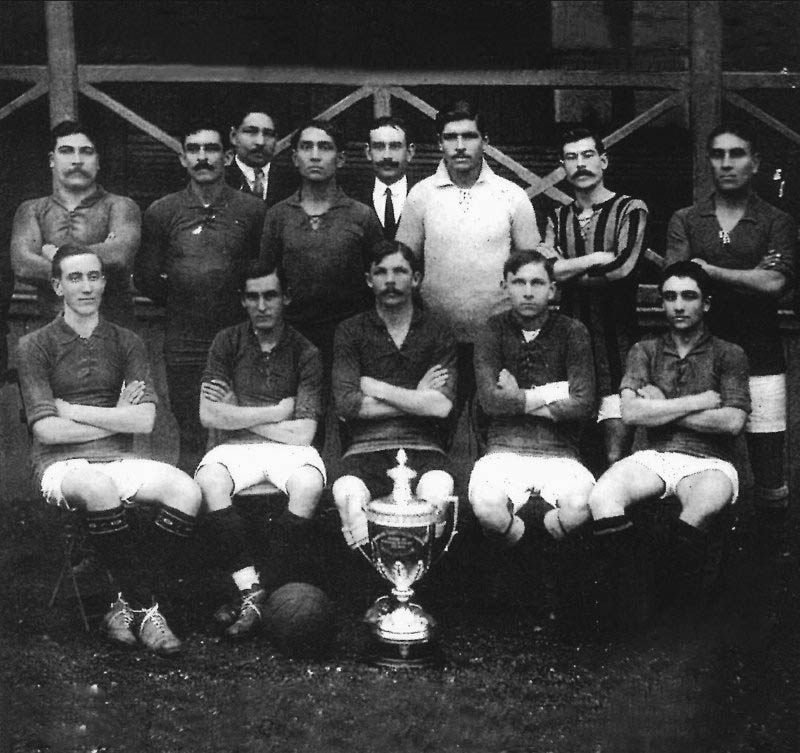
Equipo que ganó la Copa de Competencia de la Federación Argentina de Football de 1913. Este sería el primer título nacional oficial en la historia del club.

En semifinales del torneo, el 21 de septiembre, derrotó 2 a 1 al Club Atlético Porteño —por entonces campeón de la Federación Argentina de Football luego de ganar el título en 1912— en cancha de Independiente, con goles de Juan Sánchez y de Harry Hayes.
En la final Central le ganó a Argentino de Quilmes por 3 a 2 en cancha de GEBA con goles de Antonio Blanco, Federico Flynn, y Harry Hayes sobre el final, y logró el título de campeón. Este, sería el primer título nacional oficial de AFA en la historia del club.
Aquella tarde del 26 de octubre de 1913 Rosario Central alistaría a Serapio Acosta; Zenón Díaz e Ignacio Rota; Pablo Molina, Alberto Ledesma y Juan Díaz; Federico Flynn, Antonio Blanco, Harry Hayes, Ennis Hayes y Fidel Ramírez.

##### Reincorporación a la LRF
En 1914 se resolvieron los conflictos con la Liga Rosarina de Fútbol, y ambas competiciones se fusionaron. Así, Central volvió a competir en la Liga Rosarina de Fútbol, ganando el título de campeón de primera división en ese año.
El 11 de octubre de 1914, Rosario Central visitaba a Newell´s Old Boys por la penúltima fecha de la Copa Nicasio Vila de aquel año. El conjunto auriazul llevaba solo tres puntos de ventaja sobre su clásico rival —con cuatro por jugarse—, por lo que con un empate o una victoria se aseguraría el título de campeón. Finalmente, Rosario Central ganó 5 a 0 y pudo dar la vuelta olímpica ante su clásico rival y en terreno rojinegro. Los goles del equipo «canalla» en aquella recordada jornada fueron convertidos por Harry Hayes (3), Ennis Hayes y Fidel Ramírez. Esta sería la primera vez en la historia en donde uno de los dos equipos gana un campeonato oficial en la cancha de su clásico rival.
El plantel de Rosario Central estuvo integrado por los arqueros Serapio Acosta, Juan Bruno y Crosby; los defensores Zenón Díaz e Ignacio Rota; los mediocampistas, Juan Díaz, Francisco Furlong, Pablo Molina, Eduardo Blanco y Alberto Ledesma; los delanteros, Fermín Arrieta, Mario José Barbieri, Antonio Blanco, E. Dethier, Federico Flynn, Ennis Hayes, Harry Hayes, Teófilo Pignani, Fidel Ramírez y Alfredo Woodward.
En 1914 disputó 20 encuentros, ganando 19 y empatando uno. Hizo 99 goles y le marcaron solo 10, siendo Harry Hayes el goleador del campeonato con 51 tantos.

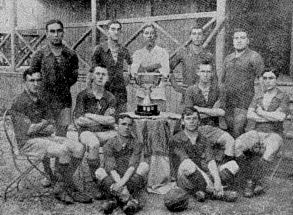
Equipo de Rosario Central de 1915 y 1916, que conquistó 3 copas nacionales de AFA.

En 1915 Central se hizo nuevamente de la Copa Vila, esta vez de forma invicta. Venció en 18 partidos y empató en los 2 restantes, además de señalar 104 goles a favor y recibir solo 4 tantos en contra.
En 1916 Rosario Central se quedó con casi todos los títulos oficiales que disputó: fue «Campeón Argentino», luego de imponerse a Racing Club 3 a 1 en la final de la Copa Ibarguren, ganó el título de Primera de la Liga Rosarina de Fútbol de manera invicta, y finalizó el año venciendo en las Copas de Honor Municipalidad de Buenos Aires y de Competencia Jockey Club. En ambas, derrotó a Independiente de Avellaneda en las finales.

##### El segundo título nacional oficial: el «Campeonato Argentino» de 1915

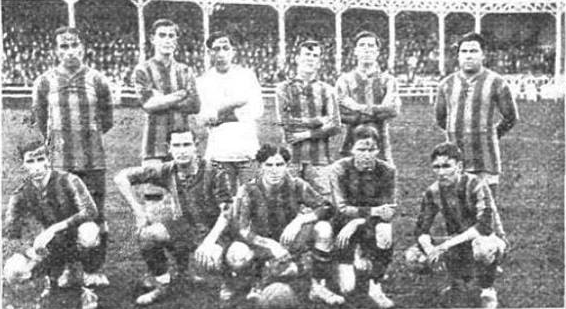
Formación de Rosario Central se consagró Campeón Argentino venciendo a Racing Club 3 a 1 por la final de la Copa Ibarguren 1915, disputada el 30 de abril de 1916. Parados: Zenón Díaz, Eduardo Blanco, Ramón Moyano, Ennis Hayes, Jacinto Perazzo, Ignacio Rota; hincados: Alfredo Woodward, Antonio Blanco, Ernesto Rigotti, Mario Barbieri, y José Laiolo.

La Copa Ibarguren —también conocida como «Campeonato Argentino Copa Dr. Carlos Ibarguren»— fue un torneo de fútbol oficial entre clubes de la Argentina. Su nombre radica en que el trofeo fue donado en 1913 por el entonces Ministro de Instrucción Pública de la Nación, Carlos Ibarguren. Este, era un trofeo disputado por los campeones de las dos competiciones más importantes del país de aquellos años: el de la Liga de Buenos Aires y el de la Liga de Rosario. Esta copa ya se le había negado a Central en el año anterior, ya que había perdido la final contra Racing de Avellaneda en la edición de 1914.

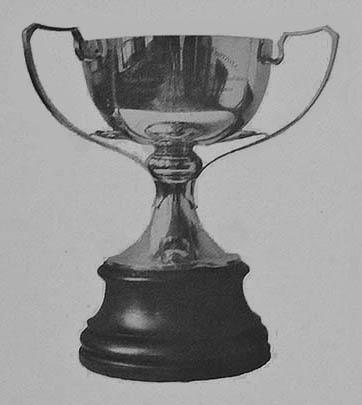
Central es el primer equipo rosarino en ser considerado «Campeón Argentino», luego de ser ganador de la Copa Ibarguren de 1915.

El conjunto auriazul —por haber sido el campeón rosarino de 1915— se ganó el derecho nuevamente de enfrentar al campeón de Buenos Aires de ese año, quien resultó ser otra vez Racing Club. Así, llegó el segundo título nacional oficial para el club de Arroyito luego de derrotar en la final al equipo de Avellaneda, claro dominador de la liga oficial porteña por aquellos años.
El primer duelo se jugó recién en marzo de 1916 en cancha de Independiente, y terminó igualado 0 a 0, por lo que tuvieron que jugar un segundo partido de desempate. El mismo, se disputó en la cancha del Club Gimnasia y Esgrima de Buenos Aires el 30 de abril de 1916, y Central se impuso por 3 a 1 con goles de José Laiolo en 2 oportunidades y Alfredo Woodward. Los rosarinos aquella tarde formaron con Ramón Moyano; Zenón Díaz e Ignacio Rota; Ernesto Rigotti, Eduardo Blanco y Jacinto Perazzo; Mario José Barbieri, Antonio Blanco, José Laiolo, Ennis Hayes y Alfredo Woodward. Así, con el 3 a 1 final, Rosario Central se adjudicó la Copa Ibarguren y se proclamó campeón argentino de 1915.

##### El tercer título nacional oficial: la Copa de Honor
Después de haber ganado la Copa Ibarguren llegó el turno de la Copa de Honor. Aquella competencia fue un torneo oficial organizado durante la etapa amateur por la entidad precursora de la Asociación del Fútbol Argentino, llamada Argentine Football Association hasta 1911; y Asociación Argentina de Football en la etapa posterior. Se jugaba por eliminación y participaban equipos de la Asociación y de la Liga Rosarina de fútbol.

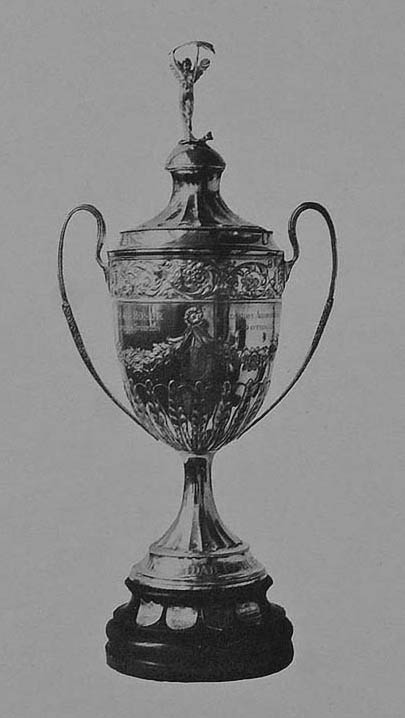
La Copa de Honor: otra de las copas nacionales oficiales ganadas por Central.

El elenco auriazul accedió a la Copa de Honor de aquel año imponiéndose ante su clásico rival, Newell’s Old Boys, a quien goleó 8 a 0 como visitante en octavos de final. Aquel 29 de junio los goles centralistas fueron marcados a través de 3 tantos de José Laiolo, 2 de Antonio Blanco, 2 de Ennis Hayes, y 1 de Fidel Ramírez.
En cuartos de final, el 10 de septiembre, derrotó a Gimnasia y Esgrima de Rosario por 4 a 1, con goles señalados por José Laiolo en 2 oportunidades, un tanto de Harry Hayes y otro de Ennis Hayes.

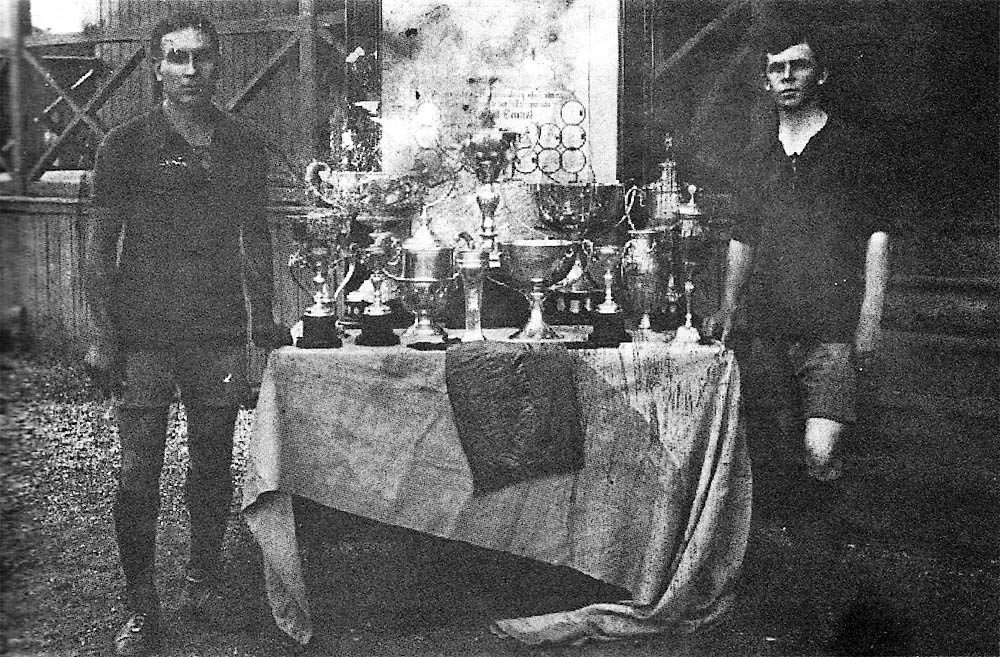
Zenón Díaz y Harry Hayes posan junto a los trofeos obtenidos por la institución en 1916.

En las semifinales, el 15 de octubre, el conjunto auriazul se impuso en cancha de GEBA a Argentino de Quilmes, a quien venció con un categórico marcador de 7 a 0, con tantos señalados por Ennis Hayes (4), Antonio Blanco, Harry Hayes y José Laiolo. Los once jugadores que se clasificaron finalistas fueron Ramón Moyano; Zenón Díaz e Ignacio Rota; Ernesto Rigotti, Eduardo Blanco y Jacinto Perazzo; Antonio Blanco, José Laiolo, Harry Hayes, Ennis Hayes y José Clarke.
En la final del certamen, los «canallas» se midieron ante Independiente en la cancha de Racing Club. En un partido reñido el equipo rosarino logró un ajustado triunfo por 1 a 0, con un tanto marcado por Ennis Hayes. Aquella tarde del 12 de noviembre de 1916 Rosario Central salió a la cancha con Guillermo Atsbury; Zenón Díaz e Ignacio Rota; Ernesto Rigotti, Eduardo Blanco y Jacinto Perazzo; Antonio Blanco, José Laiolo, Harry Hayes, Ennis Hayes y Alfredo Woodward.
Posteriormente, el hecho de ganar la final de esta Copa argentina lo habilitó a disputar la final de la Copa de Honor Cousenier frente al campeón de la Copa de Honor uruguaya, siendo vencido por Nacional de Montevideo por 6 a 1 en la final internacional.

##### El cuarto título nacional oficial: la Copa de Competencia Jockey Club
En 1916 Central siguió dominando a nivel nacional. Además de haber ganado la Copa Ibarguren, la Copa de Honor y el campeonato de Liga, los de Arroyito obtuvieron también la Copa de Competencia Jockey Club de ese año.
En octavos de final derrotó a Belgrano de Rosario 2 a 0, y luego 3 a 0 a Gimnasia y Esgrima de la misma ciudad en cuartos de final.
En semifinales el equipo auriazul venció a River Plate por 3 a 2 en cancha de Gimnasia y Esgrima de Rosario, con goles señalados por José Laiolo, Harry Hayes y Antonio Blanco.
En la final, jugada en cancha de Racing Club, los canallas doblegaron a Independiente 2 a 1 gracias a los goles de Antonio Blanco y Harry Hayes. Central formó aquella tarde del 17 de diciembre con Guillermo Niblo; Zenón Díaz e Ignacio Rota; Ernesto Rigotti, Francisco Furlong y Jacinto Perazzo, Antonio Blanco; José Laiolo, Eduardo Blanco, Harry Hayes y Ennis Hayes.
Tras coronarse en la Copa Competencia Jockey Club se midió contra Peñarol —campeón de la Copa Competencia uruguaya—, por la Copa Competencia Chevallier Boutell, cayendo derrotado por 3 a 0, en la cancha de Racing.

##### Pentacampeonato en 1917 y un invicto de casi 5 años
En 1917, Rosario Central logró el pentacampeonato rosarino obtenido en fila: en 1913 se había alzado invicto con el título de la Federación Rosarina de Football y posteriormente, entre 1914 y 1917 ganó la Copa Nicasio Vila de manera consecutiva, hecho único en el fútbol rosarino. Como dato particular, hay que decir que Rosario Central estuvo nada más y nada menos que casi 5 años sin perder un solo partido oficial por Liga rosarina. El 28 de julio de 1912 Central cayó 0-7 contra Newell's y no volvió a perder un solo partido de Liga hasta el 22 de abril de ese año 1917, cuando fue derrotado 0-4 por Tiro Federal. Fueron casi 5 años sin perder, con campeonatos logrados en 1913, 1914, 1915 y 1916.
En aquel año 1917, el club de Arroyito volvió a ser campeón, pero no de manera invicta: ganó 17 partidos y cayó en solo 1 —el mencionado ante Tiro Federal—, marcando 57 goles a favor y recibiendo 13 en contra.
El detalle de aquel período invicto nunca igualado por ningún otro club de Rosario fue el siguiente:
- 1912: con 2 victorias. El campeonato se suspendió y quedó desierto.

- 1913: con 8 victorias y campeón de la Federación Rosarina ganando todos los partidos (8).

- 1914: con 19 victorias y 1 empate. Campeón de la Liga Rosarina.

- 1915: con 18 victorias y 2 empates. Campeón de la Liga Rosarina.

- 1916: con 17 victorias y 1 empate. Campeón de la Liga Rosarina.

- 1917: con 1 victoria, antes de caer 0-4 por la segunda fecha. Aun así, Rosario Central fue campeón rosarino.

En total fueron 69 partidos invictos por Liga, con 65 victorias y 4 empates. Es el invicto por Liga más largo de la historia del fútbol rosarino.

##### La primera final de la historia ante Newell´s en 1919

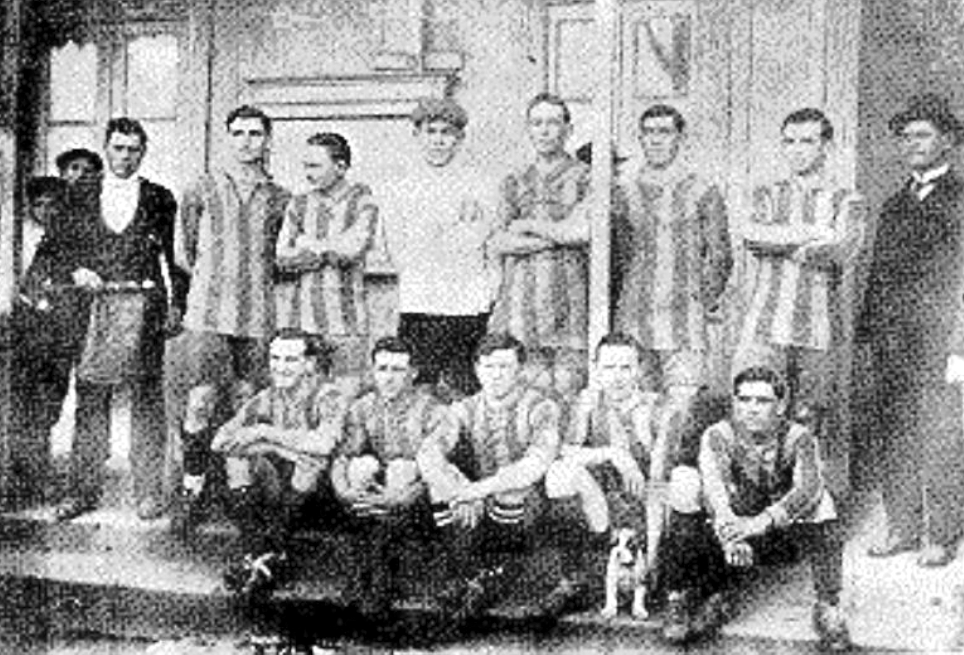
Equipo de Rosario Central campeón de la Liga Rosarina de 1919.

En 1918, Central no pudo alzarse con el hexacampeonato rosarino consecutivo y dejó el título a manos de Newell´s, que cortó la racha de logros canallas, pero en 1919 obtuvo nuevamente el título con la doble fórmula: campeón sin perder un solo encuentro. Aquel año quedó en la memoria de la historia del clásico rosarino ya que luego de finalizar el campeonato igualados en la tabla general, los rivales de la ciudad tuvieron que disputar un encuentro final de desempate para determinar al campeón de la Copa Nicasio Vila. El cotejo se disputó el 11 de enero de 1920 en cancha de Gimnasia y Esgrima de Rosario y fue dirigido por el árbitro británico Patrick McCarthy, enviado especialmente por la Asociación Argentina de Football. El cotejo despertó un interés enorme entre los rosarinos ya que fue presenciado por una multitud. Según el Diario La Capital de Rosario: «No cabía un alfiler. A las 16:20 se clausuraron las boleterías. Había más de 10 000 personas», lo que para la época era muchísimo público. Cuenta la crónica que esa tarde hubo tanta gente que 200 personas eligieron el techo de los vestuarios como tribuna, los tirantes cedieron y los hinchas cayeron sobre los jugadores que se cambiaban, y por milagro, todos resultaron ilesos.
El partido estaba 2 a 2 cuando fue suspendido faltando 7 minutos para el final por invasión de campo. Harry Hayes puso en ventaja a Central a los 35 minutos del primer tiempo. A los 10 del segundo tiempo Ernesto Celli igualó para Newell's, mientras que 8 minutos después el mismo Harry Hayes marcaría el 2 a 1 para el conjunto auriazul. Finalmente, en el minuto 67 Atilio Badalini estamparía el empate 2 a 2. En el minuto 83, una invasión de campo obligó al árbitro a suspender el partido. El 25 de enero se completó el cotejo, y en los 90 minutos reglamentarios el empate en 2 se mantuvo, por lo hubo que recurrir a 2 tiempos suplementarios de 30 minutos para definir al campeón. Finalmente, un gol de Jacinto Perazzo sobre el final —en el minuto 141—, le dio la festejada victoria y el título a Rosario Central. Ese partido marcó la primera final de la historia disputada entre ambos clubes rivales y fue el clásico rosarino más largo de la historia.
Como balance, la década de 1910 constituyó una época de oro para Rosario Central. El conjunto auriazul obtuvo los campeonatos en forma consecutiva de la Federación Rosarina de Football 1913, y las Copa Nicasio Vila 1914, 1915, 1916, y 1917, ostentando el récord en la Liga Rosarina de Fútbol en ser el único club de la ciudad en haber ganado 5 títulos consecutivos. Además, los canallas ganaron en esa década el título de campeón rosarino de 1919, luego de vencer en una final de desempate a Newell´s por 3 a 2. A su vez, en esos 10 años Central obtuvo sus primeros títulos nacionales oficiales, venciendo en cuatro copas nacionales de AFA.

#### La década de 1920

##### Nuevos conflictos con la LRF: se crea la Asociación Amateurs
Los problemas con la directiva de la Liga Rosarina de Fútbol volvieron a suceder en 1920. Tras disputar sólo 9 partidos en el torneo, Central retiró el equipo disconforme con el manejo de la Liga. La protesta centralista fue seguida por Gimnasia y Esgrima y Nacional, y fundaron la llamada Asociación Amateurs Rosarina de Football. A estos clubes, se unieron también Riberas del Paraná y Compañía General Buenos Aires. Así, el fútbol rosarino sufría la segunda división importante de su historia, tal como había sucedido sobre fines de 1912.
Rosario Central se alzó con los dos campeonatos de la Liga Amateurs de Football de Rosario, tanto en 1920 como en 1921.

##### El quinto título nacional oficial: la Copa de Competencia 1920
La Copa de Competencia de la Asociación Amateurs fue un torneo oficial, disputado entre equipos del fútbol argentino, que tuvo dos versiones diferentes desde su creación.
En 1920 Rosario Central ganó su quinta corona nacional al hacerse de esta Copa. En la misma, derrotó a River Plate 2 a 0 en octavos de final, con goles de Antonio Macías y de Harry Hayes. Este duelo, se disuptó el 22 de agosto de 1920 en Rosario, en cancha de Gimnasia.

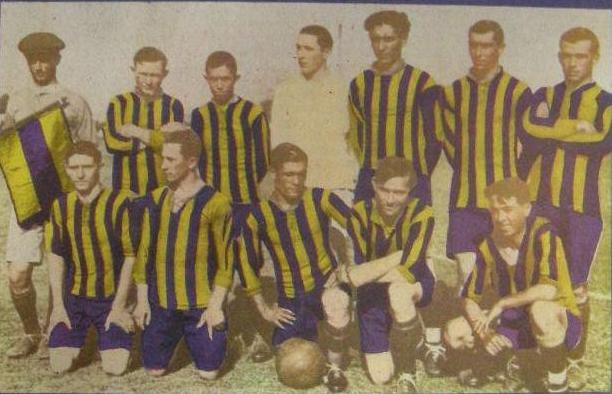
El equipo de Rosario Central campeón de la Copa de Competencia de 1920.

Luego, por los cuartos de final, el conjunto auriazul venció a Nacional de Rosario —hoy llamado Argentino de Rosario— por 3 a 2 actuando como visitante. Los goles de Central fueron marcados en aquella tarde del 17 de octubre por el mono Juan Francia, Ennis Hayes y Macías.
Posteriormente, en la semifinal, los rosarinos batieron al Club Atlético San Isidro 2 a 0 en cancha de GER, el 14 de noviembre. A los 30 minutos el juez Ormando Baglietto sancionó penal para Central, y fue convertido por Florencio Sarasíbar. A los 69 minutos llegaría el segundo tanto por intermedio de Guaraglia, y así Central afianzaba su clasificación a la final.
En la final del campeonato Rosario Central doblegó 2 a 0 a Almagro, equipo que —contra todos los pronósticos— había dejado en el camino a Racing Club en la otra semifinal. El cotejo decisivo fue disputado en cancha de GEBA, Buenos Aires. Los goles del conjunto auriazul fueron marcados por Harry Hayes a los 7 minutos del primer tiempo, y por Antonio Macías a los 30 del segundo tiempo. Aquella tarde del 12 de diciembre de 1920, Rosario Central ganaría su quinto título nacional oficial, y salía a la cancha con Vicente Pugliese; Patricio Clarke y Florencio Sarasíbar; José Pignani, José Fioroni y Jacinto Perazzo; Antonio Macías, Juan Francia, Harry Hayes, Ennis Hayes y Enrique Tami.

##### 1922: reincorporación a la LRF y campeón de la Copa Estímulo
Luego de dos años de conflictos se solucionaron los problemas, y tanto Central como el resto de los equipos disidentes volvieron a participar en el campeonato oficial de la Liga Rosarina de 1922, disolviéndose así la Asociación Amateurs. En aquel año los auriazules no tuvieron una gran campaña y finalizaron en la 4.ª posición del torneo de Liga, aunque el torneo duró solo la mitad de partidos —solo 15— que inicialmente estaban estipulados (30).

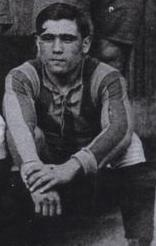
Antonio Miguel, El Petiso. Una de las figuras de Central en los años 10 y 20 del siglo pasado.

Ante el prematuro cierre de la Copa Vila, la Liga Rosarina de Fútbol decidió completar la temporada poniendo en juego otra copa oficial, llamada Estímulo, la cual se jugaría desde septiembre hasta fines de noviembre de ese año. Los equipos participantes de la primera división se dividieron en dos grupos y los mejores clasificados pasarían a una ronda final por el título. Así, a pesar de la pobre performance realizada por Central en el Campeonato de Liga de aquel año, los canallas ganaron su grupo y llegaron a la final del torneo de Copa. En la misma, los auriazules derrotaron 1 a 0 a Tiro Federal con gol de Ennis Hayes a los 44 minutos del primer tiempo y obtuvieron así un nuevo lauro oficial en su historia.

##### Remodelación de la cancha y campeón rosarino en 1923
En 1923, el club remodeló su cancha —ubicada en el Cruce Alberdi—, denominada Parada Castellanos. La comisión directiva convenció al Ferrocarril para que le donara toda la madera que la empresa no utilizaba. De esta forma el señor M. F. Ryan –un alto funcionario de la Empresa– facilitó el material y ayudó a que el club contratara a unos cuantos peones para empezar a construir tribunas. Con el auxilio de cientos de socios alzaron dos tribunas a cada lado de la cancha, de cien metros de gradas con diez escalones. A partir de ese momento, el estadio llegó a tener una capacidad de unas 15 000 personas. El gasto fue de aproximadamente 16 000 pesos de aquella época.
En lo futbolístico, el club de Arroyito obtuvo el título local de la Copa Nicasio Vila de ese año. Central ganó el campeonato invicto y de punta a punta, con 27 victorias y solo un empate, marcando 93 goles a favor y recibiendo solo 12 en contra, siendo Ennis Hayes y Juan Francia los máximos goleadores.

##### La nueva cancha en el barrio de Arroyito en 1926

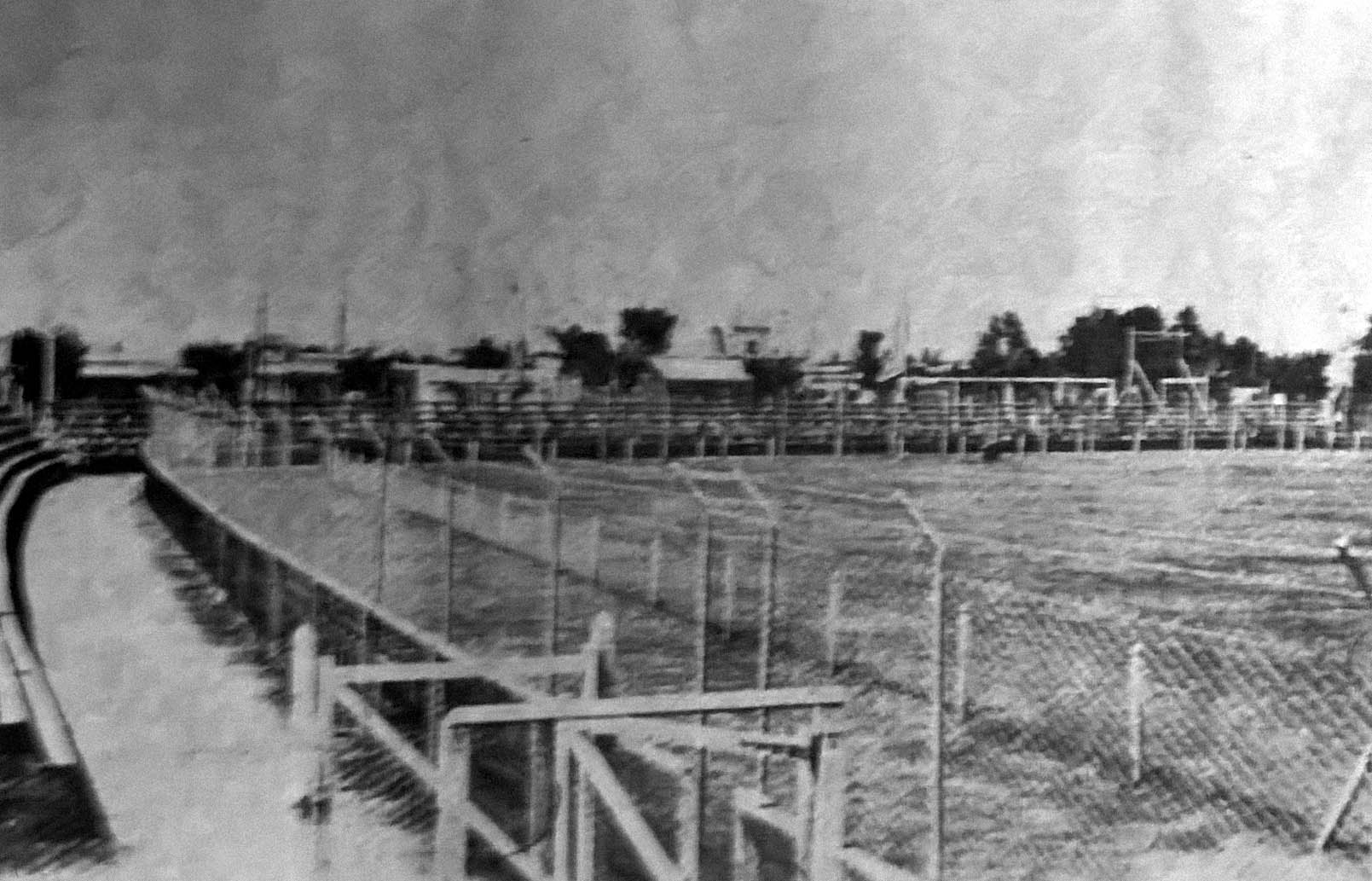
Imagen del recién inaugurado estadio de Arroyito en 1926.

En 1925, el club se independizó definitivamente del Ferrocarril, por lo que este le quitó el terreno en donde estaba ubicada su ya tradicional cancha de la Parada Castellanos. Así, los auriazules tuvieron que buscar un lugar propio para construir su estadio. Mientras tanto, en ese año Central hizo de local en la cancha del Club Bolsa de Comercio. Sobre fines de 1925, el club logró la concesión municipal de los terrenos en donde se encuentra actualmente —ubicados en la intersección de Av. Génova y Av. Cordiviola—, por lo que comenzó a construir su nuevo estadio allí, y nunca más los abandonó.
El primer partido en su nueva cancha ubicada en al barrio de Arroyito fue en un clásico rosarino ante Newell's, el 14 de noviembre de 1926, correspondiente a la fecha 27 de la Copa Nicasio Vila —primera división del fútbol de Rosario— de aquel año. El cotejo finalizó con victoria de Central por 4 a 2, con goles señalados por Florencio Sarasíbar de penal, Castagno en contra de su propia valla, y 2 tantos de Armando Bertei para Central. Aquella tarde, el equipo auriazul alistó a Octavio Díaz, Florencio Sarasíbar, y Francisco De Cicco; Félix Sarasíbar, José Fioroni, y Fernando Fajardo; Antonio Macías, Arístides Ongano, Armando Bertei, Atilio Coirini y Esteban Indaco.

##### Un nuevo título de la Copa Vila en 1927

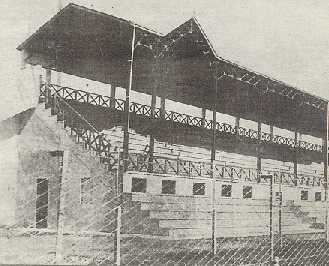
Una de las tribunas populares del estadio de Rosario Central sobre fines de la década de 1920.

En lo deportivo, luego de cuatro años «en blanco» donde el fútbol rosarino fue dominado por Tiro Federal y Belgrano, Rosario Central repitió un nuevo logro de campeón en 1927. Aquel año los canallas ganaron el título rosarino de punta a punta: vencieron en 14 partidos y perdieron solo 1, anotando 42 goles a favor y recibiendo solo 6 en contra.
En cuanto a lo institucional, el 1 de diciembre de 1927 la Municipalidad de Rosario le concedió el terreno de la avenida Génova y Cordiviola —en donde el club ya tenía construido el estadio desde 1926— por el término de 20 años. Durante ese año se inició la obra para la construcción de la tribuna oficial —hecha de cemento—, con capacidad para 7000 espectadores. Entre 1927 y 1929 el equipo siguió jugando en su estadio de Génova y Cordiviola mientras paralelamente se terminaba de construir toda la tribuna popular, la cual sería también totalmente de cemento. Una vez terminada la obra, la capacidad del estadio pasó a ser para algo más de 36 000 espectadores.

##### Una nueva final ante Newell´s en 1928: la tercera en la historia

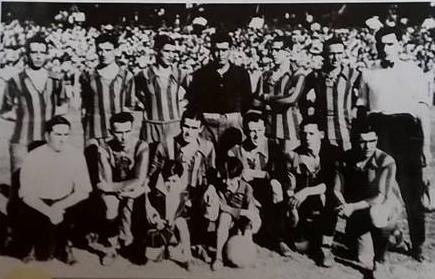
Equipo de Rosario Central que se coronó campeón en 1928, al vencer 1 a 0 a Newell's en partido de desempate disputado en cancha del conjunto rojinegro.

En 1928 se jugó la tercera final en la historia entre Central y Newell's. Tal como había sucedido en 1919, Rosario Central y su clásico rival volvieron a quedar igualados en la tabla general de la Copa Nicasio Vila de ese año y debieron disputar un encuentro de desempate para decidir al campeón. El partido se disputó en el estadio de Newell´s, y Rosario Central se impuso por 1 a 0 con gol de José Podestá de tiro libre a los 42 minutos del primer tiempo. Así, volvió a obtener el campeonato ante su eterno rival, dando la vuelta olímpica en terreno rojinegro. Los hinchas canallas se hicieron del botín derecho del goleador y lo utilizaron como estandarte en los festejos por el campeonato logrado en el reducto de su clásico rival.
El equipo canalla aquella tarde formó con Octavio Díaz; Ernesto Cordones y Francisco De Cicco; Arturo Podestá, José Fioroni, Félix Romano; Ricardo Reol, Armando Bertei, José Podestá, Jacinto Retto y Antonio Miguel.
El 27 de octubre de 1929 todo quedó listo, y se inauguró el nuevo estadio completo con todas sus tribunas de cemento, en un encuentro amistoso ante Peñarol de Montevideo, que finalizó en empate 2 a 2. Rosario Central formó aquel día con Octavio Díaz; Francisco De Cicco y Juan González; Arturo Podestá, Juárez y Félix Romano; Vázquez, Gerardo Rivas, Marcelo Tamalet, Luis Indaco y Nazareno Luna. Los tantos canallas fueron convertidos por Tamalet y Vázquez. El estadio pasó a tener una capacidad de alrededor de 35 000 espectadores.

#### La década de 1930

##### El último campeonato de la era amateur en 1930

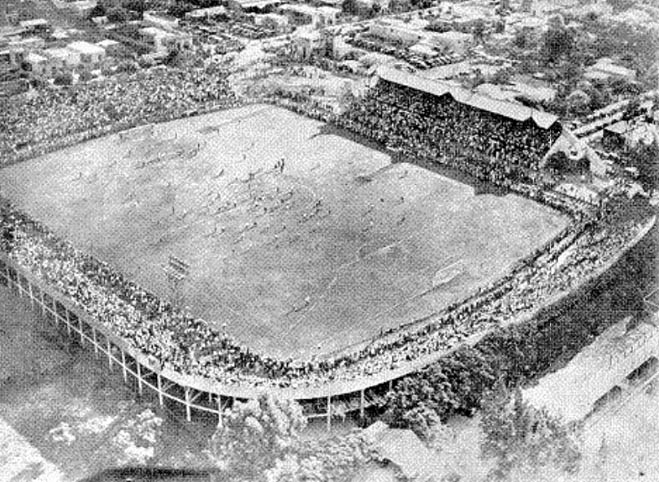
El estadio de Rosario Central en 1930.

En 1930 Rosario Central logró otro título de primera en la Copa Vila, ostentando así el récord de 10 consagraciones en dicho torneo, siendo el club que más veces lo obtuvo. De la mano del ahora entrenador Eduardo Blanco —una ex gloria del club en sus tiempos de jugador auriazul— y con Luis Indaco como figura y goleador en el ataque (once tantos), el quite, la lucha y también el poder de gol de Teófilo Juárez en el mediocampo, y la seguridad de Octavio Díaz en el arco, Rosario Central ganó una nueva estrella en su palmarés. El conjunto auriazul obtuvo la victoria en 17 partidos, empató en 4 y cayó en 1 oportunidad.
El balance que dejó la era amateur rosarina (1905-1930) fueron cinco títulos nacionales oficiales de A.F.A., trece Ligas rosarinas de primera división y cinco copas oficiales rosarinas, siendo así el equipo de la ciudad de Rosario que más logros obtuvo en ese lapso.

### Era profesional rosarina (1931-1938)

#### 1931: el profesionalismo y la creación del Torneo Molinas
En el año 1931 el fútbol argentino sufrió una gran transformación. Si bien desde hacía muchos años estaba generalizado que los jugadores cobraran una remuneración por su actividad —de una manera cada vez menos encubierta—, en lo que dio en llamarse el amateurismo marrón, recién en 1931 se terminó oficialmente con la era amateur del fútbol argentino, y comenzó la era profesional. Así, todos los futbolistas comenzaron a cobrar un salario y a firmar contratos por jugar en los equipos de manera rentada. De esta forma, la Liga Rosarina de Fútbol dejó su lugar, y la nueva institución rectora del fútbol rosarino pasó a ser la Asociación Rosarina de Fútbol. El torneo de primera pasó a llamarse Torneo Gobernador Luciano Molinas, en honor al por entonces Gobernador de la provincia de Santa Fe, Luciano Molinas, reemplazando así a la Copa Nicasio Vila. Simultáneamente, la Copa Santiago Pinasco continuaría siendo el campeonato de segunda división.
El comienzo del profesionalismo fue difícil para Central y el rendimiento del equipo fue irregular: la indisciplina de algunos jugadores, malas adquisiciones, divisiones políticas en la dirigencia y problemas económicos hicieron que los resultados deportivos no fueran muy buenos. Se decidió rescindir el contrato a muchos jugadores por «falta de entusiasmo, cariño y disciplina», lo que trajo los primeros juicios para el club.

#### Primer título oficial profesional de la ARF: el Torneo Preparación de 1936

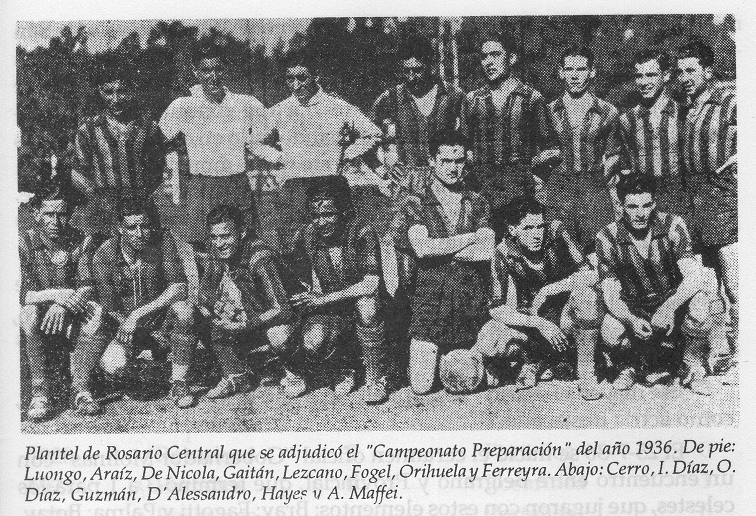
rightEquipo de Rosario Central campeón del Torneo Preparación de 1936, ganándole la final a Newell´s.

Luego de algunas temporadas «en blanco», el primer título oficial de Rosario Central en la era profesional rosarina llegó en 1936, luego de obtener el Torneo Preparación de aquel año. Ese campeonato oficial organizado por la Asociación Rosarina de Fútbol se comenzó a jugar en 1934, y marcaba el inicio de la temporada futbolística rosarina. Se jugaba desde abril hasta fines de junio con el sistema de todos contra todos en solo una rueda. Rosario Central ganó su primera edición en 1936.
El conjunto auriazul y Newells Old Boys terminaron igualados en la tabla de posiciones y debieron jugar un partido desempate para definir al campeón. En el mismo, Rosario Central derrotó a su clásico rival por 3 a 2. Gómez y Rúa marcaron para Newell´s, mientras que Roberto D'Alessandro y Aníbal Maffei —en dos oportunidades— le dieron la victoria definitiva a Central. Vale destacar que esta sería la cuarta y última final de un campeonato oficial disputada por ambos equipos rivales hasta el día de hoy, y sería el primer título oficial profesional en la historia del club de Arroyito.
El conjunto canalla titular que ganó ese torneo generalmente formaba con: Pedro Aráiz; Justo Lescano e Ignacio Díaz; Rafael Luongo, Félix Ferreyra y A. Martínez; Juan Cerro, Cayetano Potro, Harry Hayes (h), Roberto D'Alessandro y Aníbal Maffei.

#### Eldobletede 1937, y un nuevo título de campeón en 1938

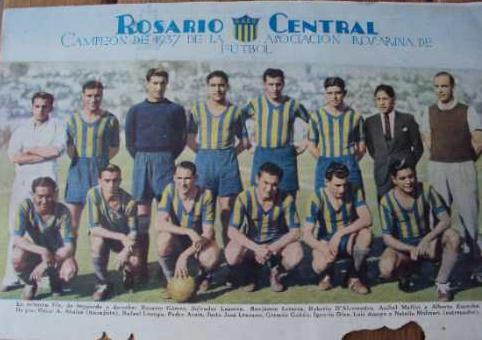
Equipo de Rosario Central campeón del Torneo Gobernador Molinas y de la Copa Ivancich en 1937.

El año 1937 fue muy bueno para Central ya que pudo ganar los dos torneos oficiales que se jugaron. Ese año llegó al club el entrenador Natalio Molinari, que impuso orden táctico y solidez defensiva. Con un andar regular en los 2 torneos oficiales de la ARF los canallas obtuvieron el Torneo Gobernador Luciano Molinas —campeonato rosarino de Primera División—, y luego ganaron su tercer título profesional en la Asociación Rosarina al obtener el Torneo Ivancich, que reemplazaba al ya clásico Torneo Preparación. La formación base del conjunto auriazul que obtuviera el doblete fue la siguiente: Pedro Aráiz; Justo Lescano e Ignacio Díaz; Rafael Luongo, Félix Ferreyra y Alberto Espeche; Héctor Gómez, Ricardo Cisterna, Benjamín Laterza, Roberto D'Alessandro y Aníbal Maffei. También tuvieron significativa participación Luis Amaya, Germán Gaitán, Alfredo Fógel, Salvador Laporta y Juan Cerro.

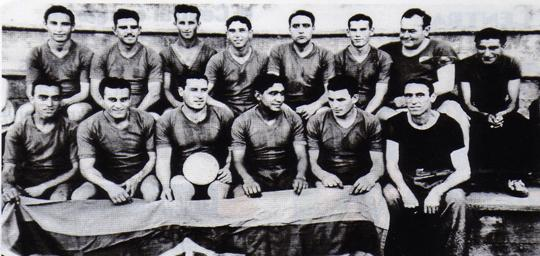
Equipo de Rosario Central campeón del Torneo Gobernador Molinas de 1938.

En 1938 Rosario Central fue nuevamente campeón del Torneo Gobernador Luciano Molinas, en lo que fue la última participación de los equipos profesionales en torneos de la Asociación Rosarina, ya que en 1939 tanto Central como Newell´s ingresarían a los torneos de AFA para nunca más abandonarlos, y así, competirían en los campeonatos de la Asociación Rosarina con futbolistas amateur.
El equipo canalla cambió a su entrenador en aquel año, ya que el exitoso ciclo de Natalio Molinari fue reemplazado por el técnico húngaro Juan Faunhoffer, quien impuso algunos cambios en la formación titular y logró también el título de campeón de Primera. El conjunto auriazul de 1938 solía formar con: Juan F. Martínez; Pedro Perucca e Ignacio Díaz; Carlos Echeverría, Claro Constancio Rivero y Alfredo Fógel; Salvador Laporta, Oscar Díaz, Pedro De Blasi, Ricardo Cisterna y Francisco Rodríguez.
El balance que dejó la era profesional de la Asociación Rosarina de Fútbol para Rosario Central fueron cuatro títulos oficiales: dos Ligas de Primera y dos copas oficiales.

### Era profesional de AFA (1939 en adelante)

#### El ingreso al torneo regular de AFA en 1939
En 1939 Rosario Central y su rival de la ciudad, Newell's Old Boys, solicitan a la Asociación del Fútbol Argentino su incorporación al torneo de Primera División nacional. La AFA decide otorgarles el permiso, mediante el cual Central lograría formar parte del campeonato de ese año.
Paralelamente a los torneos nacionales de AFA, el club continúa disputando los torneos locales pertenecientes a la Asociación Rosarina de Fútbol con equipos alternativos. Esto se debe a que, en reconocimiento a sus méritos deportivos y a su importancia a nivel nacional su primer equipo disputa los campeonatos de AFA y a raíz de esto, en la Asociación Rosarina —su liga de origen— presenta un equipo alternativo conformado por futbolistas amateur.
En lo futbolístico, los primeros pasos centralistas en los torneos profesionales de AFA fueron opacos. Pese a terminar en la mitad de la tabla y empatar ambos partidos con Newell's 1 a 1, algunos resultados fueron malos. En su debut perdió 5 a 1 con Huracán, por 6 a 0 con River y por 5 a 0 ante Ferro. En la segunda mitad del año se contrató un técnico húngaro: Emérico Hirschl y el rendimiento del equipo mejoró un poco, destacando Alfredo Fógel, el defensor que no faltó nunca a ningún partido. En 1939 el campeón fue Independiente y Central terminó undécimo con 33 puntos (14 victorias, 5 empates y 15 derrotas).
A final de año se festejó el cincuentenario del club con partidos amistosos ante Boca, River y la selección argentina en Arroyito. Además el 8 de diciembre se pasó una antorcha de mano en mano por atletas desde la sede en el centro de la ciudad hasta el estadio, donde Thomas Hooper, uno de los fundadores, dio un discurso.

#### Década de 1940

##### Descenso a segunda división y rápida vuelta a Primera
En 1941 Rosario Central descendió por primera vez al Campeonato de Primera B. En la fecha 28 se jugó el clásico con un resultado favorable al conjunto del Parque. En aquella tarde Newell´s se impuso por 5-0 y con este resultado el conjunto auriazul quedó en el último puesto de la tabla de posiciones —aún le restaban dos partidos por jugar para decidir si descendía o no— y el descenso se dio la última fecha cuando Rosario Central en condición de visitante enfrentó a Banfield y cayó por 4 a 2.
Como resultado final Rosario Central terminó el torneo ganando 6 partidos, empatando 4 y perdiendo 20. El paso por la Segunda división fue breve: el club rosarino logró el ascenso a Primera al año siguiente, ganando 25 duelos, empatando 3 y perdiendo 4. Tuvo una gran participación en el torneo Waldino Aguirre, quien disputó 27 partidos y convirtió 33 goles.
Durante toda la década del 40 Central se mantuvo en primera terminando en todos los torneos en mitad de tabla. Sin embargo en noviembre de 1948 se produjo una huelga de jugadores en todo el país que duró hasta abril de 1949. El torneo de AFA continuó con jugadores amateurs y muchos jugadores profesionales fueron tentados desde el exterior. Entre las bajas más notables de Central se puede nombrar a Benjamín Santos, goleador del torneo de 1948, que emigró a Italia.

#### Década de 1950 y 1960

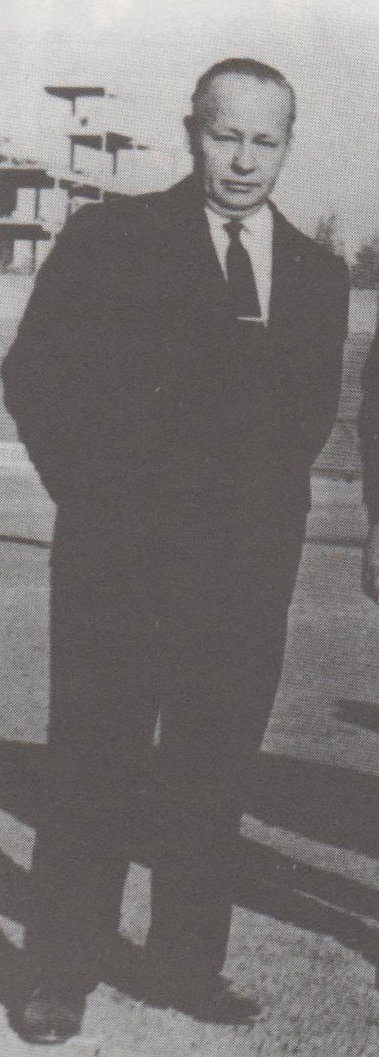
Adolfo Boerio: el impulsor de políticas institucionales más ambiciosas para Central.

##### Nuevo descenso y vuelta a Primera en un año
En 1950 el club perdió la máxima categoría por segunda vez, finalizando último, con 9 victorias, 7 empates y 18 derrotas. Al igual que en la anterior oportunidad en la que había descendido (1941), ganó el torneo de segunda y ascendió a la Primera División al año siguiente. Los referentes del equipo del ascenso fueron Alfredo Fógel, el capitán del equipo, y Eduardo Di Loreto, que convirtió 29 goles.
La década del 50 tuvo resultados deportivos muy diversos para el canalla, destacándose los sextos puestos en los torneos de 1956 y de 1958. Hasta el momento eran las dos mejores ubicaciones de Central desde que se había unido a los torneos nacionales profesionales en 1939.
En la década de 1960, el club iba creciendo con los años: de los pocos socios que tenía en sus inicios, llegó a 4000 durante 1965 gracias al trabajo de su presidente Federico Flynn. En 1967, bajo la presidencia de Adolfo Boerio, la institución comenzó a proponerse metas superiores a la de solo participar sin muchas ambiciones en los torneos profesionales de AFA. Su proyecto, empezó por solidificar las divisiones inferiores del club con un trabajo a largo plazo. De esta manera, el plantel profesional comenzó a nutrirse de futbolistas surgidos de la cantera, aunque también se fueron incorporando algunos futbolistas y entrenadores de jerarquía procedentes de otras instituciones. Así, a partir de ese año, Rosario Central comenzó a disputar los torneos de igual a igual con los grandes del fútbol argentino. En aquella temporada, los auriazules finalizaron en la tercera colocación de la tabla general, hecho histórico para el club. En 1966 el proyecto ya estaba en marcha y Central jugó partidos amistosos con el Santos de Pelé, con quien perdió 1 a 0, y con el Real Madrid donde fue un empate 2 a 2.

#### La década de 1970

##### El sexto título nacional en 1971: primer título de Liga de la Primera División
El presidente Víctor Vesco —electo en 1970—, continuó con la obra de Boerio y bajo su mandato se consiguieron importantes logros deportivos e institucionales, habiendo ganado en los años de sus presidencias 4 Ligas de Primera de AFA y 1 título internacional oficial de Conmebol.

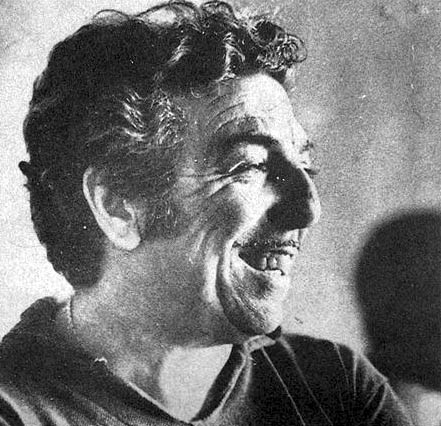
Ángel Labruna llevó a Central a su primer título de Liga de AFA en la era profesional, en 1971.

Luego del subcampeonato en el Torneo Nacional de 1970, en donde cayó 2 a 1 ante Boca Juniors en la final, el club de Arroyito logró su primer título oficial en la era profesional de los campeonatos nacionales de la Asociación del Fútbol Argentino —y sexto nacional global— en el Torneo Nacional de 1971.
En junio de 1971, promediando el Metropolitano, llegó Ángel Labruna a Rosario para dirigir a Central. Si bien el equipo estaba medianamente armado y mantenía una estructura sólida, Angelito metió mano y retocó algunas cosas. El entrenador hizo debutar en Primera División a Carlos Aimar, un volante central batallador, fuerte y que mostraba muy buenas condiciones. A su vez, retrasó unos metros en el campo a Aldo Poy, colocándolo en una posición de armador, juntándolo con Colman, y dejando a Bóveda y a Gramajo más de punta.

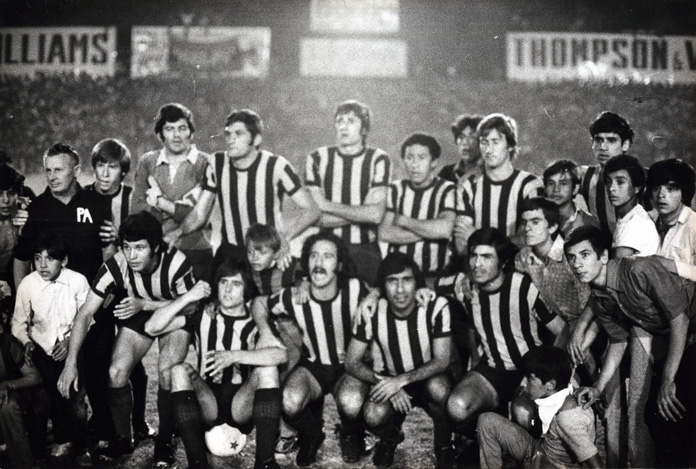
Equipo de Rosario Central que se clasificó campeón en el Nacional de 1971.

En aquel Nacional de 1971, Rosario Central ganó su grupo y debió enfrentar en semifinales a Newell's Old Boys, quien había sido el segundo de la otra zona. El encuentro tenía que disputarse en terreno neutral, y el Estadio Monumental de Núñez fue testigo del duelo en el que Rosario Central venció por un gol a cero a su clásico rival con la recordada palomita de Poy en el segundo tiempo. Además, este tanto fue presentado al libro Guiness de los Récords por un grupo de hinchas de Central en 1995 para ser calificado como el gol más celebrado de la historia del fútbol ya que tradicionalmente, los hinchas del equipo y el propio Aldo Pedro Poy se reúnen todos los 19 de diciembre de cada año para rememorar la jugada y gritar de nuevo el gol.
La final del campeonato fue ante San Lorenzo y se debía disputar también en terreno neutral. Por el sorteo correspondiente, resultó que se disputaría en la cancha de Newell's Old Boys el 22 de diciembre. El conjunto canalla comenzó perdiendo gracias a un gol de Héctor Scotta a los pocos minutos de haberse iniciado el encuentro. Pero Central reaccionó, y con goles de Roberto Gramajo y Carlos Colman a los 17 y 24 minutos respectivamente ganó el juego y se convirtió en el primer campeón nacional de la Primera división de AFA del interior del país. El estado físico del equipo sumado a la experiencia de los caudillos —Pascuttini, Fanesi, Carrascosa, entre otros— hizo capaz que Rosario Central alcanzara el título. Las estadísticas marcan que en 16 partidos los canallas solo recibieron 14 goles.
Los festejos masivos de la gente se multiplicaron por toda la ciudad de Rosario, que luego de 32 años de competir en la Primera División del fútbol argentino, obtenía así su primer gran galardón en el fútbol grande de AFA en la era profesional.
Plantel campeón: Carlos Aimar, Ramón César Bóveda, Roberto Gramajo, Carlos Colman, Alberto Fanesi, Norberto Menutti, Aurelio José Pascuttini, Aldo Pedro Poy, Ángel Landucci, Mario Killer, José Jorge González, Miguel Bustos, Hugo Zavagno, Jorge Carrascosa, Alberto Gómez, José Agustín Mesiano, Aldo Villagra, Eduardo Miguel Solari, Daniel Pedro Killer, Eduardo Barrio, Roberto Astudillo, Gabriel Arias, Eduardo Toro, Daniel Astegiano, Rubén Rodríguez, Daniel Aricó, y Víctor Mancinelli.
Entrenador: Ángel Labruna

##### El séptimo título nacional oficial AFA en 1973: segunda Liga nacional

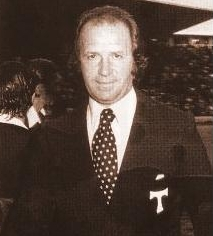
Carlos Griguol: DT campeón con Central en 1973. Su equipo era apodado Los picapiedras, por su extremada solidéz defensiva y su alta efectividad en ataque.

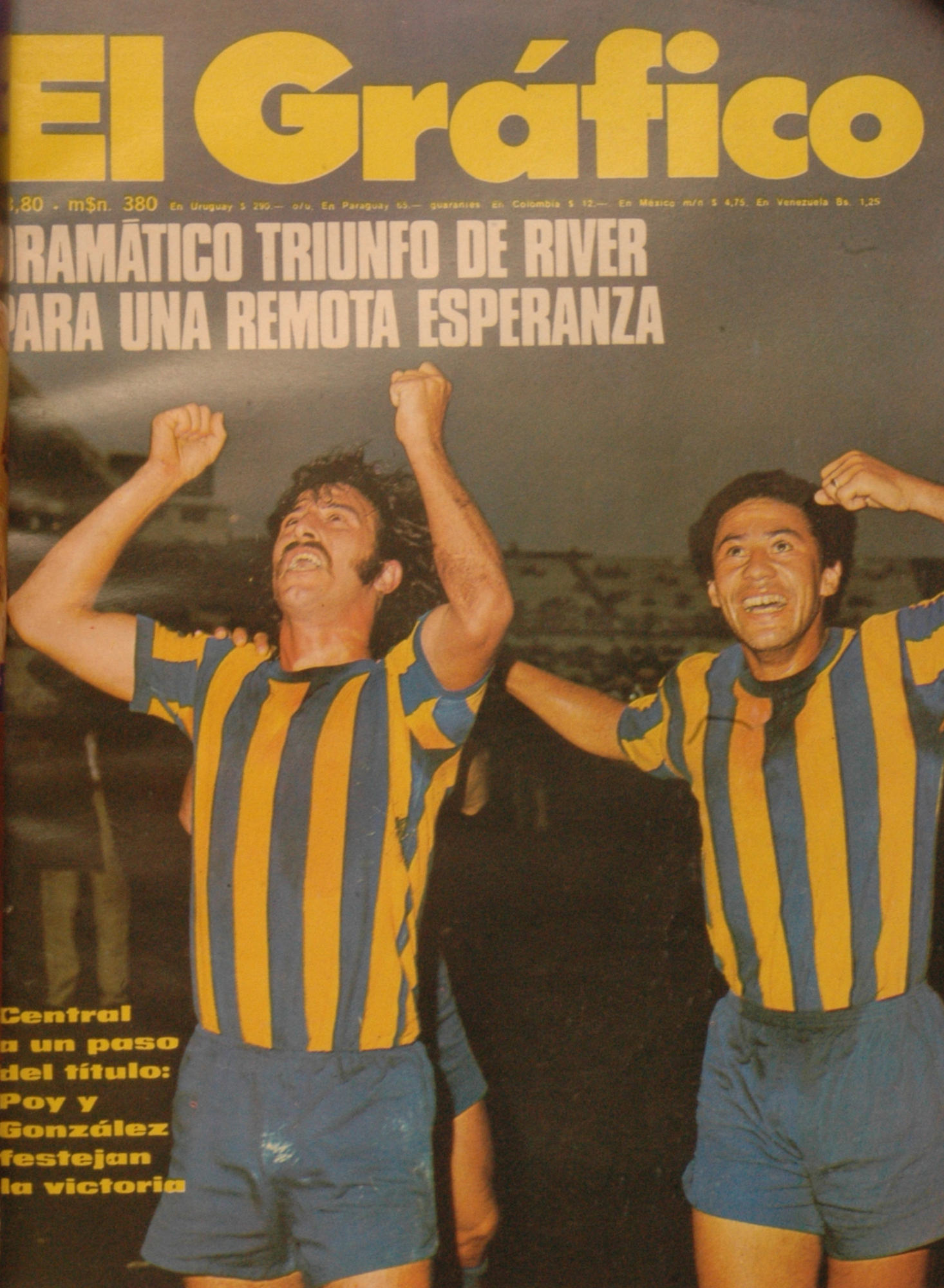
Aldo Pedro Poy y González en 1973.

En el segundo semestre de 1973 Rosario Central volvería a ser protagonista del fútbol argentino. De la mano de Carlos Timoteo Griguol como técnico —quien hacía pocos años había dejado el fútbol y había dirigido a la Reserva del club entre 1971 y principios de 1973— los rosarinos volvieron a dar una vuelta olímpica en el fútbol argentino de primera división.
Griguol impuso su estilo propio de juego, basado en el orden defensivo y la efectividad a la hora de atacar. El equipo se destacó por ser aguerrido, sólido, fuerte y tener mucha marca, y por todas estas características se lo apodó Los Picapiedras.

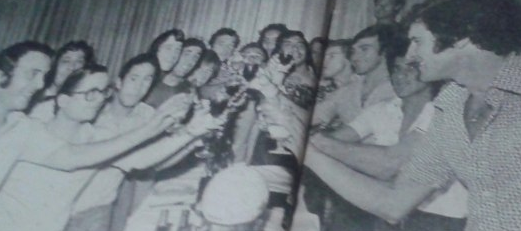
Brindis del plantel de Rosario Central que se consagró campeón en el Nacional de 1973.

Central clasificó junto a Atlanta, River y San Lorenzo para disputar el cuadrangular final. El sistema era jugar todos contra todos a una sola rueda, es decir, tres encuentros cada uno, y el de mayor puntaje final sería el nuevo Campeón Nacional. En el primer juego de la zona final Central ganó 3-1 sobre los millonarios con tantos de Cabral, Bóveda y otro de J.J. López en contra de su propia valla.
La siguiente fecha se jugó frente a Atlanta en Buenos Aires. El club porteño había sido la revelación de este torneo, pero no le alcanzó para superar al equipo de Griguol. Con tantos de Eduardo Solari de cabeza y de Carlos Aimar, la victoria fue canalla por 2 a 1. River, venció en aquella jornada por 3 a 2 a San Lorenzo y con un empate en la última fecha, el conjunto de Griguol se aseguraría el título.
El 29 de diciembre, el Estadio Monumental fue testigo nuevamente del festejo rosarino: Central empató 1 a 1 con San Lorenzo y se aseguró así su segundo título de la década, y el séptimo a nivel nacional de su historia. El gol de Central lo anotó Roberto Cabral.
Plantel campeón: Aurelio José Pascuttini, Juan Antonio Burgos, José Jorge González, Eduardo Solari, Carlos Biasutto, Carlos Aimar, Aldo Pedro Poy, Daniel Pedro Killer, Roberto Cabral, Daniel Aricó, Ramón Bóveda, Luis Giribet, Roberto Carril, Carlos Colman, Oscar Rubiola, Rubén Rodríguez, Miguel Ángel Cornero, Mario Killer, Gabriel Arias y Carlos Munutti.
Entrenador: Carlos Timoteo Griguol

##### Torneo pre-Libertadores 1974
En 1974, Rosario Central fue subcampeón del Metropolitano y del Torneo Nacional. Esto lo habilitó a jugar un triangular que definió a los dos equipos argentinos para la Copa Libertadores 1975. El mismo, se denominó oficialmente «Torneo reducido para clasificar dos equipos para el Campeonato Sudamericano de Fútbol Libertadores de América 1975». Este no fue considerado liguilla, sino torneo oficial reducido y el ganador obtendría el título de «Campeón Argentino». Rosario Central disputó ese certamen junto a los campeones del Nacional 1974 y Metropolitano 1974: San Lorenzo y Newell's Old Boys, respectivamente. El equipo de Arroyito venció a San Lorenzo 1 a 0 como visitante con gol de Hugo Zavagno, y luego a Newell´s 2 a 0 como local, con goles de Mario Kempes y de Roberto Cabral, lo que le dio la clasificación para representar a Argentina en la Copa Libertadores de 1975, en carácter de campeón argentino 1974 junto al segundo, Newell's Old Boys subcampeón.

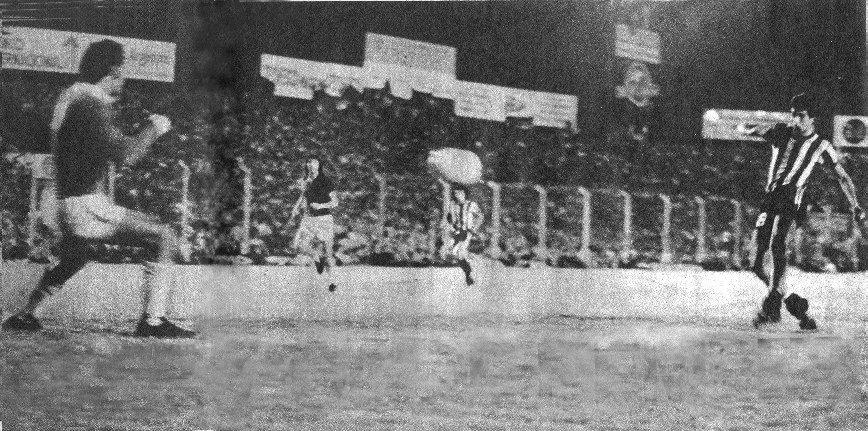
Gol de Kempes a Newell's por la Copa Libertadores de 1975. Aquella noche, Central eliminó a su clásico rival y accedió a la instancia semifinal de la Copa.

Durante la temporada se destacó Mario Kempes, la incorporación que había llegado desde Instituto de Córdoba, a principios de año. Fue goleador del Nacional de 1974 y vistió la camiseta canalla hasta 1976. Además de ser una vez más goleador del torneo Metropolitano de 1976, se convirtió en el mayor goleador de la historia de Central en la era profesional de AFA, haciendo más de 90 goles en 2 años y medio.
En esta década, Rosario Central logró participar de cuatro ediciones de la Copa Libertadores de América. Lo hizo en las copas de 1971, 1972, 1974 y 1975. En esta última se enfrentó —por primera vez en la historia en duelos internacionales— al Club Atlético Newell's Old Boys en la primera ronda. En el grupo también estaban Olimpia y Cerro Porteño de Paraguay. Los clubes argentinos finalizaron en la primera posición, habiendo empatado en los enfrentamientos entre sí. En esa copa solo clasificaba el primero de cada grupo, por lo que tuvieron que jugar un encuentro desempate para definir quién pasaba a la ronda semifinal. El duelo lo ganó Central por 1 a 0, con gol de Mario Kempes el 11 de abril de 1975. Finalmente, el club auriazul llegó a la ronda semifinal de aquella copa, quedando a solo un gol de diferencia del paso a la final.

#### La década de 1980

##### El octavo título nacional oficial de AFA en 1980: tercera Liga nacional

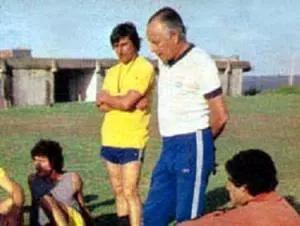
Ángel Tulio Zof ganó su primer título como DT en 1980.

El comienzo del Nacional de 1980 no fue bueno para Central. Al entrenador Ángel Tulio Zof le costó ensamblar las piezas y el equipo clasificó con lo justo para los cuartos de final, ganándole el último partido de la fase regular 2 a 0 a Vélez en el Estadio José Amalfitani. Central debía ganar sí o sí para pasar de fase, y así lo hizo. La multitud centralista que copó el estadio de Vélez gozó aquella tarde gracias a los tantos de Edgardo Bauza y de Félix Orte, ambos en el segundo tiempo.

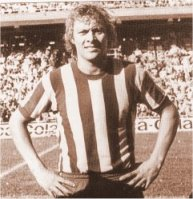
Félix Orte. Pieza clave en la obtención del Nacional de 1980.

A partir de esa instancia, Central hizo valer la condición de local ya que las diferencias de gol marcadas en el Estadio Gigante de Arroyito fueron claves para que Central avanzara a las rondas siguientes y conquistara un nuevo título.
En cuartos de final se enfrentó a Unión de Santa Fe, obteniendo una victoria 2 a 0 de local y una derrota 2 a 1 de visitante. En el duelo de ida disputado en el Estadio Gigante de Arroyito promediando el segundo tiempo fue expulsado Ricardo José Ferrero —el arquero de Central—, y el conjunto auriazul ya había hecho los dos cambios reglamentarios que se permitían en aquel entonces. Héctor Chazarreta pidió ir a atajar y tuvo una destacada labor, tapando algunos disparos peligrosos del equipo tatengue. El partido finalizó 2 a 0 a favor de Central. El resultado global de 3 a 2 a su favor alcanzó para avanzar.

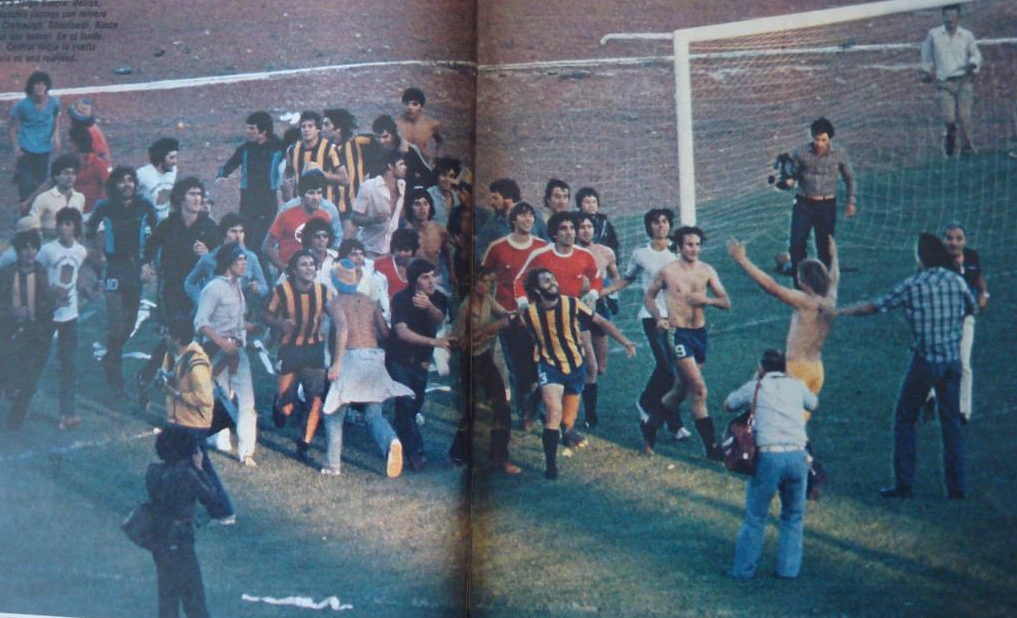
La vuelta olímpica del equipo de Rosario Central campeón del Nacional de 1980, en el Estadio Chateau Carreras de Córdoba.

En las semifinales se volvió a cruzar con su clásico rival: Newell's Old Boys. El triunfo por 3 a 0 en el encuentro de ida con tantos de Ghielmetti, José Luis Gaitán y Marchetti, facilitó la victoria global del club de Arroyito. La derrota 1 a 0 en la vuelta no hizo mella en el conjunto auriazul, ya que el global de 3 a 1 a favor lo clasificó para disputar la final del campeonato.
La final enfrentó al equipo de Zof con el Racing de Córdoba, dirigido por Alfio Basile. La producción de La Sinfónica —así le decían a aquel equipo auriazul— anticipó el tercer campeonato en la era profesional, y octavo a nivel nacional contando toda la historia. Fue victoria canalla 5 a 1 en la ida, y derrota por 2 a 0 en la vuelta, siendo el marcador global de 5 a 3 para Central. Los cuatro goles de diferencia permitieron que el 21 de diciembre la institución rosarina diera su tercera vuelta olímpica oficial en la era profesional de AFA en el Chateau Carreras.
Este campeonato le dio derecho a participar de la Copa Libertadores 1981, en donde quedó segundo en su grupo detrás del Deportivo Cali de Colombia, no logrando así el pase a la ronda semifinal.
Plantel campeón: Juan Carlos Ghielmetti, Edgardo Bauza, Daniel Teglia, Félix Orte, José Luis Gaitán, Eduardo Bacas, Víctor Marchetti, Jorge Alberto García, Oscar Craiyacich, Ricardo José Ferrero, Héctor Chazarreta, Oscar Agonil, Guillermo Trama, Aldo Espinoza, Omar Arnaldo Palma, Daniel Sperandío, Daniel Alberto Carnevalli, Carlos Magistral y Mario Finarolli.
Entrenador: Ángel Tulio Zof

##### Descenso a segunda y rápido ascenso a Primera

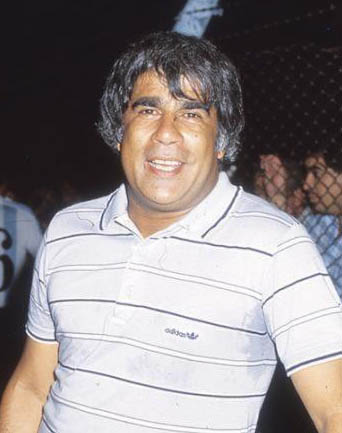
Pedro Marchetta devolvió rápidamente a Central a la Primera División, en 1985.

En 1984, a tan solo cuatro años de haber conseguido su tercer título de Liga de Primera División, Rosario Central descendió a la Primera B por tercera vez en su historia. En 1983 la AFA había reinstaurado el promedio del descenso en la Argentina, lo cual significaba que los descensos a segunda se definirían por la acumulación de puntos de las últimas dos temporadas, dividiéndolos a la cantidad de partidos disputados en las mismas. Las pobres campañas realizadas por Central tanto en 1983 como en 1984 hicieron que el club no pudiera escapar al descenso de categoría.
En 1985 la institución reforzó su plantel profesional con jugadores de renombre y contrató a Pedro Marchetta como entrenador. Así, pudo lograr el retorno a la máxima categoría con facilidad: ganó 25 enfrentamientos, empató 10 y cayó en 7.

##### El noveno título nacional oficial de AFA en 1987: cuarta Liga nacional

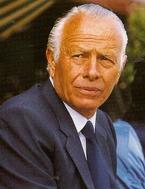
Ángel Tulio Zof fue el DT campeón en la Liga 1986-87 ganada por Rosario Central. Con 3 títulos oficiales logrados, Don Ángel es el DT más ganador en la historia del club en la era profesional de AFA.

Luego de ascender a Primera en 1985, a Central se le presentaba un nuevo desafío: poder hacer un buen papel nuevamente en el Campeonato mayor del fútbol argentino. El torneo 1986-87 duró 38 fechas y se jugaron dos ruedas de 19 partidos cada una. Luego de una caída en la fecha 29 por 4 a 1 frente a Boca Juniors en la Bombonera, Rosario Central se recuperó, y las próximas ocho fechas dejaron un saldo de seis victorias y dos empates. De esta manera, el equipo canalla —dirigido una vez más por Ángel Tulio Zof— llegó como puntero al último encuentro con una diferencia de dos puntos sobre los segundos: Newell's e Independiente.
En la última fecha Rosario Central visitó a Temperley el 2 de mayo de 1987. El encuentro empezó trabado, y al minuto 44 del primer tiempo, Ricardo Dabrowski de cabeza anotó el 1 a 0 parcial para los celestes. En el segundo tiempo, promediando la etapa complementaria, Omar Arnaldo Palma empató con un gol de penal. Fue 1 a 1 y una diferencia inalcanzable para Newell's, que obtuvo el subcampeonato. Los centralistas en las tribunas del estadio de Temperley, festejaron una nueva estrella auriazul en el profesionalismo, y su noveno título oficial de AFA contabilizando toda la historia.
Este nuevo galardón le dio derecho a participar de la Copa Libertadores 1987, en donde quedó segundo en su grupo detrás de Independiente, quien finalmente logró el pase a la ronda semifinal.
Plantel campeón: Osvaldo Escudero, Omar Arnaldo Palma, Edgardo Bauza, Julio Pedernera, Hernán Díaz, Hugo Galloni, Adelqui Cornaglia, Juan José Urruti, Roberto Gasparini, Fernando Lanzidei, Jorge Balbis, Alejandro Lanari, José Di Leo, Ariel Cuffaro Russo, Jorge Fossati, Marcelo Toscanelli, Pedro Argota, Claudio Scalise, Rubén Alejandro Rojas, Roque Caballero, Erasmo Doroni y Esteban Game.
Entrenador: Ángel Tulio Zof

##### Gira por Estados Unidos e Italia en 1987

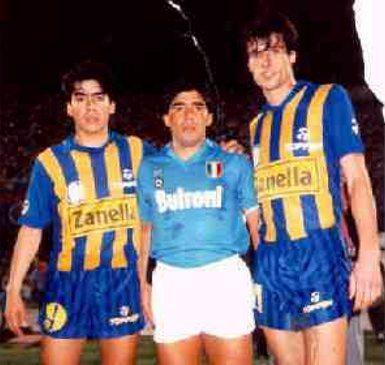
Diego Maradona acompañado por Jorge Díaz y Hugo Galloni en ocasión del encuentro amistoso entre Rosario Central y Nápoli en 1987.

Por ser campeón de Argentina fue invitado a participar de la Copa de Oro de 1987: un torneo amistoso llevado a cabo en Estados Unidos del que formaban parte varios equipos campeones de distintas ligas del mundo. El torneo estaba compuesto por una fase de grupos donde Central venció 1 a 0 al Guadalajara de México con gol de Palma, y luego derrotó 3 a 1 al Dundee United de Escocia, con goles de Argota, Palma y Candella. En las semifinales debió enfrentarse a la Roma de Italia con quien empató 1 a 1, con gol de Bauza y ganando luego el conjunto rosarino en los penales con un marcador final de 5-4. Finalmente, Central perdió en el partido decisivo con el Vasco de Gama por 2 a 1.
En julio de ese mismo año, se decidió organizar un partido amistoso llamado Duelo de Campeones entre el campeón de Argentina y el de Italia. Central viajó Nápoles para jugar un partido contra el Nápoli de Diego Armando Maradona que era el campeón del calcio. El cotejo terminó 1 a 0 a favor de los rosarinos con gol de Jorge Balbis de cabeza. Además, Alejandro Lanari le contuvo un penal al propio Maradona cuando ya finalizaba el partido.
El 24 de diciembre de 1989 Rosario Central cumplió 100 años de vida, por lo que se festejó el centenario con una cena para 10 000 personas.

#### La década de 1990

##### La era Marchetta (1994-1995)
Los primeros torneos de esta década fueron malos. La mayoría de los campeonatos terminaron con Central de mitad de tabla hacia abajo, y esto comprometió al equipo con el descenso. En enero de 1994, el club volvió a contratar a Pedro Marchetta como entrenador. El técnico que había devuelto a la Primera División a Central en 1985 volvía al club de Arroyito con muchas expectativas, ya que además de aquel logro obtenido 9 años atrás, el D.T. venía de realizar muy buenas campañas con Independiente de Avellaneda. Marchetta armó un equipo mixto, donde mezcló juventud con experiencia: incorporó a Roberto Molina proveniente de Ferrocarril Oeste, y le dio rodaje a los por entonces jóvenes Pablo Sánchez, Kily González, Marcelo Delgado, Claudio Úbeda, Horacio Carbonari, y Raúl Gordillo entre otros, rodeándolos de jugadores de experiencia, como Omar Palma, José Luis Rodríguez, Jorge Balbis, y Juan Ramón Jara. En el Clausura 1994 Central mostró un juego ofensivo y vistoso, y terminó el campeonato tercero con 23 puntos, peleando el título hasta el final palmo a palmo con Independiente y Huracán. Para el Apertura de 1994, llegó el paraguayo Celso Ayala y la campaña fue regular, finalizando octavos.
En el Clausura de 1995, Marchetta le dio rodaje al joven Cristian Colusso, que era una de las «joyas» de la cantera canalla. El equipo hizo otra buena campaña, evitando así problemas con el promedio. Así, el puntaje de la tabla acumulada clasificó a Central para la Copa Conmebol de ese año. Finalizado el Torneo Clausura, Marchetta no renovó su contrato y decidió marcharse a Racing, por lo que Central salió en busca de un nuevo entrenador. El presidente Víctor Vesco volvió a contratar a Don Ángel Tulio Zof, quien —una vez más— se hizo cargo del primer equipo auriazul en el mes de julio de ese año para afrontar la temporada 1995-96.

##### Nueva era de Angel Zof: primer título internacional oficial en 1995

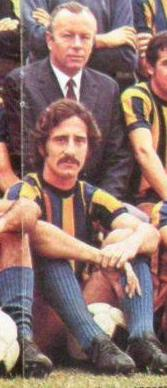
Ángel Tulio Zof fue el técnico que llevó a Rosario Central a ganar la Copa Conmebol de 1995.

Con la renuncia de Marchetta, la dirigencia de Central pensó una vez más en un viejo conocido del club: Ángel Tulio Zof, D.T. campeón con Central en 1980 y en 1987 y subcampeón en 1970. Don Ángel armó un equipo en donde —una vez más en la historia canalla— tuvo que mezclar juventud con algunos jugadores de experiencia. Ante las ventas de Darío Scotto y el Kily González a Boca, y la de Roberto Molina y Juan Ramón Jara a Independiente, el entrenador pidió con insistencia la llegada del uruguayo Rubén Da Silva —proveniente de Boca— y la del mediocampista derecho Eduardo Coudet, de Platense. También llegó para ocupar un lugar en el laterial izquierdo el peruano Percy Olivares. A su vez, la continuidad de Omar Palma fue fundamental para el proyecto de Don Ángel.
Todos ellos, se insertaron en un plantel plagado de jóvenes que ya venían jugando con Marchetta, como por ejemplo Pablo Sánchez, Raúl Gordillo, Horacio Carbonari, y Roberto Bonano, entre otros. Dos grandes apariciones en 1995 de la mano de Zof fueron el atacante Martín Cardetti y el defensor izquierdo Patricio Graff, quienes debutaron en aquel año.
Así, con una marcha irregular en el campeonato Apertura de 1995, el equipo canalla centró sus prioridades en el plano internacional: la Copa Conmebol 1995. En ese torneo —símil de la Copa UEFA europea y uno de los precursores de la actual Copa Sudamericana—, comenzó eliminando en octavos de final al Defensor Sporting de Uruguay. El cotejo de ida disputado en el Campus de Maldonado favoreció a Central, que ganó 3 a 1 con goles de Martín Cardetti, Eduardo Coudet y Rubén Da Silva. Para rematar la clasificación —y como iba a ser durante toda la copa—, Central ganó en el Gigante el partido revancha: fue 2 a 1 gracias a los tantos de Pablo Sánchez y el Polilla Da Silva.
En cuartos de final Rosario Central eliminó al Cobreloa de Chile. En el duelo de ida los auriazules vencieron como locales 2-0 con goles anotados en el segundo tiempo por Pablo Sánchez y Horacio Carbonari. La vuelta, disputada en el desierto de Calama, aparecía en lo previo como difícil ya que el club chileno poseía un muy buen récord actuando en su estadio en competiciones internacionales. Finalmente, fue un mero trámite para los rosarinos, que derrotaron al local 3 a 1 con tantos de Omar Palma, Cristian Daniele y Rubén Da Silva.
Sobre fines de noviembre, por la ida de las semifinales, Rosario Central visitó Asunción para enfrentar al Atlético Colegiales de Paraguay. Los «canallas» ganaron 2 a 0 con tantos señalados en el segundo tiempo por Raúl Gordillo y Eduardo Coudet, y se colocaron a un paso de la final. El 7 de diciembre de 1995 Central logró clasificarse por primera vez en su historia a una final de una copa internacional oficial. El pase fue certificado por los goles de Carbonari, Cardetti y Coudet para la victoria auriazul por 3 a 1 en el Gigante de Arroyito. El rival para la instancia final iba a ser Atlético Mineiro de Brasil, quien venía de eliminar al América de Cali en la otra llave semifinal.
La final de la Copa Conmebol de 1995 es recordada por el particular hecho de que Rosario Central logró revertir un marcador adverso de 0 a 4 que se trajo del Mineirão de Belo Horizonte, para finalmente vencer el 19 de diciembre al Atlético Mineiro de Brasil en el Gigante de Arroyito por el mismo resultado, y ganar la copa en la definición por penales. Los goles del conjunto rosarino fueron marcados por Horacio Carbonari, en dos ocasiones —el segundo suyo, el cuarto del equipo, en el último minuto del encuentro—, Rubén Da Silva y Martín Cardetti. Los tiros desde el punto del penal terminaron 4 a 3 a favor de Central, y así, se adjudicó la Copa Conmebol.
Central fue el campeón —también por primera vez para un equipo del interior del país— en un certamen internacional oficial de la era profesional. Aquel título lo habilitó a disputar la Copa Master de Conmebol de 1996, y la Copa de Oro Nicolás Leoz en ese mismo año.
Plantel campeón: Roberto Bonano, Roberto Abbondanzieri, Federico Lussenhoff, Horacio Carbonari, Patricio Graff, Diego Ordóñez, Gustavo Falaschi, Percy Olivares, Eduardo Coudet, Raúl Gordillo, Omar Palma, Cristian Daniele, Pablo Sánchez, Cristian Colusso, Sergio Alberto Fernández, Humberto Biazotti, Rubén Da Silva, Martín Cardetti y Mario Pobersnik.
Entrenador: Ángel Tulio Zof
En 1996 Rosario Central logró clasificarse nuevamente para la Copa Conmebol. A nivel local, finalizó sexto en el Torneo Clausura y quinto en el Apertura. En la Copa Conmebol, eliminó Cobreloa de Chile en primera ronda y a River de Montevideo en cuartos de final. Así, el conjunto auriazul se topó con el Club Atlético Lanús en semifinales, el cual derrotó a los rosarinos en ambos enfrentamientos. Finalmente, los granates fueron campeones de aquella copa.

##### 1997-1998: primer paso exitoso de Miguel Ángel Russo por Central
En junio de 1997, el veterano Ángel Zof deja el club tras un mal Torneo Clausura en donde termina por los últimos puestos. El presidente Víctor Vesco decide contratar a Miguel Ángel Russo para tomar el mando del primer equipo. El DT venía de hacer buenas campañas en Lanús, en Estudiantes (donde consiguió el ascenso a Primera), y en la Universidad de Chile, donde fue semifinalista de la Copa Libertadores de 1996. Russo armó un equipo sólido, basado en la estructura defensiva, pero también muy efectivo de mitad de cancha para adelante, juntando a jugadores como Omar Palma, Rubén Da Silva y Marcelo Carracedo, a quien Central trajo como refuerzo. A su vez, el plantel contó con futbolistas ya asentados como inamovibles en el once titular como Horacio Carbonari, Cristian Daniele y Eduardo Coudet, entre otros. El equipo hizo un muy buen Torneo Apertura, finalizando en tercer puesto y con el Polillita como goleador del campeonato. En este torneo, es recordado el clásico rosarino del 23 de noviembre de 1997, donde Central goleó a Newell´s 4 a 0. Lo destacable de ese encuentro es que con cuatro rivales expulsados, el jugador rojinegro José Oscar Herrera debió salir por una aparente lesión, por lo cual el partido debió ser suspendido por inferioridad numérica de Newell´s cuando promediaba el segundo tiempo.
El Torneo Clausura de 1998 fue regular. Central vendió al uruguayo Da Silva a México y los reemplazos no dieron sus frutos. El equipo bajó su nivel futbolístico, cerrando el campeonato en mitad de tabla. Así y todo, gracias a la suma de puntos de la tabla general, Central logró la clasificación a la Copa Conmebol 1998. Esta fue la última temporada como futbolista profesional de Omar Arnaldo Palma, uno de los máximos ídolos de la institución del Barrio Arroyito.

##### La era Bauza: subcampeón de la Conmebol 98 y en el Apertura 99

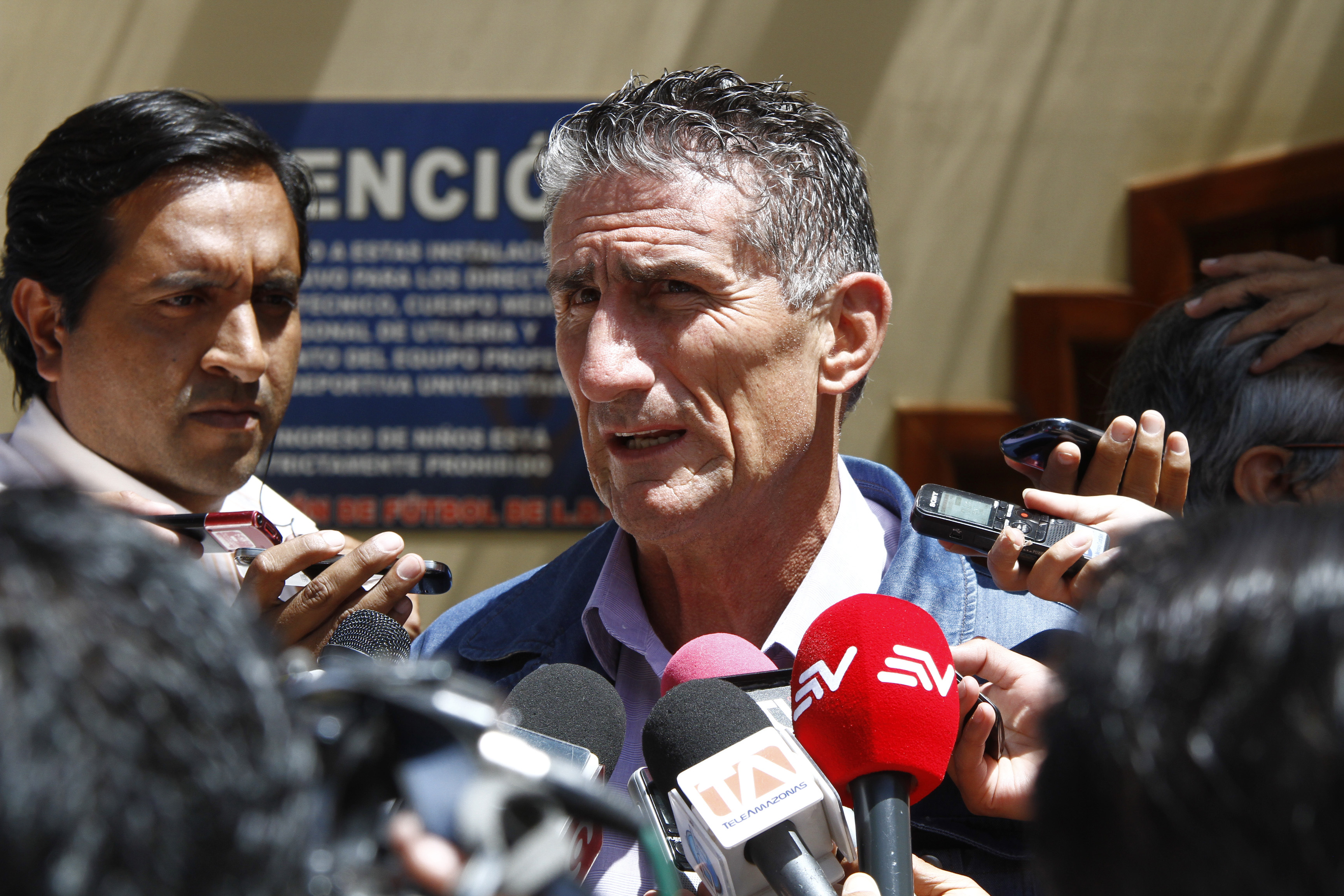
Edgardo Bauza tomó la dirección técnica de Central por primera vez en junio de 1998.

En junio de 1998, Russo decidió no renovar su vínculo contractual con Central y aceptó una propuesta del UD Salamanca de la Primera División de España, por lo que el presidente Vesco se vio obligado a buscar un entrenador que lo reemplace. El elegido fue Edgardo Bauza, uno de los ídolos máximos del club que venía trabajando -con éxito- en las divisiones inferiores centralistas durante varios años.
En primera fase de la Copa Conmebol de 1998, Central eliminó al Audax Italiano de Chile. En cuartos de final los de Arroyito vencieron a Huracán Buceo de Uruguay, mientras que en semifinales derrotaron al Atlético Mineiro de Brasil.
La final de la Copa Conmebol 1998 debió disputarla frente al Santos de Brasil, el cual no ganaba un título internacional desde los tiempos de Pelé. Finalmente, los brasileños se impusieron 1 a 0 en el duelo de ida —disputado en su estadio de Vila Belmiro— y consiguieron la igualdad en cero en el Estadio Gigante de Arroyito, lo cual les permitió obtener el título.
En 1999 Rosario Central fue subcampeón del Torneo Apertura de aquel año. El equipo dirigido por Edgardo Bauza, y con jugadores como Ezequiel González, Juan Antonio Pizzi, Ivan Moreno y Fabianesi, Ricardo Canals, José María Buljubasich, y Rafael Maceratesi entre otros, logró una serie de 9 victorias consecutivas —récord en la historia del club— lo cual llevó a la institución a tener, hasta la última fecha del certamen, expectativas de campeonar. Los 43 puntos finales no alcanzaron a los 44 de River Plate, quien finalmente fue el campeón.

#### SigloXXI, la década del 2000

##### Participaciones destacadas en Copas internacionales
Por su desempeño en el campeonato, Central se clasificó a la Copa Libertadores 2000. En esta edición, el club fue segundo en su grupo, y quedó eliminado en octavos de final ante el Corinthians de Brasil, cayendo por penales.
Además, en ese año los auriazules se clasificaron a la Copa Mercosur, donde cayeron en la definición por penales contra el Vasco da Gama en cuartos de final, quién finalmente se consagró campeón.
En la Copa Libertadores 2001 hizo una destacada labor: clasificó primero en su grupo, posteriormente eliminó al Cobreloa de Chile en octavos de final, luego al América de Cali en cuartos, y cayó en semifinales ante el Cruz Azul de México.
Si bien durante esos años muchas de sus participaciones internacionales fueron buenas, descuidó mucho los torneos nacionales, terminando de mitad de tabla hacia abajo en la mayoría de los campeonatos entre 2000 y 2002.
En 2003, nuevamente con Miguel Ángel Russo como DT, su imagen cambió ya que terminó 4.º en el Clausura, con 37 puntos. Además Luciano Figueroa fue goleador del campeonato con 17 tantos. La campaña hecha en la temporada 2002-03 lo clasificaron para la Copa Sudamericana 2003 y para la Copa Libertadores 2004. En el torneo Apertura 2003 finalizó en quinta posición con 31 puntos.
En la Copa Libertadores 2004, fue derrotado por el San Pablo en octavos de final, mientras que en la de 2006, no logró la clasificación a la segunda fase.
En 2005, clasificó a la Copa Sudamericana de ese año. Lo significativo de esta edición de la copa fue que volvió a encontrarse con su clásico rival en un torneo internacional oficial luego de 30 años de la última oportunidad en que lo hicieran, pero con la diferencia de que esta vez, el máximo duelo rosarino se dio en una clasificación en partidos de ida y vuelta. Tras empatar como visitante por 0 a 0, el elenco auriazul se quedó con la clasificación el 29 de agosto de 2005, tras vencer por 1 a 0 a Newell's en el Gigante de Arroyito, con gol de Germán Rivarola a los 45 minutos del primer tiempo.

##### Malas campañas y promoción para mantener la categoría
Los años siguientes acumularon campañas muy irregulares para Central. Los 61 puntos acumulados en la temporada 2004-2005 hizo que su promedio no sea muy bajo durante la temporada 2005-2006. En la temporada siguiente (2006-07) Central obtuvo un total de 52 puntos, lo que lo mantuvo en la mitad de la tabla de los promedios.
Luego de algunas malas campañas en los años 2006 y 2007, durante la temporada 2007-2008 jugar la promoción era una posibilidad hasta las últimas fechas, pero el equipo logró sacar la cantidad necesaria de puntos para permanecer en Primera.
En la temporada temporada 2008-2009, y luego de dos torneos bastante pobres, Rosario Central tuvo que revalidar su lugar en la máxima categoría del fútbol argentino, debiendo disputar la promoción ante el Club Atlético Belgrano de Córdoba —equipo clasificado 4.º de la B Nacional de esa temporada—. En el duelo de ida, disputado en la ciudad de Córdoba, los canallas derrotaron a los celestes por 1 a 0, con gol de Jesús Méndez, mientras que en la revancha, el duelo finalizó 1 a 1 en el Estadio Gigante de Arroyito, con gol de Emilio Zelaya para los rosarinos. Así, con el resultado global por 2 a 1, Rosario Central mantuvo la categoría.
Durante el Apertura 2009 Central cosechó 31 puntos, sin embargo vendió a muchos de sus referentes del equipo y los jugadores de las inferiores del club debieron hacer frente al Clausura 2010.

#### La década del 2010

##### Descenso a la B Nacional tras 24 años
En mayo de 2010 Rosario Central —dirigido por Leonardo Madelón— tuvo que volver a revalidar su lugar en Primera, esta vez jugando la promoción contra All Boys.
El primer partido se llevó a cabo el 19 de mayo en el Estadio Islas Malvinas y All Boys abrió el marcador en el primer tiempo. Central logró empatar el encuentro en una de las últimas jugadas mediante un cabezazo de Guillermo Burdisso. El partido de revancha se disputó el domingo 23 de mayo en el Gigante de Arroyito y el equipo visitante se impuso por 3 a 0 por lo que Rosario Central descendió a segunda división luego de 25 años. Horacio Usandizaga renunció al cargo de presidente y se llamó a elecciones a mitad de año. Las mismas fueron ganadas por la agrupación Raza Canalla, la cual contaba con Norberto Speciale como presidente y Gonzalo Belloso como mánager deportivo.
El primer año de Central en la B no fue bueno ya que nunca logró estar en puestos de ascenso. El primer entrenador en la temporada fue Reinaldo Merlo quien se retiró del cargo en la fecha 12 por malos resultados. Su reemplazante fue Héctor Rivoira, que ya tenía antecedentes de ascensos a primera división, sin embargo corrió la misma suerte que su predecesor y dejó de ser el entrenador en la fecha 26. El elegido para ocupar el puesto de DT fue Omar Palma —quien debutó en ese cargo—. Una de sus primeras medidas fue separar del grupo a Cristian González, uno de los referentes del plantel. El equipo logró remontar en la tabla de posiciones principalmente con la inclusión de varios juveniles en la formación titular. Una fecha antes de terminar el torneo Palma renunció y asumió el cargo interinamente Fernando Lanzidei.
Al finalizar la temporada 2010-2011 de la Primera B Nacional, el club no logró el objetivo del ascenso y permaneció por segundo año consecutivo —por primera vez en su historia— en segunda división. La dirigencia continuó siendo la misma y en julio de 2011 contrataron a Juan Antonio Pizzi como entrenador. Un equipo muy renovado logró cambiar la imagen dada en la temporada anterior. Durante la primera mitad de 2012 el equipo fue escalando posiciones y logró ganar 7 partidos consecutivos recibiendo solo un gol en contra entre las fechas 28 y 34, por lo que pasó a ocupar el primer lugar a falta de 4 partidos. Sin embargo de los últimos 12 puntos en juego solo obtuvo uno (perdió los últimos tres partidos) por lo que terminó el torneo en cuarto lugar y quedó en puestos de promoción, teniendo que enfrentar a San Martín de San Juan. El primer partido se llevó a cabo el jueves 28 de junio de 2012 con Central como local y terminó en un empate 0 a 0. El de vuelta se disputó el 1 de julio de 2012 en San Juan y el resultado fue el mismo que en la ida, por lo cual Central no pudo ascender y continuó por tercer año consecutivo en la Primera B Nacional.

##### El ascenso a Primera en 2013
A pesar de que Pizzi estuvo cerca de conseguir el objetivo, la dirigencia decidió cambiar de entrenador para la Primera B Nacional 2012-13 y contrató a Miguel Ángel Russo. El comienzo de Central en el campeonato fue similar al del primer año en la B, y llegó a estar en decimocuarta posición en la fecha 11 por lo que se puso en duda la continuidad de Russo. Sin embargo a partir de la fecha 13 el equipo ganó 12 partidos consecutivos lo que hizo que alcance el primer lugar en la tabla de posiciones. Además en esa racha de partidos batió su récord de valla invicta que mantenía desde el año 2004, esta vez Mauricio Caranta estuvo 606 minutos sin recibir goles.
El 19 de mayo de 2013, luego de vencer por 3 a 0 a Gimnasia de Jujuy como visitante, Rosario Central aseguró su regreso a la Primera División, restando 4 fechas para que termine el campeonato. En los festejos en Rosario, hubo cerca de 100 000 personas reunidas en el Monumento a la Bandera. Logró ganar el campeonato en la última fecha al derrotar por 1 a 0 a Deportivo Merlo.

##### Subcampeonato de la Copa Argentina 2013-2014
El Torneo de Transición 2014 del fútbol argentino marcó la irregularidad que Rosario Central venía teniendo desde los últimos tiempos. Es por eso que Miguel Ángel Russo optó por dos objetivos para dicha temporada: obtener la tercera victoria consecutiva ante el eterno rival Newell's Old Boys —hecho que finalmente ocurrió el 19 de octubre de 2014 por 2 a 0— y como objetivo principal la Copa Argentina 2013-14. Así, los dirigidos por Miguel Russo derrotaron en instancia de dieciseisavos de final, el 26 de julio de 2014, a Juventud Unida de San Luis por 3 a 1, en el estadio de Instituto Córdoba, con goles de Franco Niell, Jonás Aguirre y Sebastián Abreu, señalando el descuento para Juventud Emanuel Reynoso.
En octavos de final, Central enfrentó al Club Atlético Tigre el 24 de septiembre de 2014, nuevamente en la ciudad de Córdoba. En esta ocasión, el uruguayo Sebastián Abreu volvió a convertir, siendo este el único gol del partido que le posibilitó a los canallas participar de los cuartos de final de la copa.
En dicha instancia, los conducidos por Miguel Ángel Russo debieron sortear a River Plate para hacerse un lugar en las semifinales del certamen federal. El duelo se disputó en el Estadio San Juan del Bicentenario, el 9 de octubre de 2014, y se definió por tiros desde el punto del penal, ya que en los 90 minutos ninguno pudo convertir goles. En la tanda de penales, el conjunto auriazul se impuso por 5 a 4. Todos los pateadores convirtieron, a excepción del riverplatense Bruno Urribarri, cuya ejecución fue retenida por Mauricio Caranta. Al ser este el último tiro perteneciente a River Plate de la serie de 5, permitió el pase de Central a la Semifinal con el acierto del último penal, ejecutado por Sebastián Abreu.
La semifinal de la copa volvió a encontrar a Rosario Central en el estadio del Bicentenario, en San Juan, el 19 de noviembre de 2014, esta vez para enfrentar al Argentinos Juniors de Juan Román Riquelme. En esta ocasión, los rosarinos «despacharon» a su rival con un contundente 5 a 0. Las anotaciones fueron de Sebastián Abreu, Franco Niell, Alejandro Donatti, Javier Correa y Hernán Fabián Encina. La victoria sin atenuantes posibilitó a Rosario Central jugar una final por un campeonato oficial luego de 16 años. En aquella ocasión, los rosarinos habían caído derrotados ante Santos de Brasil, en el partido decisivo de la Copa Conmebol 1998. Para esta final, más de 20 000 hinchas canallas acompañaron al equipo a la ciudad de San Juan, distante a unos 1000 km de la ciudad de Rosario.
La final se disputó el 26 de noviembre de 2014 en el Estadio San Juan del Bicentenario y esta vez es rival fue el Club Atlético Huracán. Finalmente, el «Globo» de Parque Patricios se quedó con la copa tras ganar 5 a 4 en la tanda de penales luego de un 0 a 0 sin grandes ocasiones de gol para ninguno de los dos bandos durante los 90 minutos. Los tiros marrados fueron por parte de Paulo Ferrari —desviado—, Mauricio Caranta —contenido por Marcos Díaz— y Hernán Fabián Encina, también atajado por el arquero.

##### Tercer puesto en 2015 y finalista otra vez en Copa Argentina
El 15 de diciembre de 2014 el Chacho Eduardo Coudet fue oficializado por la dirigencia de Rosario Central como el director técnico de la entidad rosarina por los próximos dos años. En su primer año como entrenador, Coudet llevó a Central a realizar una muy buena campaña tanto en el torneo local como en la Copa Argentina, finalizando en la tercera ubicación del Campeonato 2015, donde el equipo auriazul cosechó 16 victorias, 11 empates y solo 3 derrotas. Además, clasificó al equipo para la Copa Libertadores 2016.
En la Copa Argentina 2014-15, Central llegó a la final y fue subcampeón por segundo año consecutivo. En primera fase eliminó a Deportivo Riestra, al que venció 3 a 1. En dieciseisavos de final, dejó en el camino a River Plate, a quien derrotó por 2 a 0 en el Estadio San Juan del Bicentenario. En octavos de final, superó a Ferro Carril Oeste en definición por penales, luego de igualar 0 a 0 en los 90 minutos de juego. Posteriormente, en cuartos de final el conjunto canalla le ganó a Estudiantes de La Plata por 2 a 1, mientras que en semifinales venció a Racing Club por 1 a 0. En la final de la Copa, cayó 2 a 0 ante Boca Juniors en un polémico partido signado por los gruesos errores arbitrales del juez Diego Ceballos y de su asistente Marcelo Aumente que beneficiaron al ganador. En el primer tiempo el árbitro —a instancias del juez de línea— anuló un gol al conjunto rosarino por una polémica posición adelantada, mientras que durante el segundo tiempo del partido, se produjeron dos situaciones determinantes que le darían la copa al club xeneize: al comienzo de la segunda mitad, Ceballos cobró un penal por una falta cometida fuera del área, y sobre el final del partido el juez —a instancias de su asistente Aumente— convalidó un gol en posición adelantada de Andrés Chávez, con un resultado final de 2 a 0 en favor de Boca Juniors. El duelo se dio el 4 de noviembre de 2015, en el estadio Mario Alberto Kempes de la ciudad de Córdoba.

##### Campeón provincial por primera vez en 2017
En abril de 2016 la Federación Santafesina de Fútbol, entidad que nuclea a todas las Ligas y Asociaciones de fútbol de la Provincia de Santa Fe, decidió crear —en conjunto con el Gobierno de Santa Fe— una copa en donde estén representados todos los equipos provinciales de todas las Ligas, incluso los que participan de la Primera División de la Asociación del Fútbol Argentino. Así, surgió el torneo oficial de Primera división a nivel regional denominado Copa Santa Fe en el cual el club ganador del torneo se corona con el título de «Campeón Provincial».
En la edición de 2016, el conjunto auriazul avanzó hasta cuartos de final. Para la edición de 2017, Rosario Central decidió afrontar el torneo con un equipo alternativo, compuesto por jugadores de la divisional reserva, y dirigidos por Leonardo Fernández, DT de la reserva también. En octavos de final, Central derrotó claramente a Alianza Sport —equipo de la Asociación Rosarina de Fútbol— por 4 a 0, con dos goles de Ijiel Protti, uno de Diego Becker y otro de Joaquín Pereyra.
En la serie de cuartos de final se venía Unión de Santa Fe, conjunto de Primera División, que ponía a todos sus titulares para dicha llave. En la ida, disputada en el Estadio Gigante de Arroyito, Central ganó 2 a 0, con tantos de Rodrigo Migone y de Fernando Alarcón. En el duelo de vuelta, disputado en el Estadio 15 de Abril, los juveniles canallas sorprendieron y volvieron a derrotar a los tatengues, esta vez por 1 a 0 con gol de Ijiel Protti en el primer tiempo.
En semifinales venía al Gigante de Arroyito el Atlético San Jorge, club que militaba en el Torneo Federal B. La llave fue resuelta con facilidad por Rosario Central, quien venció 5 a 2 con dos tantos de Ijiel Protti, uno de Agustín Coscia, otro de Palavecino y el último de Becker.
En la final, el conjunto de Arroyito debió enfrentar a Atlético Rafaela, club que en esos momentos militaba en la Primera B Nacional lugeo de su descenso desde la Primera en mayo de ese año. En el duelo de ida, disputado en el Estadio Nuevo Monumental de Rafaela, los dirigidos por Leo Fernández se impusieron 1 a 0 por sobre la Crema, con un gol agónico de Agustín Coscia. En la revancha, disputada el 20 de octubre ante gran cantidad de público que apoyó al equipo de juveniles, Rosario Central igualó 2 a 2 contra Atlético en el Gigante de Arroyito. Coscia y Diego Becker fueron los autores de los tantos y se vio una gran actuación del arquero Jeremías Ledesma. Con el empate —y un marcador global de 3 a 2 en la serie— el club de Arroyito se consagró campeón provincial por primera vez en su historia.

##### El undécimo título oficial: la Copa Argentina 2018
En mayo de 2018, el club vio el regreso de Edgardo Bauza como técnico de Central en su segundo ciclo. El entrenador declaró que «No conocía otro objetivo que no sea salir campeón con Central».

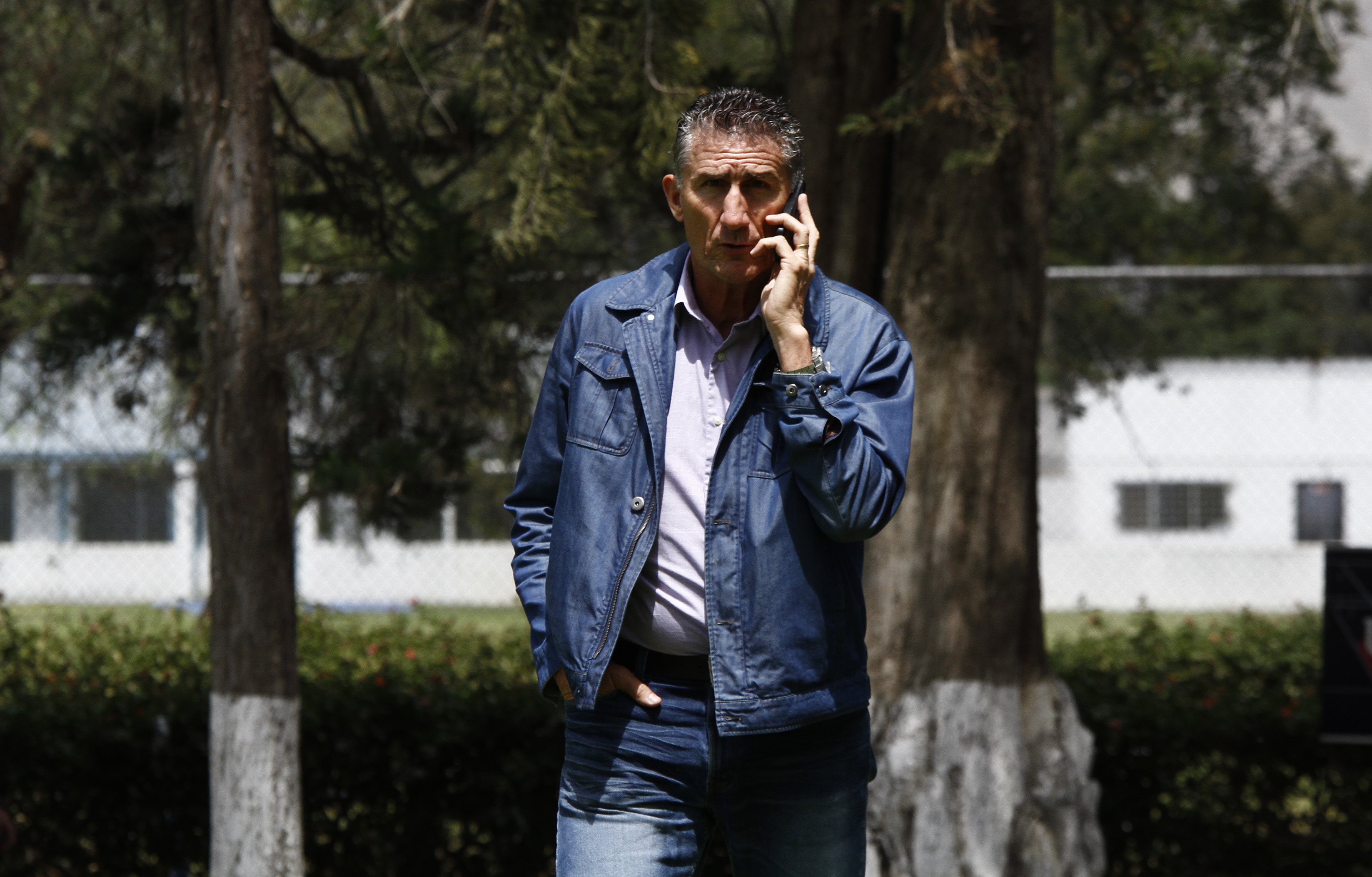
Edgardo Bauza condujo a Rosario Central al título de campeón luego de 23 años.

En treintaidosavos de final, el conjunto auriazul enfrentó a Juventud Antoniana con un resultado favorable de 6-0. Luego, tanto en dieciseisavos como en octavos de final, el canalla empató ambos partidos: el primero sin goles contra Talleres, avanzando por penales 5 a 3. En octavos de final, el club de Arroyito igualó 1 a 1 frente a Almagro y lo derrotó 5 a 4 en los tiros desde el punto penal.
En cuartos de final, Central y Newell´s protagonizaron un nuevo clásico rosarino. Como en las ediciones de 1969 y 1970, los auriazules derrotaron nuevamente a su máximo rival y avanzaron a semifinales con goles de Herrera de taco y Zampedri, con descuento de Torres para Newell´s.
Central se enfrentó a Temperley por las semifinales. El partido terminó empatado 1-1 luego de un gol de los celestes en los últimos minutos del partido. Sin embargo, los canallas vencieron finalmente en los penales 4-2, clasificándose para su cuarta final de Copa Argentina.
La final de la copa se disputó el 6 de diciembre en el estadio Malvinas Argentinas de Mendoza ante Gimnasia y Esgrima de La Plata. En esta final, ambos equipos buscaban terminar con rachas de más de veinte años sin festejos. Central ganaba durante el primer tiempo con gol de Zampedri, pero en el segundo tiempo Lorenzo Faravelli puso el empate. La igualdad se mantuvo durante los noventa minutos, y se forzó la definición por penales. Allí, los rosarinos anotaron cuatro y Gimnasia solo uno —previamente había desviado uno y otro había sido detenido por el arquero Jeremías Ledesma—, lo que hizo a Central campeón de la Copa Argentina por primera vez en su historia. Además, le dio la clasificación a la Copa Libertadores 2019 y a la Supercopa Argentina 2018.
Plantel campeón: Jeremías Ledesma, Josué Ayala, Miguel Barbieri, Matías Caruzzo, Óscar Cabezas, Marcelo Ortiz, Alfonso Parot, Elías Gómez, Gonzalo Bettini, Nahuel Gómez, Diego Arismendi, Leonardo Gil, Joaquín Pereyra, Néstor Ortigoza, Andrés Lioi, José Luis Fernández, Washington Camacho, Federico Carrizo, Maximiliano Lovera, Fernando Zampedri, Marco Ruben, Agustín Maziero y Germán Herrera.
Entrenador: Edgardo Bauza

#### Década del 2020

##### La vuelta de Miguel Ángel Russo y el duodécimo título de campeón: la Copa de la Liga 2023
El 19 de diciembre de 2022, luego de que Gonzalo Belloso ganara las elecciones presidenciales en Rosario Central, el DT Miguel Ángel Russo fue nuevamente contratado por el club rosarino para conducir al equipo en la temporada 2023, asumiendo así su quinto ciclo en el elenco auriazul, en reemplazo de Carlos Tévez.

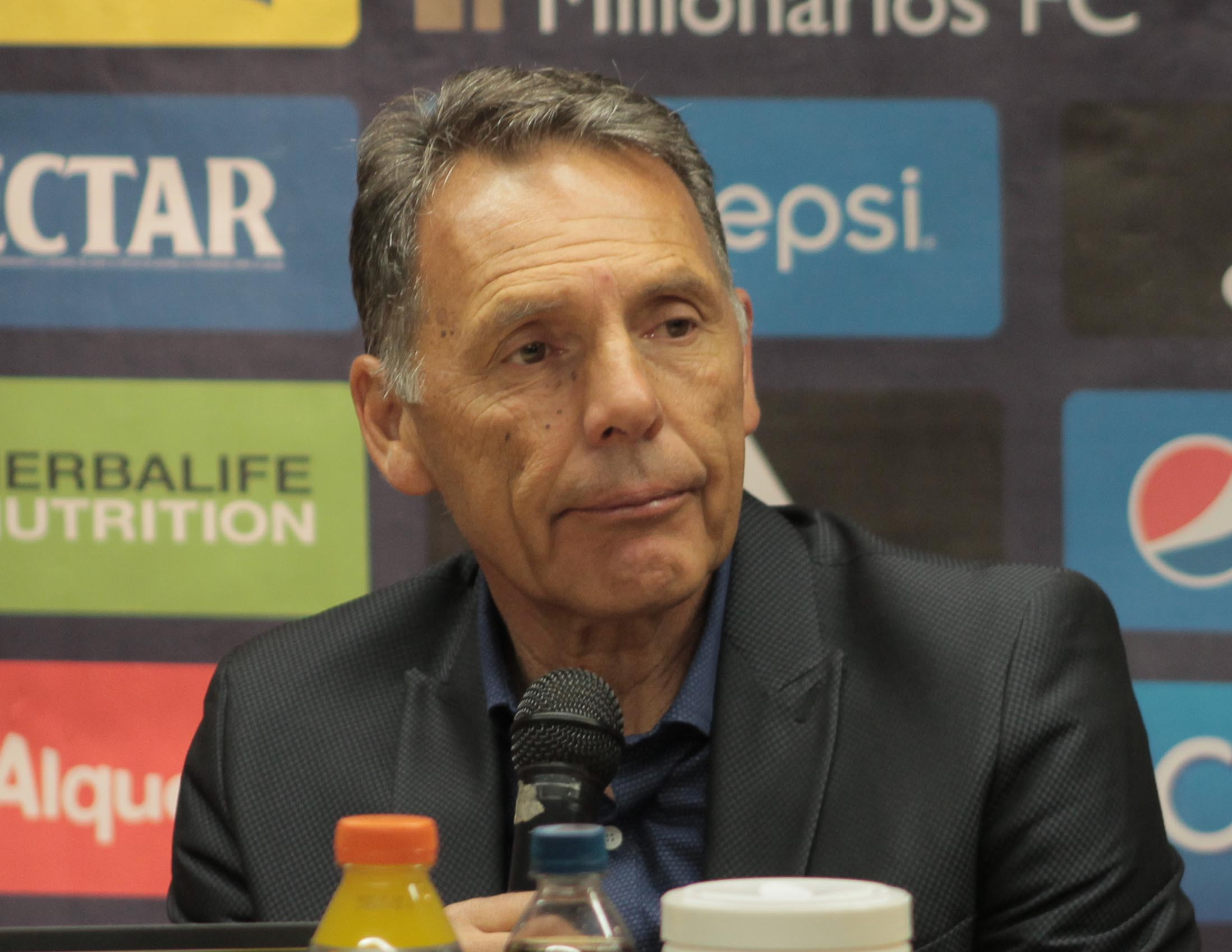
Miguel Russo, llegó en enero de 2023 y fue el director técnico campeón con Central en diciembre de ese año.

De la mano del experimentado entrenador, Rosario Central tuvo un 2023 de muy buenos resultados: fue 8.º en el primer semestre del año, y campeón en la Copa de la Liga Profesional 2023, disputada en el segundo semestre. Además, el conjunto auriazul fue el único equipo de la Primera División que no conoció la derrota como local en todo el año calendario, habiendo hecho del Gigante de Arroyito un fuerte. El título de campeón (y además la acumulación de puntos de la Tabla Anual) le permitió conseguir la clasificación a la Copa Libertadores 2024.
En el segundo semestre del año se disputó la Copa de la Liga Profesional 2023. El comienzo del torneo vio a un Central irregular, ganando partidos de local pero no pudiéndolo hacer de visitante. Todo empezó a mejorar en la fecha 7, donde el equipo auriazul derrotó a su clásico rival 1 a 0 en el Estadio Gigante de Arroyito, y a partir de esa victoria ante Newell's, no conoció la derrota en el resto del campeonato. Finalmente, Central se clasificó a la fase de playoffs en la última fecha de la fase regular, luego de derrotar 2 a 1 a Arsenal como visitante. Terminó en el cuarto lugar en su zona, y así pudo pelear por la definición del campeonato.
En los cruces eliminatorios, el Canalla fue pasando a los gigantes hasta llegar a la definición por el título: le ganó en cuartos de final por penales a Racing Club (había arrancado ganando 2-0, se lo empataron 2-2 y terminó venciendo en lo penales). En semis, hizo lo propio ante River Plate, en un duro partido igualado 0 a 0 disputado en el Estadio Mario Alberto Kempes de Córdoba (Argentina), que también se definió por penales, y mostró al arquero rosarino Jorge Broun como figura excluyente, atajando 3 cobros desde los 12 pasos. Finalmente, Rosario Central festejó un nuevo título de campeón en el Estadio Único Madre de Ciudades de Santiago del Estero, donde más de 20.000 hinchas canallas acompañaron al equipo y coparon el estadio santiagueño con la ilusión de un nuevo título. En un partido parejo y reñido, Rosario Central venció en la final 1 a 0 a Platense con un bonito gol de Maximiliano Lovera a los 39 minutos del primer tiempo, y así pudo coronar el título oficial número 12 de su historia. Gracias a este título, obtuvo su clasificación para disputar el Trofeo de Campeones de la Liga Profesional 2023 contra River Plate, torneo que terminaría perdiendo por 2 a 0.
Plantel campeón: Jorge Broun, Axel Werner, Valentino Quintero, Carlos Quintana, Agustín Sández, Damián Martínez, Juan Cruz Komar, Facundo Mallo, Alan Rodríguez, Ulises Ciccioli, Ismael Cortéz, Facundo Agüero, Kevin Silva, Fernando Rodríguez,	Francis Mac Allister Walter Montoya, Agustín Toledo,	Ignacio Malcorra, Jaminton Campaz, Dannovi Quiñonez, Francesco Lo Celso, Lautaro Giaccone, Giovanni Bogado,	Marcelo Acosta,	Tomás O'Connor, Leandro Iglesias, Kevin Ortíz, Tobías Cervera, Maximiliano Lovera, Octavio Bianchi, Juan Cruz Cerrudo, Luca Martínez Dupuy,	Fabricio Oviedo, Agustín Módica.
Entrenador: Miguel Ángel Russo

## Desempeño internacional
Al 2024, Rosario Central tiene 25 participaciones internacionales oficiales. Cuenta con un récord que mantuvo hasta 2005 en donde no había perdido en su estadio ningún partido contra un equipo de otro país, acumulando un invicto de 41 encuentros, con 31 triunfos y 10 empates. El mismo se cortó contra SC Internacional de Brasil, por la Copa Sudamericana 2005, al caer por 1 a 0.
Los auriazules han estado presentes en 13 ediciones de la Copa Libertadores de América, siendo el séptimo, en número de participaciones en dicho torneo. Vale agregar que en la tabla acumulada de puntos de este certamen, los auriazules ocupan el octavo puesto entre los equipos argentinos.
Por torneos internacionales, se enfrentó a su clásico rival en dos competiciones, habiéndolo eliminado en las dos oportunidades. En total, sobre 5 encuentros, Central ganó 2 y empató los 3 restantes, manteniendo el invicto por torneos internacionales sobre los leprosos.

## Clásico
La historia cuenta con una rica trayectoria, que comenzó el año 1905 cuando se enfrentaron por primera vez en la historia, con victoria de los rojinegros por 1 a 0. A lo largo de la historia, se han realizado decenas de estos encuentros abarcando diferentes instancias como: Liga Rosarina de Fútbol, Asociación Rosarina de Fútbol, torneos nacionales de AFA, copas nacionales e internacionales de Conmebol, y encuentros amistosos.

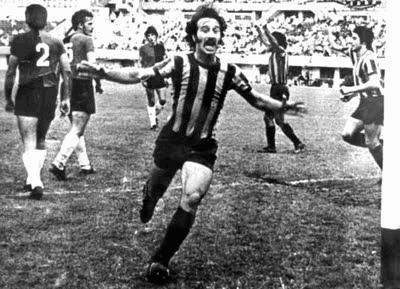
El festejo del gol de palomita de Aldo Pedro Poy ante Newell´s en la semifinal del Nacional de 1971.

No existe un registro oficial sobre el total de los clásicos a lo largo de los más de 100 años de enfrentamientos, por lo que es habitual encontrar diferentes fuentes que intentan reflejar las instancias de cruce. Una fuente que intenta recopilar la totalidad de los mismos es el sitio web Fútbol de Rosario, que en diciembre de 2007 hizo un recuento histórico del clásico, desde 1905 hasta aquel 2007.
Dos fuentes que intentan recopilar la totalidad de los resultados son dos publicaciones del Diario La Capital, una del año 2007, y la otra de 2008.
Otra fuente que intenta recopilar los mismos es la del sitio web Promiedos donde detalla solo los clásicos oficiales disputados en Primera División desde el comienzo de los torneos nacionales de AFA —1939 hasta el día de hoy— pero no incluye los referidos a copas nacionales de AFA ni a los pertenecientes a copas internacionales oficiales de Conmebol.
La fuente que intenta recopilar todos los clásicos oficiales y amistosos desde 1905 al presente es la de Goal.com, en donde se incluyen los cotejos referidos a la Liga Rosarina de Fútbol, Asociación Rosarina de Fútbol, Federación Santafesina de Fútbol, Asociación del Fútbol Argentino, y Conmebol.
Al día de hoy Central aventaja por tres a Newell´s (12 a 9) en cuanto a la suma total de títulos nacionales e internacionales oficiales en toda la historia. Los auriazules de Arroyito poseen 4 Ligas de Primera división, 7 Copas nacionales oficiales de AFA, y 1 copa internacional oficial organizada por la Confederación Sudamericana de Fútbol. Por su parte, los rojinegros del Parque de la Independencia cuentan con 6 Ligas de Primera división, y 3 Copas nacionales oficiales de AFA.

### Estadísticas
Actualizado al 16 de febrero de 2025 por el Torneo de la Liga Profesional 2025.
A 2025, Rosario Central lleva la delantera en el historial del clásico por 20 partidos.Recopilando los datos publicados en «Historia en Azul y Amarillo», suplemento editado por el Diario La Capital de Rosario en 2010 —y que tiene su correlato en «Historia en Rojo y Negro»—, cuyo autor es el reconocido estadígrafo del fútbol rosarino Carlos Durhand, con la colaboración de Javier Parenti y Víctor Khury, se desprenden los siguientes números—se incorporan los resultados de los partidos posteriores a 2010.
| Competición                                                | P.J.  | Ganó RC | P.E. | Ganó NOB | Goles RC | Goles NOB |
| ---------------------------------------------------------- | ----- | ------- | ---- | -------- | -------- | --------- |
| Copa Libertadores de América                               | 3     | 1       | 2    | 0        | 3        | 2         |
| Copa Sudamericana                                          | 2     | 1       | 1    | 0        | 1        | 0         |
| Total partidos internacionales                             | 5     | 2       | 3    | 0        | 4        | 2         |
| Primera División de Argentina                              | 177** | 55      | 77   | 43       | 210      | 183       |
| Copa de la Liga Profesional                                | 4     | 3       | 0    | 1        | 5        | 1         |
| Copa Argentina                                             | 5     | 3       | 2    | 0        | 5        | 3         |
| Copa Centenario de la AFA                                  | 2     | 0       | 0    | 2        | 0        | 3         |
| Copa de Competencia Británica                              | 2     | 2       | 0    | 0        | 7        | 4         |
| Copa Beccar Varela                                         | 1     | 1       | 0    | 0        | 1        | 0         |
| Copa de Honor "Municipalidad de la Ciudad de Buenos Aires" | 5     | 1       | 0    | 4        | 16       | 13        |
| Copa de Competencia Jockey Club                            | 1     | 1       | 0    | 0        | 3        | 1         |
| Total partidos nacionales                                  | 196** | 65      | 79   | 50       | 245      | 207       |
| Copa Santa Fe                                              | 2     | 0       | 2    | 0        | 0        | 0         |
| Total partidos provinciales                                | 2     | 0       | 2    | 0        | 0        | 0         |
| Copa Santiago Pinasco                                      | 4*    | 0       | 2    | 2        | 3        | 10        |
| Copa Nicasio Vila                                          | 43    | 19      | 9    | 15       | 93       | 56        |
| Torneo Gobernador Luciano Molinas                          | 17    | 3       | 6    | 8        | 20       | 31        |
| Copa Damas de Caridad                                      | 2     | 1       | 0    | 1        | 0        | 1         |
| Copa Estímulo                                              | 3     | 1       | 1    | 1        | 4        | 4         |
| Torneo Preparación                                         | 4     | 3       | 1    | 0        | 8        | 4         |
| Torneo Ivancich                                            | 2     | 2       | 0    | 0        | 4        | 2         |
| Total partidos regionales                                  | 75    | 29      | 19   | 27       | 132      | 108       |
| Total partidos oficiales                                   | 279** | 97      | 103  | 77       | 383      | 318       |
| Amistosos                                                  | 83    | 31      | 22   | 30       |          |           |
| Total partidos oficiales + amistosos                       | 362   | 128     | 125  | 107      |          |           |

- En todos los casos se consideran los partidos oficiales que enfrentaron a ambos clubes.
- Dentro de la era amateur se consideran los siguientes torneos: en la órbita rosarina: Copa Santiago Pinasco 1905 y 1906 —esta copa se consideró de segunda división, por lo que Central no pudo presentar su primer equipo, que disputaba copas nacionales—, Copa Nicasio Vila 1907 a 1931, y Copa Estímulo 1922, 1924 y 1925. En el ámbito nacional de esta era: Copa Competencia 1918, y Copa de Honor 1909, 1911, 1912, 1916 y 1918.
- En la era profesional de la Rosarina se incluyen los resultados de los siguientes torneos: Torneo Gobernador Luciano Molinas de 1931 a 1938, Torneo Estímulo 1933, Torneo Preparación desde 1934 a 1936, y Torneo Ivancich 1937 y 1938.
- En la etapa de Primera de AFA se incluyen los siguientes torneos: Primera División de Argentina 1939 a la fecha. A su vez, por las copas de AFA de esta era se incluyen: Copa Beccar Varela 1933, Copa Británica 1946 y 1948, Copa Argentina 1969, 1970 y 2018, Copa de la Liga Profesional, y Copa Centenario de la AFA 1993.
- En los torneos de la C.S.F. se incluyen: Copa Libertadores 1975 y Copa Sudamericana 2005.

### Títulos oficiales
A lo largo de la historia Rosario Central aventaja por 10 títulos oficiales a Newell's Old Boys (35 a 25). No se tienen en cuenta los títulos de la Copa Santiago Pinasco de los años 1905 y 1906, por ser considerados de segunda división.Tampoco se tiene en cuenta el Torneo Apertura 1990 obtenido por Newell's Old Boys, ya que este fue un torneo clasificatorio para disputar una final anual de la temporada 1990-91 entre el vencedor del Apertura 1990 versus el del Clausura 1991. A este tema —que habría un único campeón en la temporada—, la AFA lo había pautado desde antes del inicio del Apertura 1990, por ende, el máximo organismo rector del fútbol argentino no le otorgó el rotulo de campeón a Newell's por el Apertura de aquel año.
Así, en total, al día de hoy los canallas poseen 35 logros oficiales de primera, mientras que los rojinegros cuentan con 25. A continuación se listan los torneos y la cantidad de logros oficiales de ambos equipos rosarinos:
| Torneo | Títulos de Rosario Central | Títulos de Newell's Old Boys |
| --- | -------------------------- | ---------------------------- |
| Liga Rosarina - Federación Rosarina - Asoc. Amateurs - Asociación Rosarina de Primera División (1907-1938)                                                                                  | 15                         | 13                           |
| Copas locales oficiales de la L.R.F. y de la A.R.F.: Copa Damas de Caridad (1910-1916), Copa Estímulo (1922, 1925, 1931 y 1933), Torneo Preparación (1934-1936)-Torneo Ivancich (1937-1938) | 7                          | 3                            |
| Copa Santa Fe (2016-presente) | 1                          | 0                            |
| Total de títulos regionales oficiales de Primera división | 23                         | 16                           |
| Copas nacionales oficiales de AFA (1893-presente) | 7                          | 3                            |
| Ligas de Primera división de Argentina (1939-presente) | 4                          | 6                            |
| Total de títulos nacionales oficiales de Primera división | 11                         | 9                            |
| Torneos Internacionales oficiales de CONMEBOL-FIFA (1960-presente) | 1                          | 0                            |
| Totales finales de Títulos oficiales de Primera división | 35                         | 25                           |

## Presidentes

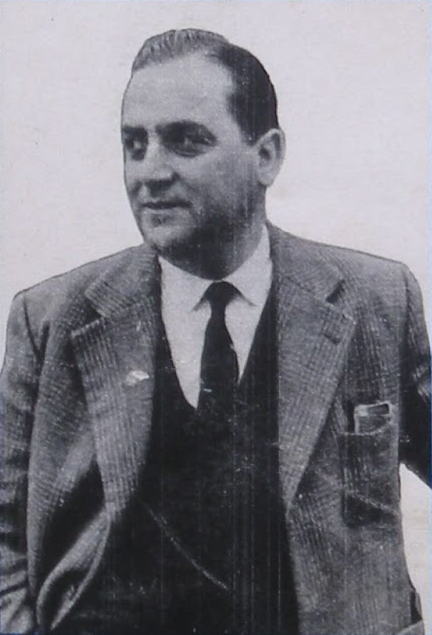
Víctor Vesco gobernó durante 31 años a Rosario Central, y el club ganó 5 títulos oficiales durante su mandato.

El primer presidente y fundador del club fue el escocés Colin Calder.
El presidente con el cual Rosario Central ganó su primer título oficial (Copa Nicasio Vila 1908) fue H. S. Scrivener. Mientras tanto, el primer título nacional oficial de AFA (Copa Competencia 1913) fue ganado bajo la presidencia de Alfredo Remy.
El presidente que más años gobernó en el club (al 2019) es Víctor Vesco, con 31 años (1970-1992 y 1994-2003) al frente del club, siendo siempre reelecto por el voto popular de los socios de Rosario Central.
También se destacan los dos mandatos de Federico Flynn, durante los cuales Central ganó 1 Copa nacional oficial de AFA y 6 títulos rosarinos de primera división, aumentó considerablemente su patrimonio y adquirió terrenos e infraestructura, además de haber alcanzado —luego de la inauguración del balneario—, un número de casi 40 000 socios.
Otro de los mandatos exitosos en la historia de Rosario Central es el de Tomás Flynn (1916-1917), en donde el club ganó 3 Copas Nacionales oficiales de AFA y 2 títulos de Liga Rosarina.
| - 1889-1900: Colin Calder - 1901-1902: William Taylor Paul - 1902-1903: H. J. Muhall - 1904-1905: R. M. Jackson - 1906: H. S. Scrivener - 1907: J. A. Nissen - 1908: H. S. Scrivener - 1909: Miguel Green - 1910: Federico Pupplet - 1911-1912: E. A. Ortelli - 1913: Alfredo Remy - 1914-1915: E. A. Ortelli - 1916-1917: Tomás Flynn - 1918-1920: Federico Flynn - 1921-1922: Nicolás S. Hehoe - 1923-1931: Federico Flynn - 1932-1933: Rafael J. Babbini | - 1934-1935: Federico Flynn - 1936-1938: Juan T. Louhau - 1939: José Valenti - 1939: Adolfo Boglione - 1939: Luis C. De Mattía - 1940-1941: José B. Quintana - 1941: José L. Imhoff - 1942: Agustín Rodríguez Araya - 1943-1944: José E. Celoria - 1944-1946: Roberto Monserrat - 1946-1948: Adolfo Boglione - 1949: Ernesto Arias Sanz - 1949-1950: Abel Montes - 1951-1963: Federico Flynn - 1965-1968: Adolfo Boerio - 1969: Roberto L. Rizzo | - 1970-1992: Víctor Vesco - 1992-1993: Antonio Rodenas - 1994-2001: Víctor Vesco - 2001-2002: Juan Carlos Campagna - 2002-2003: Víctor Vesco - 2003-2006: Pablo Scarabino - 2006-2007: Juan Dalbes - 2007: Pablo Scarabino - 2007: Intervención judicial - 2007-2010: Horacio Usandizaga - 2010-2014: Norberto Speciale - 2014-2018: Raúl Broglia - 2018-2022: Rodolfo Di Pollina - 2022: Ricardo Carloni (interino) - 2022-presente: Gonzalo Belloso |

## Hinchada

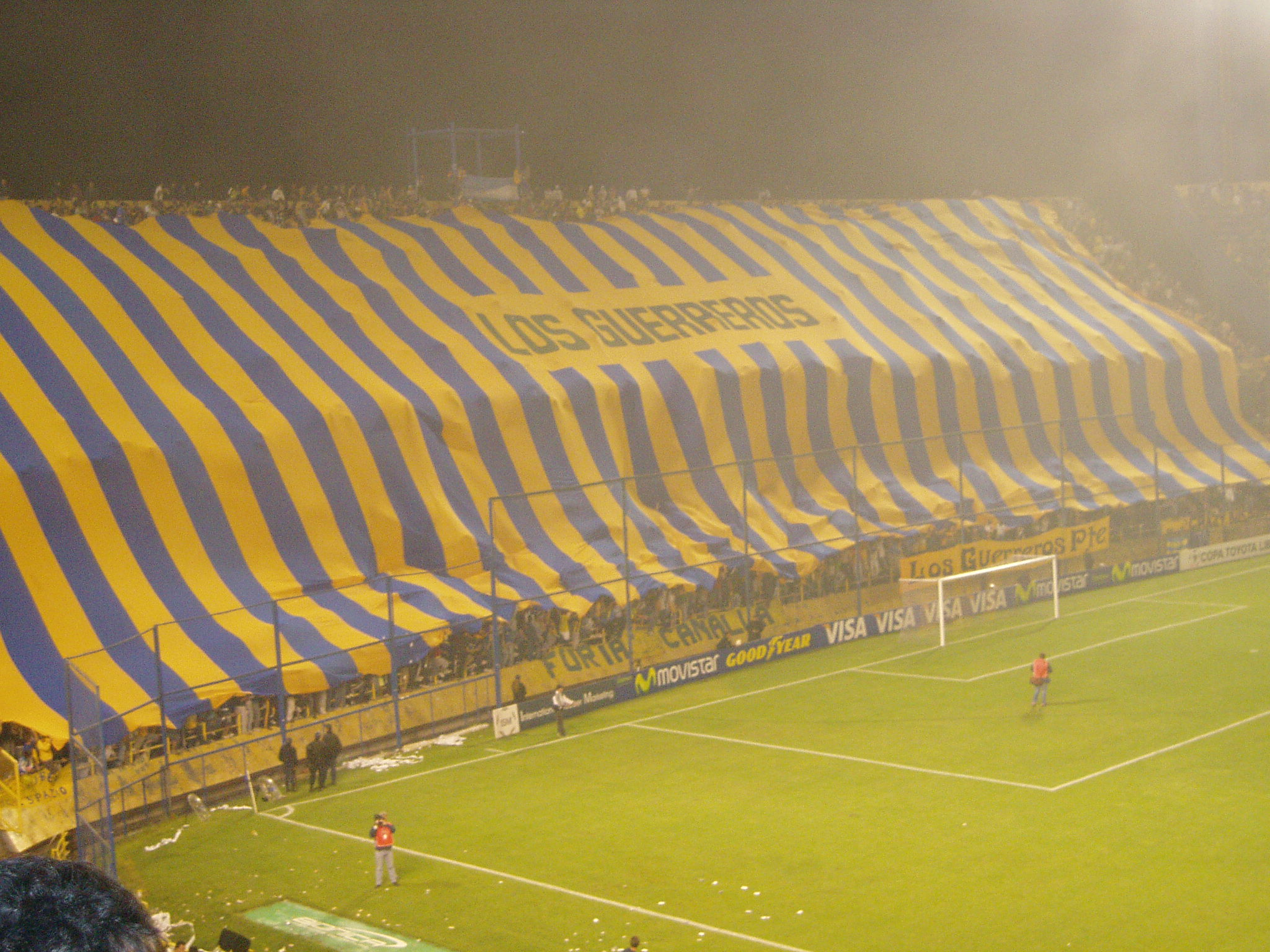
Hinchada de Rosario Central desplegando una bandera gigante.

La hinchada de Rosario Central es considerada según varios estudios como una de las más significativas de Argentina. Sin embargo, al igual que la gran mayoría de los equipos del fútbol argentino, Rosario Central cuenta en su grupo de simpatizantes con la presencia de barrabravas, denominada «Los Guerreros». En el año 2006 el Diario Clarín publicó un informe en el cual posicionaba a los barrabravas de Rosario Central entre los más violentos de Argentina, junto con los de Boca Juniors, River Plate y Newell´s Old Boys.

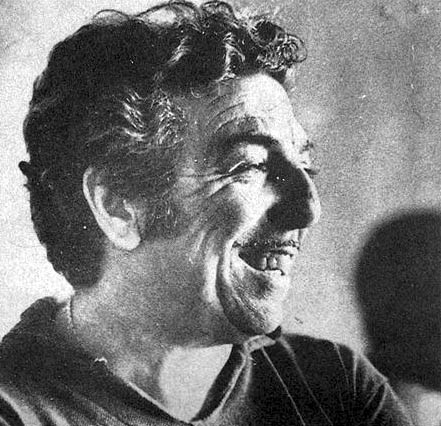
Ángel Labruna hablando en El Gráfico sobre la gente de Rosario Central, luego de obtener el título: «Nadie puede darse una idea de lo que es su público».

El Diario Olé publicó el 5 de enero de 2008 un estudio realizado por la revista inglesa «UK Football». El mismo, publicó un ranking con las cincuenta hinchadas más vibrantes del mundo. Los resultados fueron los siguientes: como primera, figura la hinchada del AC Milan, luego la del Real Madrid, y tercera la del Galatasaray de Turquía. Entre las argentinas aparece como primera la de Rosario Central en el puesto 14, por la cantidad de ritos, himnos y caravanas. Segunda la de River Plate en el puesto veinte, tercera aparece la hinchada de Boca Juniors en el veintitrés, y cuarta la de Racing Club en el lugar número cuarenta y ocho.
En julio de 2014, la consultora brasileña Pluri realizó un ranking de los sesenta clubes que más público llevaron a los estadios como local en todo el continente americano en la temporada 2013-14. Rosario Central se ubicó en el sexto lugar —y tercero en Argentina—, con un promedio de 38 900 personas por partido como local, alcanzando una ocupación promedio del 86 % de su estadio. Solo fue superado por River Plate, América de México, Seattle Sounders, Boca Juniors, y Tigres de México en ese orden.
Esta hinchada cuenta con ciertos rituales propios, (además de múltiples canciones) como el «Lanzamiento de Toalla», los días 23 de noviembre en reconocimiento al partido que Rosario Central se impuso a su rival por 4 a 0 y este se dio por terminado a los once minutos del segundo tiempo por inferioridad numérica de Newell's. Otra fecha importante es el conocido como el «Día del Amigo Canalla», que es el 19 de julio, fecha de fallecimiento de Roberto Fontanarrosa, «La maratón Canalla» —se realiza a fines de cada año desde 2008— y el más importante, el festejo de la Palomita de Poy, que se festeja todos los 19 de diciembre en distintas ciudades del mundo, se elevó una petición para que entre al libro Guiness como el gol más festejado de la historia.

### Encuestas a nivel nacional

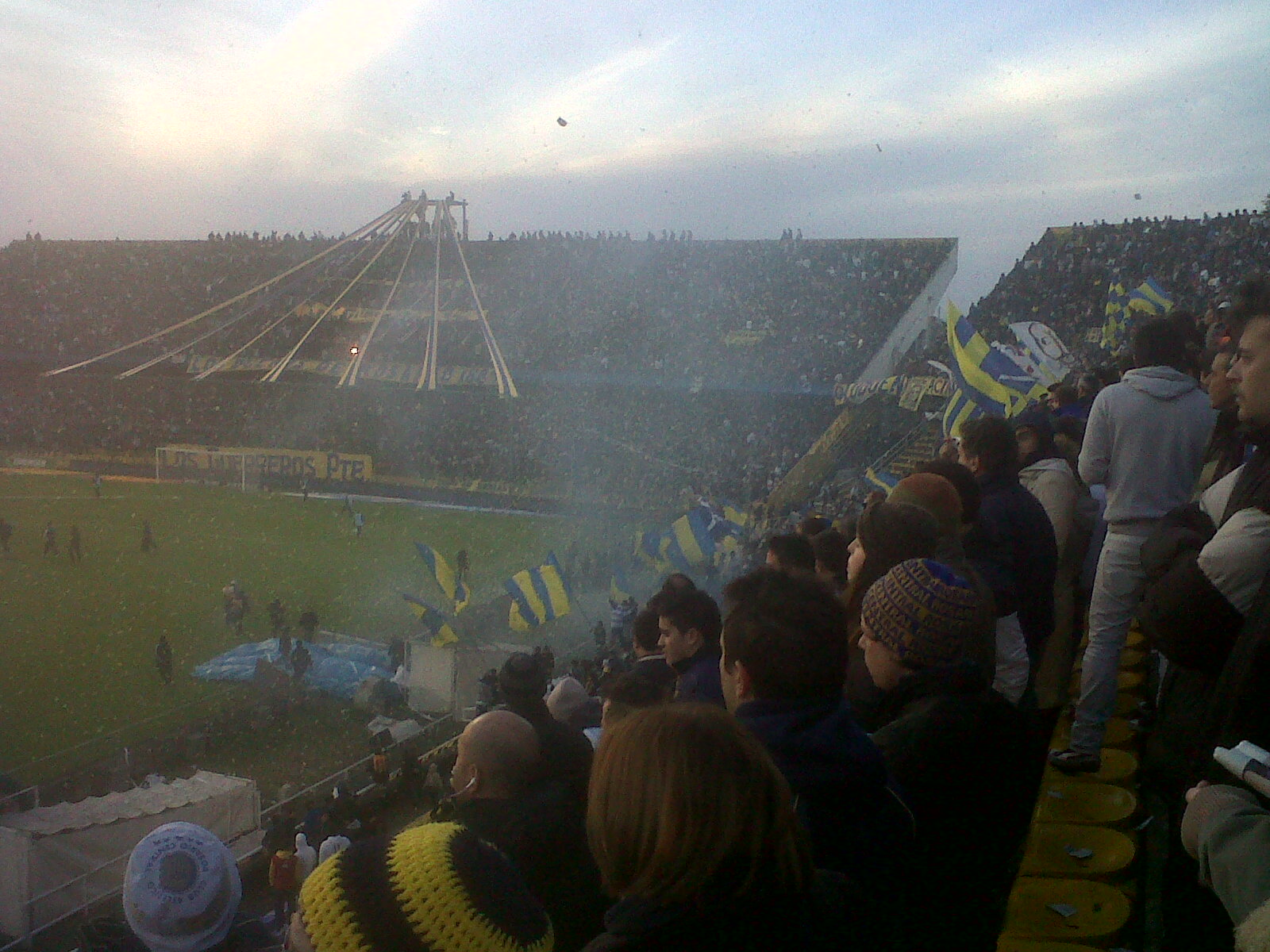
Hinchada de Rosario Central recibiendo al equipo.

Según una encuesta realizada en la Argentina por la Consultora Equis en marzo de 2012, ubica a Rosario Central como la 6.ª hinchada en el país en cuanto a cantidad de simpatizantes se refiere. En otra encuesta realizada anteriormente por la misma consultora entre los meses de septiembre y octubre de 2009, Rosario Central figura en el sexto puesto de mayor cantidad de hinchas en el país. Según el estudio, la hinchada de Central está ubicada —con el 1,8 % de los adherentes— detrás de las de Boca Juniors (40,6 %), River Plate (32,4 %), Independiente (5,4 %), Racing Club (4,3 %) y San Lorenzo de Almagro (3,8 %), siendo el club con más simpatizantes del Interior del país, y el tercero (detrás de Boca y River) en la Región Centro del territorio argentino, la cual incluye a las provincias de Santa Fe, Entre Ríos, Córdoba y Buenos Aires.
Según otra encuesta realizada también por esta misma consultora, Equis, en el mes de marzo de 2006, Rosario Central ya figuraba también en el sexto puesto de mayor cantidad de hinchas en la Argentina. Según el estudio, la hinchada de Central ya estaba ubicada sexta, con el 1,7 % de los adherentes.
Otro sondeo similar a nivel nacional fue realizado por la Consultora Ipsos en el mes de octubre de 2005. El mismo, ubica a los canallas —con el 4 % de los adherentes de la Argentina— como la quinta hinchada en el país, incluso por delante de Racing Club.
Otras encuestas, como la realizada por la consultora Entrepreneur para la revista El Gráfico del 11 de septiembre de 1998, ubican a Rosario Central —similar a la encuesta de Equis— en la sexta posición en cuanto a la cantidad de simpatizantes en la Argentina, con el 3,2 % de los adherentes. En el siguiente orden: Boca, River, Independiente, San Lorenzo, Racing, Rosario Central.
Una encuesta realizada en la edición del domingo 27 de agosto de 1995 por la Revista «Viva» —complemento dominical del diario Clarín—, también pone —con el 4,9 %— al club de Arroyito en el quinto puesto en cantidad de hinchas; por delante de Racing y Newell's.
En cuanto al promedio de cantidad de simpatizantes en todo el país, según una encuesta realizada por el diario Clarín en 2009, para el concurso El Gran DT, sobre más de 2 000 000 de casos:
1. (43 765) Rosario Central es el sexto.
2. (38 193) Estudiantes de La Plata es el séptimo.
3. (36 424) Newell's Old Boys es el octavo.
4. (28 168) Vélez Sarsfield es el décimo.
5. (16 154) Huracán es el duodécimo.

Un sondeo producido por el matutino porteño Clarín durante 2010 por el Bicentenario argentino, ubica a Central en el sexto puesto entre los «más populares del país». El estudio, muestra la cantidad de hinchas de cada club por cada 100 personas, arrojando que Rosario Central poseería 3 hinchas por cada 100, siendo solo superado por Boca Juniors (40), River Plate (33), Independiente (5), San Lorenzo (4), y Racing Club (4).
El 8 de octubre de 2014 la empresa Fútbol Para Todos, transmisora de los partidos de primera división de la Argentina, dio a conocer el ranking de hinchas por equipos que surgía de aquellos que habían bajado la aplicación del programa. La misma daba a Rosario Central en la sexta ubicación por detrás de Boca Juniors, River Plate, Independiente, Racing Club y San Lorenzo de Almagro. Sobre un total de casi 300 mil usuarios, 5710 declararon ser hinchas de Rosario Central, aproximando el 1,8 % del total nacional.
Entre enero y fines de marzo de 2015 la página web de TyC Sports realizó un «Censo Nacional de Hinchas». Con la participación de casi 250 mil usuarios que votaron, Rosario Central se ubicó 3.º en el país —con un 9,94 % de los votos—, solo siendo superado por Boca Juniors y por River Plate, en ese orden.

### Encuestas a nivel local
La encuesta realizada por la Consultora Mansilla en noviembre de 1994, ubica a Central como el club con más hinchas en la ciudad de Rosario con un 45 % de los simpatizantes.
En la encuesta de la Consultora Entrepreneur hecha para la revista El Gráfico de septiembre de 1998, Rosario Central vuelve a figurar en primer lugar en adhesión de hinchas en la ciudad con un 40 % de las preferencias contra un 35 % del segundo ubicado.
A su vez, la encuesta realizada por la Consultora Ipsos, en octubre de 2005, revela que Rosario Central es el club con más hinchas en la ciudad, teniendo el 42 % de las preferencias, sacándole 15 puntos al segundo.
Otra encuesta realizada por la Secretaría de Medios de la Nación, en diciembre de 2006, indica que Central posee el 33,7 % de adhesión en Rosario, mientras que su rival de toda la vida llega al 18 %.

## Himno
La Marcha Oficial del Club Atlético Rosario Central fue escrita el 29 de abril de 1945 por Laerte Carroli, siendo este autor de su letra y música original.
El 15 de mayo de 1945 la marcha fue grabada por catorce músicos y un cantor dirigidos por el maestro Héctor Lagna Fietta en los estudios Odeón de Buenos Aires. La base musical de la marcha es una tarantela, lo que le da la fuerza que tiene al cantarla.
Con el paso de los años diferentes artistas han creado sus propias versiones:
- Juan Carlos Baglietto realizó una versión más moderna, utilizando instrumentos musicales que no estaban en su versión original (por ejemplo la batería y la guitarra eléctrica).[282]
- La Descontrolada —una banda rosarina dedicada exclusivamente a Rosario Central— hizo su propio cover y adaptó la canción al rock.
- Existe una marcha instrumental adaptada al género bossa nova hecha por Marcelo Stenta y Quique Pesoa. Además Stenta creó una versión de milonga.[283]
- En el 2009 la «Buenos Aires Tartan Army» realizó una versión instrumental con gaitas y tambores.[284]
- La banda rosarina Trident realizó una versión de heavy metal.[285]
- Existe una versión punk del músico rosarino Pablo García.[286]
- Vilma Palma e Vampiros grabó una versión pop.
- Antonio Agri tocó una versión con su violín en una presentación en vivo en una cena de la filial canalla en Córdoba.
- Enrique Llopis grabó también una versión; cabe destacar que es sobrino de Laerte Carroli; lo acompañó con piano Jorge Cánepa.

Existieron otras marchas anteriormente a la de Carroli. La más conocida es la de Pedro Porta, compuesta en 1919 e intitulada Himno al Club Atlético Rosario Central. Utilizaba como base sonora la música de la tradicional canción irlandesa It's a Long Way to Tipperary. Aquí un fragmento de la letra:

## Uniforme
- Uniforme titular: Camiseta a rayas verticales amarillas y azules, pantalón azul y medias azules.
- Uniforme alternativo: Camiseta blanca, con dos grandes cuadros azules, pantalón y medias blancas.

En 1889, los colores que eligieron en un principio para identificar a los jugadores fueron el blanco y rojo. Algunas versiones indican que la camiseta era mitad roja y mitad blanca, mientras que también se dice que era blanca y roja a cuadros. En 1903 los colores fueron sustituidos por el blanco y azul, dispuestos en dos grandes cuadros colocados en ambas mitades de la camisa. Finalmente en 1904 se eligieron los colores azul y amarillo, y en 1912 se implementaron las rayas verticales que han sido usados hasta el día de hoy.
| 1889-1902 |

| 1903-1904 |

| 1905-1911 |

| 1912-Act. |

| ver evolución |

## Estadio

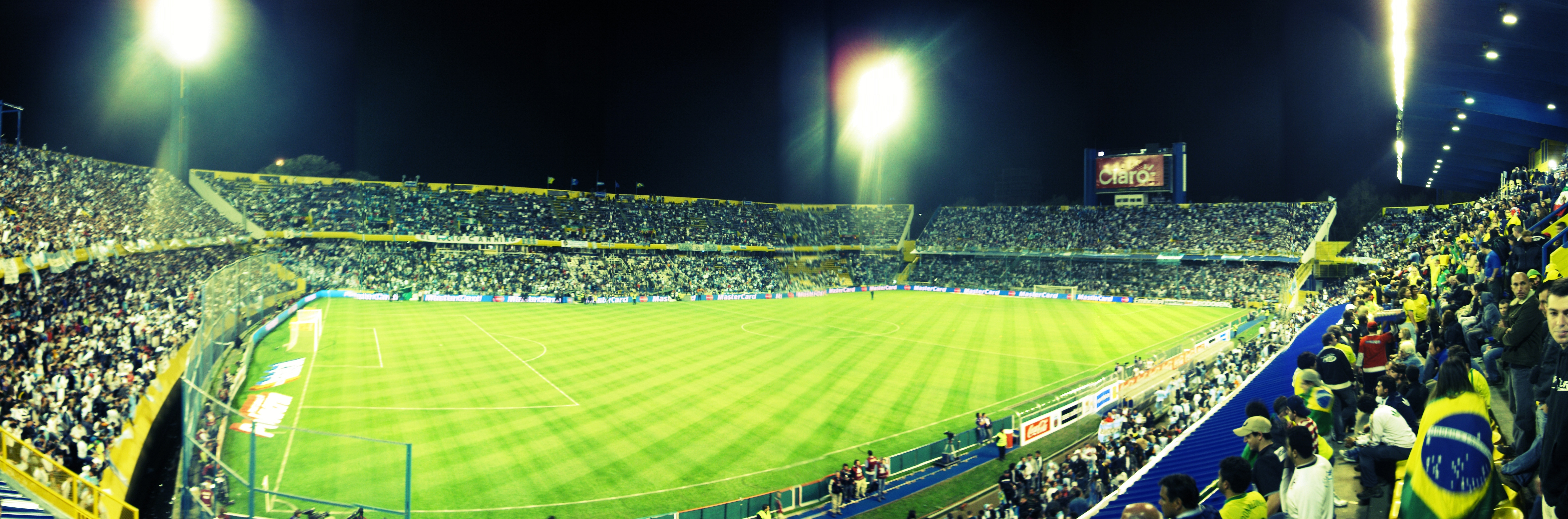
El Estadio Gigante de Arroyito, propiedad de Rosario Central, es el único mundialista de Mayores de la Provincia de Santa Fe.

El club se mudó varias veces de cancha desde su fundación. Entre 1903 y 1918 jugó en un estadio denominado Villa Sanguinetti, o Estadio del Cruce, nombre que recibía por estar sobre el Cruce Alberdi. Entre 1919 y 1925 lo hizo en el estadio llamado Parada Castellanos, ubicado a solo unas cuadras del anterior. Durante gran parte de 1926 —hasta construir su nueva cancha en el barrio de Arroyito— hizo las veces de local en el estadio del Club Bolsa de Comercio. Finalmente, en noviembre de 1926 comenzó a utilizar el estadio que venía construyendo en los terrenos en donde se encuentra en la actualidad.
A partir de 1978, su escenario deportivo recibe la denominación de Estadio Gigante de Arroyito. Fue inaugurado oficialmente el 14 de noviembre de 1926, y se encuentra situado en el Boulevard Avellaneda, entre la Avenida Génova y Paseo Ribereño —a orillas del Río Paraná—. Las dimensiones de su terreno de juego son de 105 x 70 metros, y a través de numerosas reformas, logró alcanzar la actual capacidad de 49000 espectadores.
Fue sede de la Copa Mundial de Fútbol de 1978 y de la Copa América 1987, siendo al 2018, el único estadio de la Provincia de Santa Fe en el que se disputaron encuentros tanto de Copa Mundial de Fútbol de Mayores, y Eliminatorias Sudamericanas.
Por pedido del exentrenador de la selección Argentina de Fútbol, Diego Maradona, quien adujo que en el Estadio de Central se siente mucho más el aliento del público, la cancha de Rosario Central recibió el 5 de septiembre a la Selección de Brasil por el marco de las Eliminatorias Sudamericanas para la Copa Mundial de Fútbol de 2010. Con motivo de este choque, se hicieron algunas obras de remodelación del estadio. El 29 de julio de ese año, se comenzó a desinstalar el viejo tablero electrónico del Mundial de 1978, para reemplazarlo por uno de última generación.

## Instalaciones

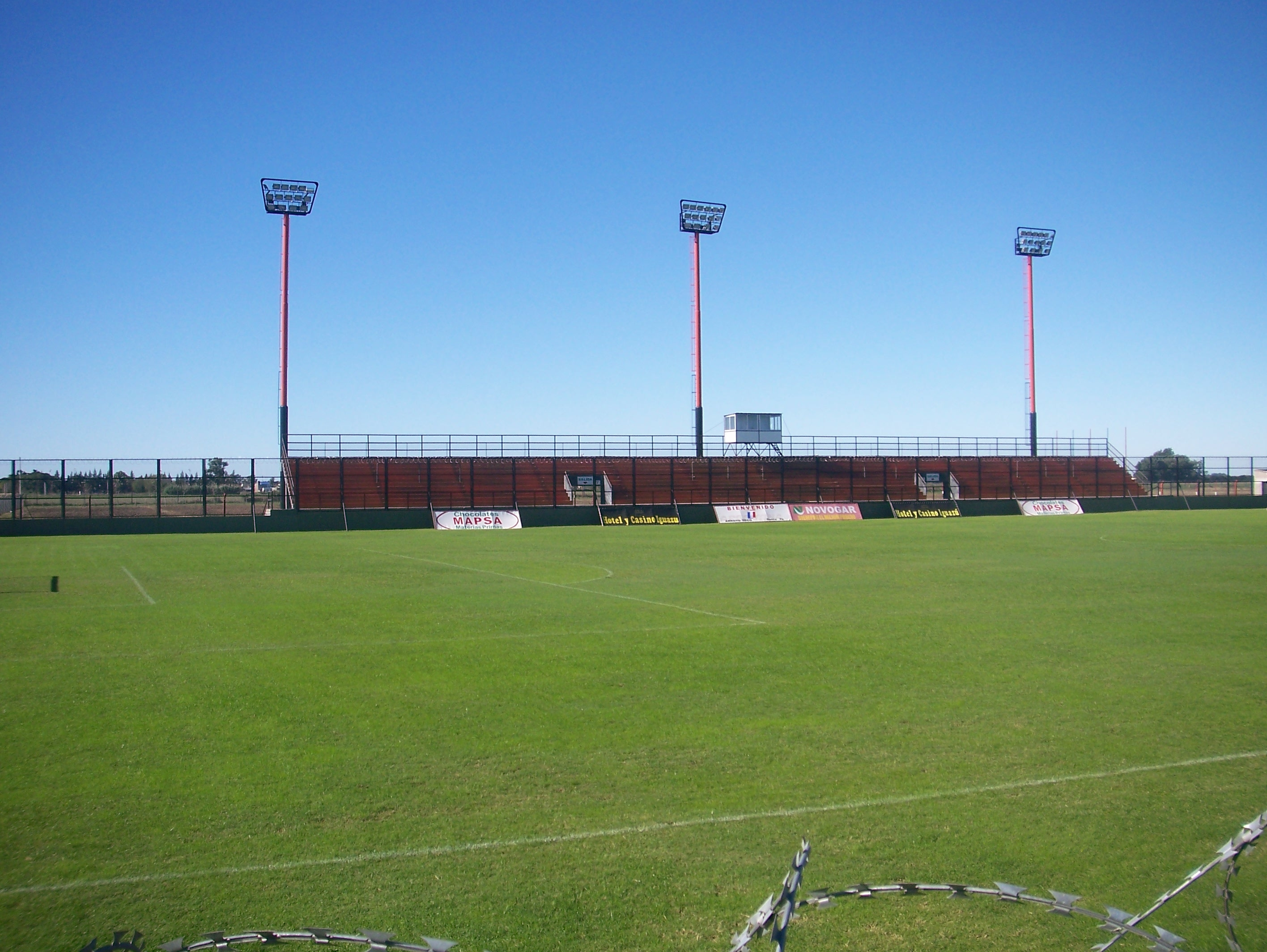
El estadio Arroyo Seco, propiedad de Rosario Central desde junio de 2008.

Las instalaciones del Club Atlético Rosario Central incluyen, además del estadio Gigante de Arroyito, los siguientes ambientes deportivos:
- Predio de Arroyo Seco: sobre mediados de junio de 2008 Rosario Central compró el predio que pertenecía al Club Real Arroyo Seco, distante a 30 km de la ciudad de Rosario. El monto de la operación rondó los 16 millones de pesos argentinos, aunque el pago fue financiado en cuotas. El predio, cuenta con 28 hectáreas, un hotel de 4 estrellas con 17 habitaciones con todas las comodidades, una sede, cuatro piscinas en cascada, un estadio de nivel de primera división con capacidad para alrededor de 20 000 espectadores, y varias canchas alternativas. En el predio generalmente practica el plantel profesional de primera división. A su vez, el hotel sirve como punto de concentración del plantel previo a los encuentros que Central disputa como local.[295]

- Ciudad Deportiva de Granadero Baigorria: se trata de un predio de 14 hectáreas, arbolado, con piscina de natación y salida al Río Paraná, en la vecina localidad de Granadero Baigorria. Cuenta además, con un hotel que sirve a modo de concentración de los jugadores previo a algunos partidos. Además, la «Ciudad Deportiva» posee diversas canchas de fútbol, en las cuales se entrena en determinadas ocasiones el plantel profesional, y en las que se disputan los encuentros de divisiones inferiores cuando el club hace de local.[296]

- Subsede Cruce Alberdi: microestadio con piso de parqué ubicado en cercanías del cruce de vías denominado «Cruce Alberdi» y a pocas cuadras de la Estación Terminal de Ómnibus, en el macrocentro de la ciudad. Allí, se practican diversas actividades como el futsal —el club participa de la Primera División de AFA—, basquetbol, patín y voleibol, entre otros.[297]

- Sede social: ubicada en pleno centro de la ciudad, se realizan todos los distintos trámites administrativos de los asociados al club.[298]

- Subsede Cristalería: ubicado en el barrio rosarino de Cristalería, en el noroeste de la ciudad. En el mismo, tienen participación los jóvenes de las divisiones inferiores de la Asociación Rosarina de Fútbol, entre otras actividades.[299]

- Subsede Británica: en Boulevard Oroño 49 bis se encuentra la sede del ex-Club Británica, hoy perteneciente a Rosario Central. La recuperación del inmueble fue llevada a cabo en gran parte por la «Secretaría de Cultura» del club, y el aporte de un grupo de hinchas y socios centralistas. En agosto de 2013 se inauguró en esa Subsede un restaurante típico sobre Rosario Central, con acceso exclusivo para hinchas del club de Arroyito.[300]

- Subsede "El Clubsito" (Unión Río Paraná): se encuentra a pocas cuadras de su estadio en pleno barrio Arroyito, en Juan B. Justo 970. Esta Subsede cobijó en sus inicios a distintas escuelas de fútbol de la institución. Posteriormente, por decisión de las autoridades que dirigían al club, quedó en un estado de abandono bastante grande. Tiempo después, un grupo de asociados y simpatizantes pusieron manos a la obra y se ocuparon de esta subsede, y reinauguraron este inmueble. Ahora consta de una remozada cancha de «fútbol 5» decorado con imágenes pintadas del folclore canalla, un salón de fiestas con mesas de pool y de ping pong, y una galería con fotos de cotejos recordados de Central, baños, parrilleros, y una cancha que actualmente está en desuso.[301]

- Caribe Canalla: Situado sobre la orilla del río Paraná, más precisamente en frente del estadio, el Caribe Canalla es lugar de encuentro de los hinchas de Rosario Central que desean disfrutar de la arena, parrillas, canchas de fútbol y vóley sobre la arena y del agua del río. Los miércoles generalmente muchos canallas se reúnen a cenar y entonar canciones de Rosario Central en multitud. Rodeado por instalaciones pintadas de azul y amarillo —en murales, palmeras, mesas, bancos, arcos, etc.— y un gran mural que lleva imágenes de ídolos del club como Eduardo Coudet, Omar Palma, Ernesto «Che» Guevara, Alberto Olmedo, Roberto Fontanarrosa, Mario Kempes y la inscripción «Caribe Canalla» con el escudo de Rosario Central entre las dos palabras.[302]

- Puerto deportivo y guardería náutica: Con salida al Río Paraná, el Puerto deportivo y guardería náutica está dirigido a todo aquel socio de Rosario Central que tenga una embarcación y desee guardarla allí.[303]

## Datos del club

### Participación en ligas de primera división rosarina (1905-1938)
| \| Primera División Rosarina 1905 \| 2.º \| \| Primera División Rosarina 1906 \| 2.º \| \| Primera División Rosarina 1907 \| 2.º \| \| Primera División Rosarina 1908 \| Campeón \| \| Primera División Rosarina 1909 \| 2.º \| \| Primera División Rosarina 1910 \| 2.º \| \| Primera División Rosarina 1911 \| 2.º \| \| Primera División Rosarina 1912 \| No finalizó (*) \| \| Primera División de la Federación Rosarina 1913 \| Campeón (**) \| \| Primera División Rosarina 1914 \| Campeón \| \| Primera División Rosarina 1915 \| Campeón \| \| Primera División Rosarina 1916 \| Campeón \| \| Primera División Rosarina 1917 \| Campeón \| \| Primera División Rosarina 1918 \| 2.º \| \| Primera División Rosarina 1919 \| Campeón \| \| Primera División de la Asociación Amateurs Rosarina 1920 \| Campeón (***) \| \| Primera División de la Asociación Amateurs Rosarina 1921 \| Campeón (***) \| \| Primera División Rosarina 1922 \| 4.º \| \| Primera División Rosarina 1923 \| Campeón \| \| Primera División Rosarina 1924 \| 3.º \| \| Primera División Rosarina 1925 \| 3.º \| \| Primera División Rosarina 1926 \| 6.º \| \| Primera División Rosarina 1927 \| Campeón \| \| Primera División Rosarina 1928 \| Campeón \| \| Primera División Rosarina 1929 \| 5.º \| \| Primera División Rosarina 1930 \| Campeón \| \| Primera División Rosarina 1931 \| 6.º \| \| Primera División Rosarina 1932 \| 3.º \| \| Primera División Rosarina 1933 \| 4.º \| \| Primera División Rosarina 1934 \| 2.º \| \| Primera División Rosarina 1935 \| 2.º \| \| Primera División Rosarina 1936 \| 4.º \| \| Primera División Rosarina 1937 \| Campeón \| \| Primera División Rosarina 1938 \| Campeón \| |                  |
| Participaciones primera división rosarina |                  |
| Competencia | Detalle          |
| Competencia | Campeonato Local |
| Primera División Rosarina 1905 | 2.º              |
| Primera División Rosarina 1906 | 2.º              |
| Primera División Rosarina 1907 | 2.º              |
| Primera División Rosarina 1908 | Campeón          |
| Primera División Rosarina 1909 | 2.º              |
| Primera División Rosarina 1910 | 2.º              |
| Primera División Rosarina 1911 | 2.º              |
| Primera División Rosarina 1912 | No finalizó (*)  |
| Primera División de la Federación Rosarina 1913 | Campeón (**)     |
| Primera División Rosarina 1914 | Campeón          |
| Primera División Rosarina 1915 | Campeón          |
| Primera División Rosarina 1916 | Campeón          |
| Primera División Rosarina 1917 | Campeón          |
| Primera División Rosarina 1918 | 2.º              |
| Primera División Rosarina 1919 | Campeón          |
| Primera División de la Asociación Amateurs Rosarina 1920 | Campeón (***)    |
| Primera División de la Asociación Amateurs Rosarina 1921 | Campeón (***)    |
| Primera División Rosarina 1922 | 4.º              |
| Primera División Rosarina 1923 | Campeón          |
| Primera División Rosarina 1924 | 3.º              |
| Primera División Rosarina 1925 | 3.º              |
| Primera División Rosarina 1926 | 6.º              |
| Primera División Rosarina 1927 | Campeón          |
| Primera División Rosarina 1928 | Campeón          |
| Primera División Rosarina 1929 | 5.º              |
| Primera División Rosarina 1930 | Campeón          |
| Primera División Rosarina 1931 | 6.º              |
| Primera División Rosarina 1932 | 3.º              |
| Primera División Rosarina 1933 | 4.º              |
| Primera División Rosarina 1934 | 2.º              |
| Primera División Rosarina 1935 | 2.º              |
| Primera División Rosarina 1936 | 4.º              |
| Primera División Rosarina 1937 | Campeón          |
| Primera División Rosarina 1938 | Campeón          |

     Campeón.
    Subcampeón.
    Tercer Lugar.
(*) Tiro Federal y Rosario Central dejaron la liga por problemas con su cúpula a mitad de Campeonato y fundaron la Federación Rosarina de Football junto a los clubes Sparta, Embarcadero Córdoba & Rosario, y Brown de Santa Fe. Por tal motivo, la Copa Nicasio Vila de 1912 fue suspendida y no terminó de disputarse.
(**) Participó del campeonato de la Federación Rosarina de Football.
(***) Participó del campeonato de la Asociación Amateurs Rosarina de Football.

### Participación en copas de primera división rosarina (1910-1938)
| \| Copa Damas de Caridad 1910 \| Campeón \| \| Copa Damas de Caridad 1911 \| Eliminado en semifinales \| \| Copa Damas de Caridad 1912 \| No se disputó \| \| Copa Damas de Caridad 1913 \| No participó \| \| Copa Damas de Caridad 1914 \| Campeón \| \| Copa Damas de Caridad 1915 \| Campeón \| \| Copa Damas de Caridad 1916 \| Campeón \| \| Copa Estímulo 1922 \| Campeón \| \| Copa Estímulo 1924 \| No terminó de disputarse \| \| Copa Estímulo 1925 \| 2.º \| \| Copa Schlau 1927 \| Eliminado en Primera Ronda. \| \| Copa Estímulo 1931 \| Eliminado en Primera Ronda. \| \| Copa Estímulo 1933 \| 6.º \| \| Torneo Preparación 1934 \| 2.º \| \| Torneo Preparación 1935 \| 3.º \| \| Torneo Preparación 1936 \| Campeón \| \| Torneo Ivancich 1937 \| Campeón \| \| Torneo Ivancich 1938 \| 4.º \| |                             |
| copas de primera división rosarina |                             |
| Competencia | Detalle                     |
| Competencia | Copa Local                  |
| Copa Damas de Caridad 1910 | Campeón                     |
| Copa Damas de Caridad 1911 | Eliminado en semifinales    |
| Copa Damas de Caridad 1912 | No se disputó               |
| Copa Damas de Caridad 1913 | No participó                |
| Copa Damas de Caridad 1914 | Campeón                     |
| Copa Damas de Caridad 1915 | Campeón                     |
| Copa Damas de Caridad 1916 | Campeón                     |
| Copa Estímulo 1922 | Campeón                     |
| Copa Estímulo 1924 | No terminó de disputarse    |
| Copa Estímulo 1925 | 2.º                         |
| Copa Schlau 1927 | Eliminado en Primera Ronda. |
| Copa Estímulo 1931 | Eliminado en Primera Ronda. |
| Copa Estímulo 1933 | 6.º                         |
| Torneo Preparación 1934 | 2.º                         |
| Torneo Preparación 1935 | 3.º                         |
| Torneo Preparación 1936 | Campeón                     |
| Torneo Ivancich 1937 | Campeón                     |
| Torneo Ivancich 1938 | 4.º                         |

     Campeón.
    Subcampeón.
    Tercer Lugar.

### Participación en copas provinciales de primera división (desde 2016)
| \| Copa Santa Fe 2016 \| Cuartos de final[304] \| 3 \| 1 \| 2 \| 0 \| 3 \| 1 \| \| Copa Santa Fe 2017 \| Campeón[305] \| 6 \| 5 \| 1 \| 0 \| 15 \| 4 \| \| Copa Santa Fe 2018 \| Cuartos de final[306] \| 3 \| 1 \| 1 \| 1 \| 4 \| 4 \| \| Copa Santa Fe 2019 \| Octavos de final[307] \| 1 \| 0 \| 0 \| 1 \| 0 \| 2 \| \| Copa Santa Fe 2022 \| Semifinal \| 3 \| 2 \| 1 \| 0 \| 4 \| 1 \| \| Copa Santa Fe 2023 \| Subcampeón \| 4 \| 2 \| 1 \| 1 \| 5 \| 5 \| \| Total \| 1 Título \| 16 \| 9 \| 5 \| 2 \| 26 \| 12 \| |                  |    |    |    |    |    |    |
| Copa Provincial |                  |    |    |    |    |    |    |
| Año | Ronda            | PJ | PG | PE | PP | GF | GC |
| Copa Santa Fe 2016 | Cuartos de final | 3  | 1  | 2  | 0  | 3  | 1  |
| Copa Santa Fe 2017 | Campeón          | 6  | 5  | 1  | 0  | 15 | 4  |
| Copa Santa Fe 2018 | Cuartos de final | 3  | 1  | 1  | 1  | 4  | 4  |
| Copa Santa Fe 2019 | Octavos de final | 1  | 0  | 0  | 1  | 0  | 2  |
| Copa Santa Fe 2022 | Semifinal        | 3  | 2  | 1  | 0  | 4  | 1  |
| Copa Santa Fe 2023 | Subcampeón       | 4  | 2  | 1  | 1  | 5  | 5  |
| Total | 1 Título         | 16 | 9  | 5  | 2  | 26 | 12 |

### Participación en el campeonato de Primera División de la AFA (desde 1939)
| \| Campeonato 1939 \| 11.º \| \| Campeonato 1940 \| 13.º \| \| Campeonato 1941 \| 16.º \| \| Primera B 1942 \| Campeón \| \| Campeonato 1943 \| 9.º \| \| Campeonato 1944 \| 11.º \| \| Campeonato 1945 \| 12.º \| \| Campeonato 1946 \| 7.º \| \| Campeonato 1947 \| 10.º \| \| Campeonato 1948 \| 12.º \| \| Campeonato 1949 \| 12.º \| \| Campeonato 1950 \| 18.º \| \| Primera B 1951 \| Campeón \| \| Campeonato 1952 \| 13.º \| \| Campeonato 1953 \| 9.º \| \| Campeonato 1954 \| 12.º \| \| Campeonato 1955 \| 15.º \| \| Campeonato 1956 \| 6.º \| \| Campeonato 1957 \| 11.º \| \| Campeonato 1958 \| 6.º \| \| Campeonato 1959 \| 15.º \| \| Campeonato 1960 \| 8.º \| \| Campeonato 1961 \| 13.º \| \| Campeonato 1962 \| 6.º \| \| Campeonato 1963 \| 10.º \| \| Campeonato 1964 \| 11.º \| \| Campeonato 1965 \| 10.º \| \| Campeonato 1966 \| 12.º \| \| Metropolitano 1967 \| Fase de grupos \| \| Nacional 1967 \| 4.º \| \| Metropolitano 1968 \| Fase de grupos \| \| Nacional 1968 \| 4.º \| \| Metropolitano 1969 \| Fase de grupos \| \| Reclasificatorio 1969 \| 7.º \| \| Metropolitano 1970 \| 12.º \| \| Nacional 1970 \| 2.º \| \| Metropolitano 1971 \| 10.º \| \| Nacional 1971 \| Campeón \| \| Metropolitano 1972 \| 6.º \| \| Nacional 1972 \| Fase de grupos \| \| Metropolitano 1973 \| 8.º \| \| Nacional 1973 \| Campeón \| \| Metropolitano 1974 \| 2.º \| \| Nacional 1974 \| 2.º \| \| Metropolitano 1975 \| 7.º \| \| Nacional 1975 \| 5.º \| \| Metropolitano 1976 \| 8.º \| \| Nacional 1976 \| Fase de grupos \| \| Metropolitano 1977 \| 6.º \| \| Nacional 1977 \| Fase de grupos \| \| Metropolitano 1978 \| 10.º \| \| Nacional 1978 \| Fase de grupos \| \| Metropolitano 1979 \| Semifinales \| \| Nacional 1979 \| Semifinales \| \| Metropolitano 1980 \| 9.º \| \| Nacional 1980 \| Campeón \| \| Metropolitano 1981 \| 7.º \| \| Nacional 1981 \| Cuartos de final \| \| Nacional 1982 \| Fase de grupos \| \| Metropolitano 1982 \| 8.º \| \| Nacional 1983 \| Segunda fase de grupos \| \| Metropolitano 1983 \| 16.º \| \| Nacional 1984 \| Octavos de final \| \| Metropolitano 1984 \| 18.º \| \| Primera B 1985 \| Campeón \| \| Campeonato 1986-87 \| Campeón \| \| Campeonato 1987-88 \| 7.º \| \| Campeonato 1988-89 \| 13.º \| \| Campeonato 1989-90 \| 4.º \| \| Campeonato 1990-91 \| 10.º \| \| Apertura 1991 \| 16.º \| \| Clausura 1992 \| 14.º \| \| Apertura 1992 \| 14.º \| \| Clausura 1993 \| 6.º \| \| Apertura 1993 \| 18.º \| \| Clausura 1994 \| 3.º \| \| Apertura 1994 \| 9.º \| \| Clausura 1995 \| 7.º \| \| Apertura 1995 \| 10.º \| \| Clausura 1996 \| 6.º \| \| Apertura 1996 \| 5.º \| \| Clausura 1997 \| 18.º \| \| Apertura 1997 \| 3.º \| \| Clausura 1998 \| 13.º \| \| Apertura 1998 \| 10.º \| \| Clausura 1999 \| 4.º \| \| Apertura 1999 \| 2.º \| \| Clausura 2000 \| 13.º \| \| Apertura 2000 \| 12.º \| \| Clausura 2001 \| 20.º \| \| Apertura 2001 \| 16.º \| \| Clausura 2002 \| 16.º \| \| Apertura 2002 \| 13.º \| \| Clausura 2003 \| 4.º \| \| Apertura 2003 \| 5.º \| \| Clausura 2004 \| 20.º \| \| Apertura 2004 \| 6.º \| \| Clausura 2005 \| 5.º \| \| Apertura 2005 \| 15.º \| \| Clausura 2006 \| 13.º \| \| Apertura 2006 \| 8.º \| \| Clausura 2007 \| 12.º \| \| Apertura 2007 \| 20.º \| \| Clausura 2008 \| 9.º \| \| Apertura 2008 \| 19.º \| \| Clausura 2009 \| 10.º \| \| Apertura 2009 \| 10.º \| \| Clausura 2010 \| 17.º \| \| Primera B Nacional 2010-11 \| 12.º \| \| Primera B Nacional 2011-12 \| 4.º \| \| Primera B Nacional 2012-13 \| Campeón \| \| Inicial 2013 \| 10.º \| \| Final 2014 \| 8.º \| \| Transición 2014 \| 15.º \| \| Campeonato 2015 \| 3.º \| \| Campeonato 2016 \| 7.º Zona I \| \| Campeonato 2016-17 \| 12.º \| \| Superliga 2017-18 \| 20.º \| \| Superliga 2018-19 \| 20.º \| \| Superliga 2019-20 \| 9.º \| \| Torneo de la Liga Profesional 2021 \| 16.º \| \| Torneo de la Liga Profesional 2022 \| 20.º \| \| Torneo de la Liga Profesional 2023 \| 8.º \| \| Torneo de la Liga Profesional 2024 \| 20.º \| \| Apertura 2025 \| Cuartos de final \| |                        |
| campeonato de Primera División de la AFA |                        |
| Competencia | Detalle                |
| Competencia | Campeonato Local       |
| Campeonato 1939 | 11.º                   |
| Campeonato 1940 | 13.º                   |
| Campeonato 1941 | 16.º                   |
| Primera B 1942 | Campeón                |
| Campeonato 1943 | 9.º                    |
| Campeonato 1944 | 11.º                   |
| Campeonato 1945 | 12.º                   |
| Campeonato 1946 | 7.º                    |
| Campeonato 1947 | 10.º                   |
| Campeonato 1948 | 12.º                   |
| Campeonato 1949 | 12.º                   |
| Campeonato 1950 | 18.º                   |
| Primera B 1951 | Campeón                |
| Campeonato 1952 | 13.º                   |
| Campeonato 1953 | 9.º                    |
| Campeonato 1954 | 12.º                   |
| Campeonato 1955 | 15.º                   |
| Campeonato 1956 | 6.º                    |
| Campeonato 1957 | 11.º                   |
| Campeonato 1958 | 6.º                    |
| Campeonato 1959 | 15.º                   |
| Campeonato 1960 | 8.º                    |
| Campeonato 1961 | 13.º                   |
| Campeonato 1962 | 6.º                    |
| Campeonato 1963 | 10.º                   |
| Campeonato 1964 | 11.º                   |
| Campeonato 1965 | 10.º                   |
| Campeonato 1966 | 12.º                   |
| Metropolitano 1967 | Fase de grupos         |
| Nacional 1967 | 4.º                    |
| Metropolitano 1968 | Fase de grupos         |
| Nacional 1968 | 4.º                    |
| Metropolitano 1969 | Fase de grupos         |
| Reclasificatorio 1969 | 7.º                    |
| Metropolitano 1970 | 12.º                   |
| Nacional 1970 | 2.º                    |
| Metropolitano 1971 | 10.º                   |
| Nacional 1971 | Campeón                |
| Metropolitano 1972 | 6.º                    |
| Nacional 1972 | Fase de grupos         |
| Metropolitano 1973 | 8.º                    |
| Nacional 1973 | Campeón                |
| Metropolitano 1974 | 2.º                    |
| Nacional 1974 | 2.º                    |
| Metropolitano 1975 | 7.º                    |
| Nacional 1975 | 5.º                    |
| Metropolitano 1976 | 8.º                    |
| Nacional 1976 | Fase de grupos         |
| Metropolitano 1977 | 6.º                    |
| Nacional 1977 | Fase de grupos         |
| Metropolitano 1978 | 10.º                   |
| Nacional 1978 | Fase de grupos         |
| Metropolitano 1979 | Semifinales            |
| Nacional 1979 | Semifinales            |
| Metropolitano 1980 | 9.º                    |
| Nacional 1980 | Campeón                |
| Metropolitano 1981 | 7.º                    |
| Nacional 1981 | Cuartos de final       |
| Nacional 1982 | Fase de grupos         |
| Metropolitano 1982 | 8.º                    |
| Nacional 1983 | Segunda fase de grupos |
| Metropolitano 1983 | 16.º                   |
| Nacional 1984 | Octavos de final       |
| Metropolitano 1984 | 18.º                   |
| Primera B 1985 | Campeón                |
| Campeonato 1986-87 | Campeón                |
| Campeonato 1987-88 | 7.º                    |
| Campeonato 1988-89 | 13.º                   |
| Campeonato 1989-90 | 4.º                    |
| Campeonato 1990-91 | 10.º                   |
| Apertura 1991 | 16.º                   |
| Clausura 1992 | 14.º                   |
| Apertura 1992 | 14.º                   |
| Clausura 1993 | 6.º                    |
| Apertura 1993 | 18.º                   |
| Clausura 1994 | 3.º                    |
| Apertura 1994 | 9.º                    |
| Clausura 1995 | 7.º                    |
| Apertura 1995 | 10.º                   |
| Clausura 1996 | 6.º                    |
| Apertura 1996 | 5.º                    |
| Clausura 1997 | 18.º                   |
| Apertura 1997 | 3.º                    |
| Clausura 1998 | 13.º                   |
| Apertura 1998 | 10.º                   |
| Clausura 1999 | 4.º                    |
| Apertura 1999 | 2.º                    |
| Clausura 2000 | 13.º                   |
| Apertura 2000 | 12.º                   |
| Clausura 2001 | 20.º                   |
| Apertura 2001 | 16.º                   |
| Clausura 2002 | 16.º                   |
| Apertura 2002 | 13.º                   |
| Clausura 2003 | 4.º                    |
| Apertura 2003 | 5.º                    |
| Clausura 2004 | 20.º                   |
| Apertura 2004 | 6.º                    |
| Clausura 2005 | 5.º                    |
| Apertura 2005 | 15.º                   |
| Clausura 2006 | 13.º                   |
| Apertura 2006 | 8.º                    |
| Clausura 2007 | 12.º                   |
| Apertura 2007 | 20.º                   |
| Clausura 2008 | 9.º                    |
| Apertura 2008 | 19.º                   |
| Clausura 2009 | 10.º                   |
| Apertura 2009 | 10.º                   |
| Clausura 2010 | 17.º                   |
| Primera B Nacional 2010-11 | 12.º                   |
| Primera B Nacional 2011-12 | 4.º                    |
| Primera B Nacional 2012-13 | Campeón                |
| Inicial 2013 | 10.º                   |
| Final 2014 | 8.º                    |
| Transición 2014 | 15.º                   |
| Campeonato 2015 | 3.º                    |
| Campeonato 2016 | 7.º Zona I             |
| Campeonato 2016-17 | 12.º                   |
| Superliga 2017-18 | 20.º                   |
| Superliga 2018-19 | 20.º                   |
| Superliga 2019-20 | 9.º                    |
| Torneo de la Liga Profesional 2021 | 16.º                   |
| Torneo de la Liga Profesional 2022 | 20.º                   |
| Torneo de la Liga Profesional 2023 | 8.º                    |
| Torneo de la Liga Profesional 2024 | 20.º                   |
| Apertura 2025 | Cuartos de final       |

     Campeón.
    Subcampeón.
    Tercer Lugar.
     Ascenso.
     Descenso.

### Participación en copas nacionales de la AFA
| \| Copa Dr. Carlos Ibarguren 1914 \| Subcampeón \| \| Copa Dr. Carlos Ibarguren 1915 \| Campeón \| \| Copa Dr. Carlos Ibarguren 1916 \| Subcampeón \| \| Copa Dr. Carlos Ibarguren 1917 \| Subcampeón \| \| Copa Dr. Carlos Ibarguren 1919 \| Subcampeón \| \| Copa Dr. Carlos Ibarguren 1937 \| Subcampeón \| \| Copa Dr. Carlos Ibarguren 1938 \| Subcampeón \| \| Copa Dr. Carlos Ibarguren 1940 \| Subcampeón \| |                                                  |
| Copa «Campeonato Argentino» Dr. Carlos Ibarguren |                                                  |
| Competencia | Detalle                                          |
| Competencia | Copa «Campeonato Argentino» Dr. Carlos Ibarguren |
| Copa Dr. Carlos Ibarguren 1914 | Subcampeón                                       |
| Copa Dr. Carlos Ibarguren 1915 | Campeón                                          |
| Copa Dr. Carlos Ibarguren 1916 | Subcampeón                                       |
| Copa Dr. Carlos Ibarguren 1917 | Subcampeón                                       |
| Copa Dr. Carlos Ibarguren 1919 | Subcampeón                                       |
| Copa Dr. Carlos Ibarguren 1937 | Subcampeón                                       |
| Copa Dr. Carlos Ibarguren 1938 | Subcampeón                                       |
| Copa Dr. Carlos Ibarguren 1940 | Subcampeón                                       |

| \| Copa de Honor Municipalidad de Buenos Aires 1905 \| Semifinal \| \| Copa de Honor Municipalidad de Buenos Aires 1906 \| Cuartos de final \| \| Copa de Honor Municipalidad de Buenos Aires 1907 \| Cuartos de final \| \| Copa de Honor Municipalidad de Buenos Aires 1908 \| Semifinal \| \| Copa de Honor Municipalidad de Buenos Aires 1909 \| Octavos de final \| \| Copa de Honor Municipalidad de Buenos Aires 1910 \| Cuartos de final \| \| Copa de Honor Municipalidad de Buenos Aires 1911 \| Cuartos de final \| \| Copa de Honor Municipalidad de Buenos Aires 1912 \| Cuartos de final \| \| Copa de Honor Municipalidad de Buenos Aires 1915 \| Octavos de final \| \| Copa de Honor Municipalidad de Buenos Aires 1916 \| Campeón \| \| Copa de Honor Municipalidad de Buenos Aires 1917 \| Semifinal \| |                  |
| Copa de Honor |                  |
| Competencia | Detalle          |
| Competencia | Copa de Honor    |
| Copa de Honor Municipalidad de Buenos Aires 1905 | Semifinal        |
| Copa de Honor Municipalidad de Buenos Aires 1906 | Cuartos de final |
| Copa de Honor Municipalidad de Buenos Aires 1907 | Cuartos de final |
| Copa de Honor Municipalidad de Buenos Aires 1908 | Semifinal        |
| Copa de Honor Municipalidad de Buenos Aires 1909 | Octavos de final |
| Copa de Honor Municipalidad de Buenos Aires 1910 | Cuartos de final |
| Copa de Honor Municipalidad de Buenos Aires 1911 | Cuartos de final |
| Copa de Honor Municipalidad de Buenos Aires 1912 | Cuartos de final |
| Copa de Honor Municipalidad de Buenos Aires 1915 | Octavos de final |
| Copa de Honor Municipalidad de Buenos Aires 1916 | Campeón          |
| Copa de Honor Municipalidad de Buenos Aires 1917 | Semifinal        |

| \| Copa de Competencia Jockey Club 1915 \| Octavos de final \| \| Copa de Competencia Jockey Club 1916 \| Campeón \| \| Copa de Competencia Jockey Club 1919 \| Subcampeón \| |                                 |
| Copa de Competencia Jockey Club |                                 |
| Competencia | Detalle                         |
| Competencia | Copa de Competencia Jockey Club |
| Copa de Competencia Jockey Club 1915 | Octavos de final                |
| Copa de Competencia Jockey Club 1916 | Campeón                         |
| Copa de Competencia Jockey Club 1919 | Subcampeón                      |

| \| Copa de Competencia 1913 \| Campeón \|                  |                                                            |
| Copa de Competencia de la Federación Argentina de Football |                                                            |
| Competencia                                                | Detalle                                                    |
| Competencia                                                | Copa de Competencia de la Federación Argentina de Football |
| Copa de Competencia 1913                                   | Campeón                                                    |

| \| Copa de Competencia de la Asociación Amateurs 1920 \| Campeón \| |                                               |
| Copa de Competencia de la Asociación Amateurs                       |                                               |
| Competencia                                                         | Detalle                                       |
| Competencia                                                         | Copa de Competencia de la Asociación Amateurs |
| Copa de Competencia de la Asociación Amateurs 1920                  | Campeón                                       |

| \| Copa de Competencia Británica 1944 \| Octavos de final[311] \| \| Copa de Competencia Británica 1945 \| Cuartos de final[312] \| \| Copa de Competencia Británica 1946 \| Cuartos de final[313] \| \| Copa de Competencia Británica 1948 \| No finalizó el torneo. Había pasado a cuartos de final.[314] \| |                                                         |
| Copa de Competencia Británica |                                                         |
| Competencia | Detalle                                                 |
| Competencia | Copa de Competencia Británica                           |
| Copa de Competencia Británica 1944 | Octavos de final                                        |
| Copa de Competencia Británica 1945 | Cuartos de final                                        |
| Copa de Competencia Británica 1946 | Cuartos de final                                        |
| Copa de Competencia Británica 1948 | No finalizó el torneo. Había pasado a cuartos de final. |

| Copa Suecia 1958 | 2° - Grupo B | 14 | 8 | 1 | 5 | 33 | 29 | 4 |
| Total            | 0 Títulos    | 14 | 8 | 1 | 5 | 33 | 29 | 4 |

| Copa Beccar Varela 1933 | Primera Fase, 3° Zona Rosarina | 5 | 3 | 0 | 2 | 8 | 8 | 0 |
| Total                   | 0 Títulos                      | 5 | 3 | 0 | 2 | 8 | 8 | 0 |

| Copa de la República 1943 | Primera Ronda | 1 | 0 | 0 | 1 | 3 | 4 | -1 |
| Total                     | 0 Títulos     | 1 | 0 | 0 | 1 | 3 | 4 | -1 |

| Copa Centenario de la AFA | Segunda Fase de Rueda de Perdedores | 4 | 1 | 1 | 2 | 1 | 3 | -2 |
| Total                     | 0 Títulos                           | 4 | 1 | 1 | 2 | 1 | 3 | -2 |

| Copa Argentina 1969 | Semifinal        | 8  | 5  | 1  | 2 | 17 | 9  | +8  |
| Copa Argentina 1970 | Cuartos de final | 6  | 3  | 2  | 1 | 8  | 7  | +1  |
| Copa Argentina 2012 | Cuartos de final | 4  | 2  | 2  | 0 | 5  | 3  | +2  |
| Copa Argentina 2013 | 32.º de final    | 1  | 0  | 0  | 1 | 1  | 2  | -1  |
| Copa Argentina 2014 | Subcampeón       | 5  | 3  | 2  | 0 | 9  | 1  | +8  |
| Copa Argentina 2015 | Subcampeón       | 6  | 4  | 1  | 1 | 8  | 4  | +4  |
| Copa Argentina 2016 | Subcampeón       | 6  | 4  | 1  | 1 | 12 | 7  | +5  |
| Copa Argentina 2017 | Semifinal        | 5  | 4  | 1  | 0 | 7  | 3  | +4  |
| Copa Argentina 2018 | Campeón          | 6  | 2  | 4  | 0 | 11 | 3  | +8  |
| Copa Argentina 2019 | 32.º de final    | 1  | 0  | 1  | 0 | 2  | 2  | 0   |
| Copa Argentina 2020 | 32.º de final    | 1  | 0  | 0  | 1 | 0  | 3  | -3  |
| Copa Argentina 2022 | 16.º de final    | 2  | 0  | 2  | 0 | 2  | 2  | 0   |
| Copa Argentina 2023 | 16.º de final    | 2  | 1  | 0  | 1 | 4  | 2  | +2  |
| Copa Argentina 2024 | 16.º de final    | 2  | 0  | 1  | 1 | 1  | 2  | -1  |
| Copa Argentina 2025 | En disputa       | 1  | 1  | 0  | 0 | 1  | 0  | +1  |
| Total               | 1 título         | 56 | 29 | 18 | 9 | 88 | 50 | +38 |

| Supercopa Argentina 2018 | Subcampeón  | 1 | 0 | 1 | 0 | 0 | 0 | 0 |
| Total                    | Sin títulos | 1 | 0 | 1 | 0 | 0 | 0 | 0 |

| Copa de la Superliga 2019 | Primera ronda | 2 | 1 | 0 | 1 | 2 | 3 | -1 |
| Copa de la Superliga 2020 | Cancelada     | 1 | 0 | 0 | 1 | 1 | 3 | -2 |
| Total                     | Sin títulos   | 3 | 1 | 0 | 2 | 3 | 6 | -3 |

| Copa de la Liga Profesional 2020 | Subcampeón de la Zona Complementación | 12 | 5  | 2  | 5  | 18 | 17 | +1 |
| Copa de la Liga Profesional 2021 | 8° - Zona A                           | 13 | 5  | 3  | 5  | 16 | 18 | -2 |
| Copa de la Liga Profesional 2022 | 14° - Zona B                          | 14 | 4  | 2  | 8  | 16 | 20 | -4 |
| Copa de la Liga Profesional 2023 | Campeón                               | 17 | 7  | 7  | 3  | 20 | 15 | +5 |
| Copa de la Liga Profesional 2024 | 11° - Zona A                          | 14 | 4  | 3  | 7  | 10 | 18 | -8 |
| Total                            | 1 título                              | 70 | 25 | 17 | 28 | 80 | 88 | -8 |

| Trofeo de Campeones de la Liga Profesional 2023 | Subcampeón  | 1 | 0 | 0 | 1 | 0 | 2 | -2 |
| Total                                           | Sin títulos | 1 | 0 | 0 | 1 | 0 | 2 | -2 |

### Participación en copas internacionales (desde 1960)
| \| Competencia \| Detalle[318] \| \| Competencia \| Copa Libertadores [*] \| \| ---------------------- \| --------------------- \| \| Copa Libertadores 1971 \| Primera Fase \| \| Copa Libertadores 1972 \| Primera Fase \| \| Copa Libertadores 1974 \| Primera Fase \| \| Copa Libertadores 1975 \| Semifinales \| \| Copa Libertadores 1981 \| Primera Fase \| \| Copa Libertadores 1987 \| Primera Fase \| \| Copa Libertadores 2000 \| Octavos de final \| \| Copa Libertadores 2001 \| Semifinales \| \| Copa Libertadores 2004 \| Octavos de final \| \| Copa Libertadores 2006 \| Fase de grupos \| \| Copa Libertadores 2016 \| Cuartos de final \| \| Copa Libertadores 2019 \| Fase de grupos \| \| Copa Libertadores 2024 \| Fase de grupos \| |                       |
| Competencia | Detalle               |
| Competencia | Copa Libertadores [*] |
| Copa Libertadores 1971 | Primera Fase          |
| Copa Libertadores 1972 | Primera Fase          |
| Copa Libertadores 1974 | Primera Fase          |
| Copa Libertadores 1975 | Semifinales           |
| Copa Libertadores 1981 | Primera Fase          |
| Copa Libertadores 1987 | Primera Fase          |
| Copa Libertadores 2000 | Octavos de final      |
| Copa Libertadores 2001 | Semifinales           |
| Copa Libertadores 2004 | Octavos de final      |
| Copa Libertadores 2006 | Fase de grupos        |
| Copa Libertadores 2016 | Cuartos de final      |
| Copa Libertadores 2019 | Fase de grupos        |
| Copa Libertadores 2024 | Fase de grupos        |

[*] Hasta la edición de 1987 inclusive, solo el primer equipo ubicado en cada grupo clasificaba a la ronda semifinal.
| \| Competencia \| Detalle[319] \| \| Competencia \| Copa Conmebol \| \| ------------------ \| ---------------- \| \| Copa Conmebol 1995 \| Campeón \| \| Copa Conmebol 1996 \| Semifinales \| \| Copa Conmebol 1998 \| Subcampeón \| \| Copa Conmebol 1999 \| Cuartos de final \| |                  |
| Competencia | Detalle          |
| Competencia | Copa Conmebol    |
| Copa Conmebol 1995 | Campeón          |
| Copa Conmebol 1996 | Semifinales      |
| Copa Conmebol 1998 | Subcampeón       |
| Copa Conmebol 1999 | Cuartos de final |

| \| Competencia \| Detalle[320] \| \| Competencia \| Copa Master de Conmebol \| \| ---------------------------- \| ----------------------- \| \| Copa Master de Conmebol 1996 \| Semifinales \| |                         |
| Competencia | Detalle                 |
| Competencia | Copa Master de Conmebol |
| Copa Master de Conmebol 1996 | Semifinales             |

| \| Competencia \| Detalle[320] \| \| Competencia \| Copa de Oro Nicolás Leoz \| \| ---------------- \| ------------------------ \| \| Copa de Oro 1996 \| Semifinales \| |                          |
| Competencia | Detalle                  |
| Competencia | Copa de Oro Nicolás Leoz |
| Copa de Oro 1996 | Semifinales              |

| \| Competencia \| Detalle[320] \| \| Competencia \| Copa Mercosur \| \| ------------------ \| ---------------- \| \| Copa Mercosur 2000 \| Cuartos de final \| |                  |
| Competencia | Detalle          |
| Competencia | Copa Mercosur    |
| Copa Mercosur 2000 | Cuartos de final |

| \| Competencia \| Detalle[321] \| \| Competencia \| Copa Sudamericana \| \| ---------------------- \| ----------------- \| \| Copa Sudamericana 2003 \| Primera Fase \| \| Copa Sudamericana 2005 \| Octavos de final \| \| Copa Sudamericana 2014 \| Segunda Fase \| \| Copa Sudamericana 2018 \| Primera Fase \| \| Copa Sudamericana 2021 \| Cuartos de final \| \| Copa Sudamericana 2024 \| Octavos de final \| |                   |
| Competencia | Detalle           |
| Competencia | Copa Sudamericana |
| Copa Sudamericana 2003 | Primera Fase      |
| Copa Sudamericana 2005 | Octavos de final  |
| Copa Sudamericana 2014 | Segunda Fase      |
| Copa Sudamericana 2018 | Primera Fase      |
| Copa Sudamericana 2021 | Cuartos de final  |
| Copa Sudamericana 2024 | Octavos de final  |

#### Por competición
Nota: En negrita competiciones activas.
| Competición                              | Temp. | PJ  | PG | PE | PP | GF  | GC  | Dif. | Puntos | Títulos | Subtítulos |
| ---------------------------------------- | ----- | --- | -- | -- | -- | --- | --- | ---- | ------ | ------- | ---------- |
| Copa Libertadores de América             | 13    | 98  | 45 | 23 | 30 | 163 | 126 | +37  | 136    | –       | –          |
| Copa Sudamericana                        | 6     | 23  | 6  | 9  | 8  | 23  | 23  | 0    | 27     | –       | –          |
| Copa Conmebol                            | 4     | 24  | 13 | 4  | 7  | 42  | 27  | +15  | 43     | 1       | 1          |
| Copa Máster de Conmebol                  | 1     | 1   | 0  | 1  | 0  | 0   | 0   | 0    | 1      | –       | –          |
| Copa de Oro Nicolás Leoz                 | 1     | 1   | 0  | 0  | 1  | 1   | 2   | -1   | 0      | –       | –          |
| Copa Mercosur                            | 1     | 8   | 5  | 1  | 2  | 10  | 5   | +5   | 16     | –       | –          |
| Total                                    | 26    | 155 | 69 | 38 | 48 | 239 | 183 | +56  | 213    | 1       | 1          |
| Actualizado a la Copa Sudamericana 2024. |       |     |    |    |    |     |     |      |        |         |            |

### Estadísticas

#### En la era amateur y profesional de Rosario (1905-1938)
- Temporadas en segunda división de Rosario: 2 (1905-1906).[77]
  - Mejor ubicación en segunda división: 2.º, en dos ocasiones (1905 y 1906).
  - Peor ubicación en segunda división: 2.º, en dos ocasiones (1905 y 1906).
- Temporadas en primera división rosarina: 32 (todas).
  - Mejor posición: Campeón, en 15 oportunidades.
  - Peor ubicación: Sexto. en 2 oportunidades.

- Copas locales oficiales de Rosario disputadas: 17 (todas).[cita requerida]
  - Mejor ubicación: Campeón, en 7 oportunidades.
  - Peor ubicación: eliminado en primera ronda.

- Copas nacionales del fútbol argentino disputadas: 23
  - Mejor ubicación: Campeón, en 5 oportunidades.
  - Peor ubicación: eliminado en primera ronda.

- Máxima goleada conseguida en copas nacionales de la AFA:
  - Rosario Central 8 - Newell´s 0 (Copa de Honor 1916).[322]
- Máxima goleada sufrida en copas nacionales de la AFA:
  - Racing Club 6 - Rosario Central 0 (Copa Ibarguren 1916).[323]

- Máximo goleador de la era amateur y profesional rosarina: Harry Hayes.[324]

#### En la era profesional de la AFA (desde 1939)
- temporadas en Primera División: 80 (1939-1941, 1943-1950, 1952-1984, 1986/87-2009/10, 2013/14-)[325]
- temporadas en segunda división: 6[325]
  - 3 en Primera B (1942, 1951, 1985)
  - 3 en Nacional B (2010/11-2012/13)

- Mayor goleada conseguida:
  - En Primera División: Racing Club 0 Rosario Central 10 (Campeonato Metropolitano de 1975)[326]
  - En segunda división: Rosario Central 12 Nueva Chicago 1 (Campeonato de Primera B de 1942)[327]
  - En torneos internacionales: Rosario Central 6 Universitario de Deportes de Perú 0 (primera fase de la Copa Libertadores 2001)[328]

- Mayor goleada recibida:.
  - En Primera División: Racing Club 11 Rosario Central 3 (Campeonato de Primera División de 1960).
  - En segunda división: Sportivo Dock Sud 6 Rosario Central 3 (Campeonato de Primera B de 1942)[329]
  - En torneos internacionales: Atlético Mineiro de Brasil 4 Rosario Central 0 (final de ida de la Copa Conmebol 1995)[330]

- Mejor ubicación en la liga: Campeón, en 4 oportunidades
- Peor ubicación en la liga: 20.º[331]

- Mejor ubicación en torneos internacionales: Campeón, en una oportunidad
- Peor ubicación en torneos internacionales: eliminado en primera ronda

- Mejor ubicación en copas nacionales de la AFA: Campeón, en dos oportunidades
- Peor ubicación en copas nacionales de la AFA: eliminado en primera ronda

- Máxima cantidad de victorias consecutivas en torneos de la AFA: 12 (Torneo Nacional B 2012-2013).[332]
- Máxima cantidad de victorias consecutivas en Primera División de la AFA: 9 entre el Apertura 1999 y el Clausura 2000, siendo la cuarta más importante de Argentina[333]

- Máximo goleador:  Marco Ruben con 106 goles en 282 partidos.
- Arquero con mayor cantidad de minutos con la valla invicta: Mauricio Caranta, con 606 minutos sin recibir goles.[334]
- Más partidos disputados: José Jorge González: 512 juegos oficiales (487 partidos por torneos de la AFA y 25 partidos por Copa Libertadores)[335]

### Hechos destacados

#### Como club santafesino
- Único club santafesino en tener un estadio con sede Mundialista y de Copa América a nivel de Selecciones Mayores.[336]
- Único club santafesino ganador de al menos un título internacional oficial organizado por la Confederación Sudamericana de Fútbol.[337]
- Único club santafesino ganador de al menos un título de copa regional (Copa Santa Fe), Liga nacional, de copa nacional y de copa internacional.[338][339]

#### Como club del interior

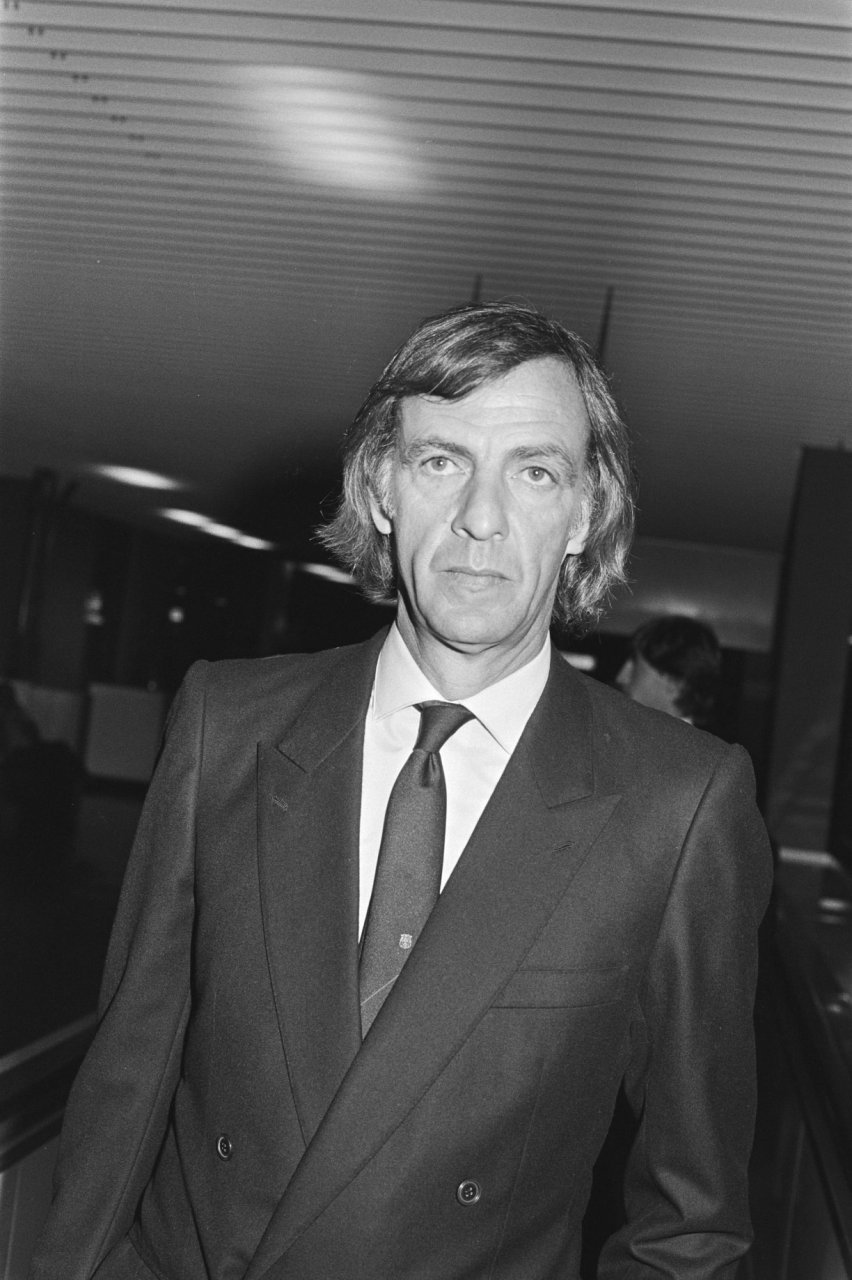
César Menotti. Surgió de las divisiones inferiores de Rosario Central, jugó en Primera División, y es hincha del club.

- Con 12 logros oficiales (11 nacionales y 1 internacional), es el equipo del interior con más títulos oficiales ganados en toda la historia.[251]
- Único club del interior que posee títulos de Liga de Primera División, Copas nacionales oficiales y al menos un título internacional oficial.[337]
- Primer club del interior del país en ser subcampeón (Nacional 1970), y campeón en el profesionalismo de AFA (Nacional 1971).[340]
- Primer club del interior del país en disputar la Copa Libertadores de América, en 1971.[341]
- Primer club del interior del país en ganar un título internacional oficial, luego de ganar la Copa Conmebol en 1995. El posterior (y último) fue Talleres, en 1999.[319]
- Primer club en ganar la Copa Dr. Carlos Ibarguren, al derrotar en 1915 en Buenos Aires al Racing Club de Avellaneda por 3 a 1 en la final.[342]
- Primero del interior en ser campeón de la Copa de Competencia.
- Primer club del interior en ser fundado (1889), y cuarto en Argentina.[343]
- Con 25 participaciones oficiales en torneos internacionales organizados por la Conmebol, Rosario Central es el club mejor ubicado del interior del país, y octavo club argentino en ese rubro.[344][345][346][347][348][349][350]
- Según diversas encuestas y estudios realizados a lo largo de los años, Rosario Central también es el club del interior con mayor cantidad de hinchas, y el sexto en Argentina.[351]
- Primer club del interior en ser finalista y campeón de la Copa Argentina de Fútbol.[352][353]
- Club del interior del país con más cantidad de socios (100 000) y cuarto de Argentina.[2]

#### Como club deArgentina
- Primer club del país en ganar la Copa Conmebol, en 1995.[354]
- Primer y único club de Argentina que inmediatamente luego de ascender a primera, logra el campeonato Argentino de primera división al año siguiente. Central ganó el campeonato de Primera B en 1985 y logró el título de Primera División de la temporada 1986-1987.[355]
- Primer club de Argentina en dar un exfutbolista nacido en el club como Director Técnico de una Selección Nacional Argentina Campeona del Mundo: César Luis Menotti. Argentina fue Campeón Mundial 1978 bajo su conducción.[356]

#### Como club latinoamericano
- En la temporada 2013-2014 fue el sexto equipo del continente americano (y tercero en Argentina) con mayor concurrencia de público en su estadio.[262]
- Al año 2019, el club es el decimoquinto con mayor concurrencia en su estadio en los últimos diez años y segundo en Argentina.[357]

#### Como club a nivel mundial
- Único club en el mundo en revertir un marcador adverso de 4 goles de diferencia en una final internacional oficial. Esto ocurrió ante el Atlético Mineiro de Brasil en la final de la Copa Conmebol 1995.[358]

## Jugadores

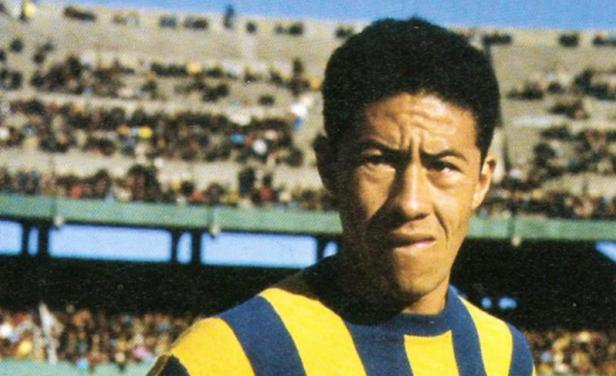
El uruguayo José Jorge González es el futbolista con más presencias en la historia de Rosario Central.

A lo largo de su historia Rosario Central ha visto pasar a gran cantidad de futbolistas entre sus filas, siendo la mayor parte de estos argentinos de nacionalidad. De sus divisiones inferiores surgieron futbolistas que luego integrarían la Selección Argentina, como los casos de Octavio Díaz, Harry Hayes, Zenón Díaz, Alfredo Fógel, Federico Vairo, César Luis Menotti, Aldo Pedro Poy, Edgardo Andrada, Daniel Pedro Killer —campeón del Mundo en el Mundial de fútbol de 1978—, Hernán Díaz, Edgardo Bauza —subcampeón del mundo en Italia 90—, José Chamot, Cristian «Kily» González —campeón olímpico en Atenas 2004—, Roberto Abbondanzieri, Roberto Bonano, César Delgado —campeón olímpico en Atenas 2004—, Luciano Figueroa —campeón Olímpico en Atenas 2004—, Daniel Díaz, Ángel Di María —campeón olímpico en Pekín 2008, campeón de América en 2021 y en 2024, campeón Intercontinental de Selecciones en 2022, y campeón del Mundo en 2022—, Giovanni Lo Celso —campeón de América en 2021 y en 2024 e Intercontinental de Selecciones en 2022 —, entre otros.
Es uno de los once clubes de fútbol del mundo en los cuales se desempeñó Mario Alberto Kempes —Bota de Oro al Máximo Goleador del Mundial Argentina 1978— siendo «El Matador», con 97 goles, el tercer máximo goleador de la institución en el profesionalismo de AFA. Otro reconocido jugador de fútbol surgido de sus divisiones inferiores es Juan Antonio Pizzi, quien se participó en la Selección española de fútbol. Por otra parte Ernesto Vidal comenzó su carrera como profesional en Central y fue campeón del mundo con Uruguay en la Copa Mundial de Fútbol de 1950.
En cuanto a las selecciones juveniles, varios futbolistas de Rosario Central tuvieron participación activa en las plantillas campeonas de Argentina. En la copa de 1979 integró el plantel Daniel Sperandío y César Menotti fue el entrenador llevándose el título, en la Copa de 1995, el delantero Andrés Garrone y Julio César Bayón fueron parte del equipo argentino que conquistó su segundo Campeonato Mundial Sub-20. En 2001, el defensor central Mauro Cetto hizo lo propio, mientras que en 2005, el atacante Pablo Vitti fue parte del equipo campeón. Por último, en 2007, el mediocampista ofensivo Ángel Di María fue una de las piezas importantes para la obtención albiceleste de su sexto Campeonato Mundial Juvenil Sub-20 y del segundo Campeonato Olímpico de la Selección en Pekín 2008, siendo el autor del gol de la clasificación a semifinales ante Países Bajos y del tanto de la final ante Nigeria.
Otro jugador que se destaca en la historia del club es Omar Palma, siendo el futbolista que tiene más títulos conseguidos con la camiseta de Rosario Central en el profesionalismo de AFA. El «Negro» —como cariñosamente se lo conoce en el ambiente del fútbol— ganó con el club de Arroyito el Torneo Nacional de 1980, el Campeonato 1986-1987 —en donde fue el goleador del torneo con 20 tantos—, y la Copa Conmebol 1995.
Entre los extranjeros que llegaron al club se destacaron los uruguayos José Jorge González —dos veces campeón, y jugador con más presencias en la historia del club—, Jorge Fossati —campeón en la temporada 86-87—, Rubén Da Silva —campeón de la Copa Conmebol 1995 siendo tanto el goleador de dicha edición copera como del Torneo Apertura 1997— y Facundo Mallo —campeón de la Copa de la Liga Profesional 2023—. Otro extranjero destacado en la historia auriazul es el colombiano Jaminton Campaz, quien fue figura en la consagración de Central en la Copa de la Liga Profesional 2023.

### Plantel 2025
- Los equipos argentinos están limitados por la AFA a tener un cupo máximo de seis jugadores extranjeros, aunque solo cinco podrán firmar la planilla del partido.[388]

### Altas 2025
| Verano             | Verano        | Verano            | Verano              |
| Jugador            | Posición      | Procedencia       | Tipo                |
| ------------------ | ------------- | ----------------- | ------------------- |
| Juan Manuel Elordi | Defensor      | Racing Club       | Préstamo            |
| Enzo Giménez       | Mediocampista | Cerro Porteño     | Préstamo            |
| Federico Navarro   | Mediocampista | Chicago Fire      | Traspaso            |
| Sebastián Ferreira | Delantero     | Houston Dynamo    | Libre               |
| Santiago López     | Delantero     | Independiente     | Préstamo            |
| Invierno           |               |                   |                     |
| Jugador            | Posición      | Procedencia       | Tipo                |
| Ángel Di María     | Delantero     | Benfica           | Libre               |
| Tobías Cervera     | Delantero     | Platense          | Retorno de préstamo |
| Alejo Véliz        | Delantero     | Tottenham Hotspur | Préstamo            |
| Francesco Lo Celso | Mediocampista | Instituto         | Retorno de préstamo |

### Bajas 2025
| Verano              | Verano        | Verano             | Verano    |
| Jugador             | Posición      | Destino            | Tipo      |
| ------------------- | ------------- | ------------------ | --------- |
| Damián Martínez     | Defensor      | Atlético Tucumán   | Libre     |
| Marco Ruben         | Delantero     | Retiro             | Libre     |
| Luca Martínez Dupuy | Delantero     | Godoy Cruz         | Traspaso  |
| Invierno            |               |                    |           |
| Jugador             | Posición      | Destino            | Tipo      |
| Miguel Barbieri     | Defensor      | Deportivo Riestra  | Rescisión |
| Jonathan Gómez      | Mediocampista | Sarmiento (J)      | Rescisión |
| Sebastián Ferreira  | Delantero     | Olimpia            | Rescisión |
| Lautaro Giaccone    | Mediocampista | Argentinos Juniors | Traspaso  |
| Augusto Solari      | Mediocampista | Unión de Santa Fe  | Rescisión |

### Préstamos 2025
| Verano            | Verano        | Verano           | Verano     |
| Jugador           | Posición      | Destino          | Expiración |
| ----------------- | ------------- | ---------------- | ---------- |
| Kevin Silva       | Defensor      | Alvarado         | 31/12/2025 |
| Ulises Ciccioli   | Defensor      | Aucas            | 31/12/2025 |
| Alan Rodríguez    | Defensor      | Remo             | 31/12/2025 |
| Mauricio Martínez | Mediocampista | Unión            | 31/12/2025 |
| Luciano Ferreyra  | Mediocampista | Central Norte    | 31/12/2025 |
| Ignacio Russo     | Delantero     | Tigre            | 31/12/2025 |
| Invierno          |               |                  |            |
| Jugador           | Posición      | Destino          | Expiración |
| Elías Ocampo      | Defensor      | Colegiales       | 31/12/2026 |
| Agustín Bravo     | Defensor      | Instituto        | 31/12/2026 |
| Kevin Ortíz       | Mediocampista | Atlético Tucumán | 31/12/2026 |
| Juan Cruz Cerrudo | Delantero     | Chaco For Ever   | 31/12/2026 |
| Tobías Cervera    | Delantero     | Aldosivi         | 31/12/2025 |

## Registros

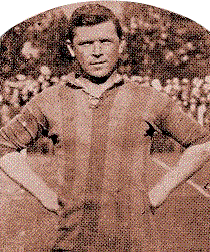
Con 20 títulos oficiales, Harry Hayes es el futbolista auriazul que más campeonatos lleva ganados con el club en la historia. Además, con 224 goles documentados, es el máximo goleador de la historia de Central.

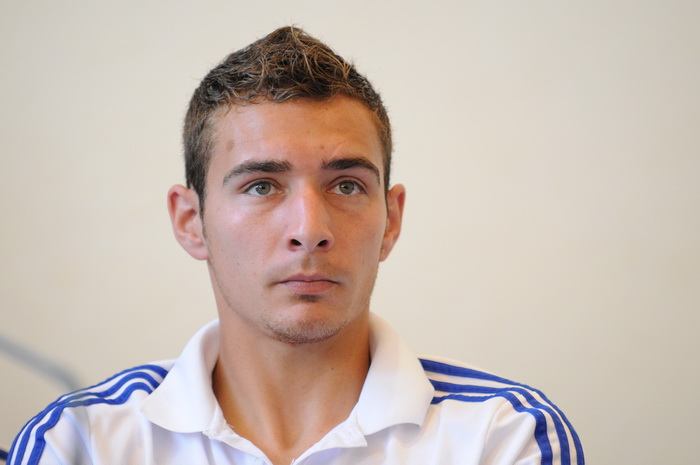
Marco Ruben, máximo goleador de Central en la era profesional de AFA.

- Máximo goleador: Harry Hayes, con 224 goles documentados en 206 partidos.[414] Esta cifra puede llegar a aumentar, dado que hay goles entre 1905 y 1920 que se desconocen ya que los medios de la época no lo documentaron.[415]

- Máximo goleador en los clásicos: Harry Hayes, con 21 anotaciones.[416]

- Futbolista con mayor cantidad de títulos oficiales: Harry Hayes, con 20 —15 regionales y 5 nacionales—.

- Futbolista con más presencias en el club: José Jorge González, con 487 juegos entre 1966 y 1978.[385]

### Estadísticas en la era profesional de la AFA (desde 1939)
- Futbolista con más presencias en el club: José Jorge González, con 487 juegos entre 1966 y 1978.[385]
- Mayor cantidad de títulos: Omar Arnaldo Palma, con 3: 1980 y 1987 —locales—, y uno internacional —Copa Conmebol 1995—.[384]

- Máximo goleador: Marco Ruben, con 106 goles en 263 encuentros. Mario Alberto Kempes es el máximo goleador canalla por torneos de Primera División con 89 goles.[417]
- Máximo goleador en los clásicos: Edgardo Bauza, con 9 tantos.[418]

- Máximo goleador en la conquista de un campeonato: Omar Arnaldo Palma, con 20 goles en el torneo de Primera División 1986-87.[419]

Máximos goleadores de la era profesional
| Jugador               | Temporadas                                      | Partidos | Goles | Promedio |
| --------------------- | ----------------------------------------------- | -------- | ----- | -------- |
| Marco Ruben           | 2004-2007 / 2015-2018 / 2020 / 2021-2022 / 2024 | 282      | 106   | 0.38     |
| Waldino Aguirre       | 1941-1946 / 1949-1951                           | 191      | 98    | 0.51     |
| Mario Alberto Kempes  | 1974-1976                                       | 123      | 94    | 0.76     |
| Edgardo Bauza         | 1977-1982 / 1986-1989 / 1991                    | 322      | 82    | 0.25     |
| Miguel Antonio Juárez | 1956-1964                                       | 183      | 73    | 0.4      |
| Juan Antonio Pizzi    | 1988-1990 / 1999-2000 / 2001                    | 137      | 72    | 0.53     |
| Rubén Bravo           | 1941-1943                                       | 106      | 65    | 0.61     |
| Benjamín Santos       | 1944-1949                                       | 107      | 65    | 0.61     |
| Aldo Poy              | 1965-1974                                       | 306      | 64    | 0.21     |
| Omar Palma            | 1979-1985 / 1985-1986 / 1992-1998               | 390      | 63    | 0.16     |
| Roberto Gramajo       | 1967-1971                                       | 152      | 53    | 0.35     |
| Juan Castro           | 1956-1960                                       | 131      | 52    | 0.4      |
| Luciano Figueroa      | 2001-2003 / 2010-2011                           | 95       | 47    | 0.49     |

Aclaración: Algunos datos pueden no ser exactos ya que datan de décadas de antigüedad
Máximos goleadores por posición
| Jugador       | Posición  | Partidos | Goles | Promedio | Temporadas                                      |
| ------------- | --------- | -------- | ----- | -------- | ----------------------------------------------- |
| Gaspar Servio | Arquero   | 42       | 4     | 0,09     | 2022 - 2023                                     |
| Edgardo Bauza | Defensor  | 322      | 82    | 0,25     | 1976-1982 / 1968-1989 / 1991                    |
| Omar Palma    | Volante   | 390      | 63    | 0,16     | 1979-1985 / 1986-1987 / 1992-1998               |
| Marco Ruben   | Delantero | 282      | 106   | 0,37     | 2004-2006 / 2015-2018 / 2020 / 2021-2022 / 2024 |

| Futbolista       | Torneo             | Goles |
| ---------------- | ------------------ | ----- |
| Benjamín Santos  | Campeonato 1948    | 21    |
| Oscar Massei     | Campeonato 1955    | 21    |
| Juan Castro      | Campeonato 1956    | 17    |
| Mario Kempes     | Nacional 1974      | 25    |
| Mario Kempes     | Metropolitano 1976 | 21    |
| Omar Palma       | Campeonato 1986-87 | 20    |
| Rubén Da Silva   | Apertura 1997      | 15    |
| Luciano Figueroa | Clausura 2003      | 17    |
| Marco Ruben      | Campeonato 2015    | 21    |

## Entrenadores
Desde su fundación en 1889, decenas de técnicos han sido entrenadores del primer equipo.

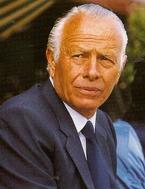
Ángel Tulio Zof. Entrenador con más títulos oficiales conseguidos con Central en la era profesional de AFA, con 3 logros.

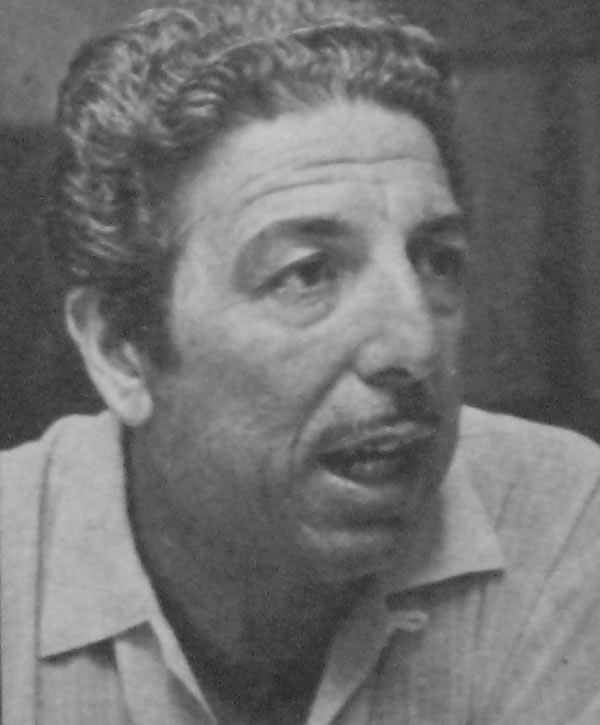
Ángel Labruna. Primer DT campeón con Central en la era profesional de AFA, en 1971.

Entre 1903 y 1927, el equipo era dirigido por la Subcomisión de fútbol, quien a su vez le daba la potestad del armado del 11 inicial y de la táctica a emplear al capitán del plantel. El primer director técnico externo que tuvo el club fue Harry Hayes en la temporada de 1928. El Maestro (tal como se lo llamaba a Hayes) era un exfutbolista goleador y multi campeón con el club, quien se había retirado de la actividad en 1926 y había brillado en Central en las décadas de 1900, 1910 y 1920. Su debut como DT auriazul fue auspicioso, ya que fue campeón de Liga ese año.
Posteriormente, en 1929 el equipo fue nuevamente dirigido por la Subcomisión de fútbol —delegando al capitán como el responsable de la táctica y de los 11 jugadores que saldrían al campo de juego— hasta 1930, donde Eduardo Blanco —otro exfutbolista quien fuera clave en la década de 1910—, tomara el equipo y lo hiciera campeón rosarino. En 1937, Central comenzaría a contratar definitivamente a técnicos externos, y así, asumió como entrenador del primer equipo Natalio Molinari, ganando aquel año tanto el torneo de Liga como el de Copa rosarina.

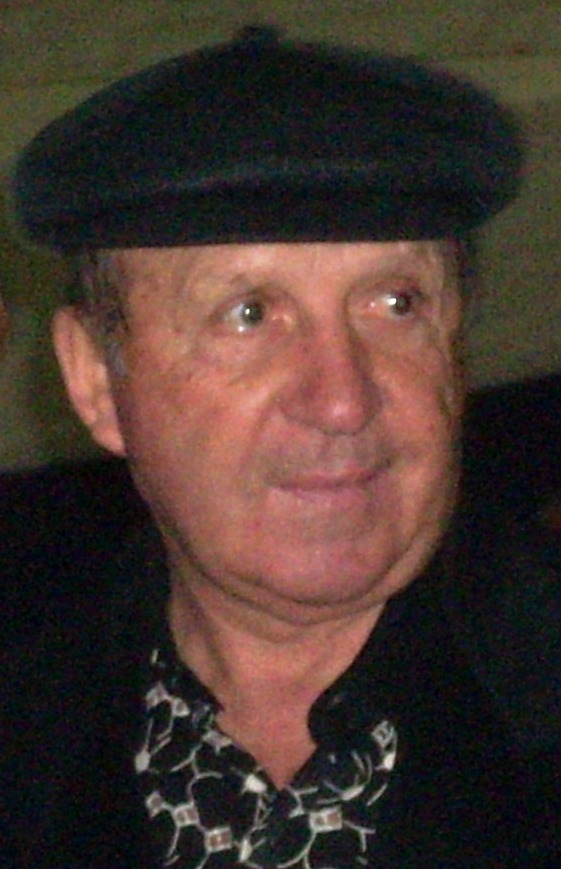
Carlos Griguol. Campeón con Central en 1973.

La mayoría de entrenadores que ha tenido el club de Arroyito han sido argentinos de nacionalidad. En muchos de los casos, han sido exjugadores del club que accedieron al cargo tras el cese del entrenador titular. De todos aquellos que estuvieron al frente del primer equipo, tan solo 9 han sido extranjeros: Juan Fraunhoffer, Emérico Hirschl, György Orth —húngaros—, Gerardo Rivas —paraguayo—, Jim Lópes —brasileño—, y Víctor Bagnulo, Ricardo De León, Víctor Púa y Paolo Montero —uruguayos—.

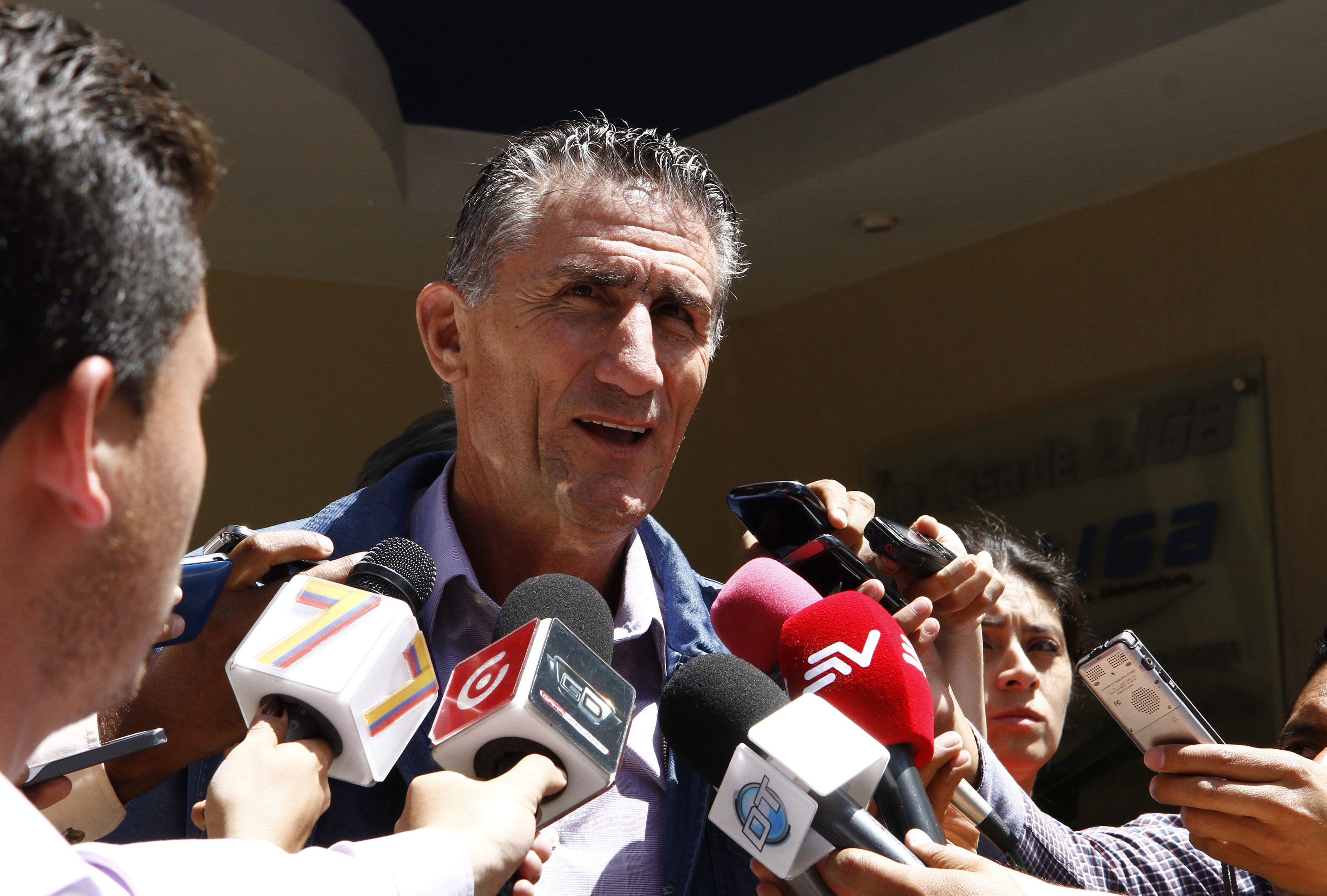
Edgardo Bauza, DT campeón con Central de la Copa Argentina 2018. Junto a Harry Hayes y Eduardo Blanco, son los únicos DTs campeones tanto como jugadores y como entrenadores en la historia de Rosario Central.

El entrenador que ha llevado al título de campeón al club por primera vez en la historia del profesionalismo de AFA es Ángel Labruna, en el Nacional de 1971. La segunda estrella fue conseguida en el Nacional de 1973 por Carlos Timoteo Griguol. Ángel Tulio Zof es el entrenador que más títulos oficiales ha conseguido en la institución, con tres: el Campeonato Nacional de 1980, el Campeonato 1986-1987 —logros locales—, y la Copa Conmebol 1995 —logro internacional—.

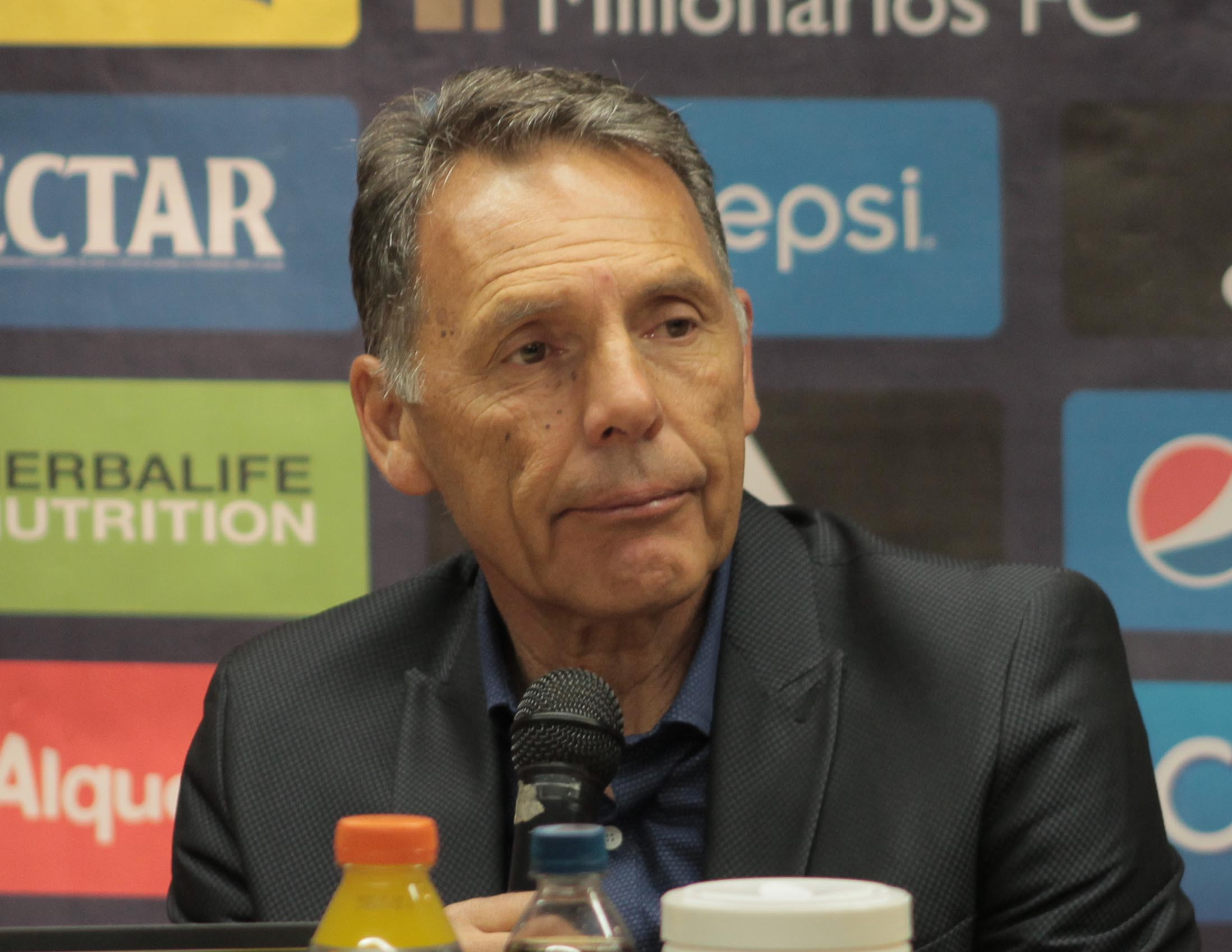
Miguel Ángel Russo fue el director técnico campeón con Central en 2023.

El técnico que más años consecutivos dirigió al equipo fue Fermín Lecea, que se mantuvo siete años consecutivos en el cargo, entre 1948 y 1954. Además, el entrenador que ha dirigido a Central en más partidos es Ángel Zof, con 879 encuentros oficiales entre locales e internacionales.
Otros técnicos que han estado al mando del primer equipo durante varios años consecutivos han sido Carlos Griguol en dos etapas, Edgardo Bauza en una etapa de 3 años y un retorno en 2018 (donde ganó la Copa Argentina), y Miguel Ángel Russo en cuatro etapas, más de 200 partidos dirigidos en Central, y un título de campeón argentino ganado en la Copa de la Liga de 2023.
Como particularidad, se destaca que tres de los cinco entrenadores con los cuales Rosario Central ha sido campeón tanto de torneos oficiales organizados por la AFA como la Confederación Sudamericana de Fútbol en la era profesional, fueron previamente futbolistas del club: Carlos Griguol, Ángel Zof y Edgardo Bauza.
De los entrenadores del club, dos de ellos dirigieron a la selección argentina de fútbol en campeonatos mundiales: Alfio Basile —técnico auriazul en 1976 y entrenador argentino en la Copa Mundial de Fútbol de 1994—, y César Luis Menotti —entrenador centralista en 2002 y de la Selección en el Mundial de 1978—.

### Técnicos campeones (desde 1903)
| Entrenador                                                     | Títulos | Tipo                                                         |
| -------------------------------------------------------------- | ------- | ------------------------------------------------------------ |
| Subcomisión de fútbol —representada por el capitán del equipo— | 22      | 5 Copas nacionales, 11 Ligas regionales y 6 Copas regionales |
| Ángel Tulio Zof                                                | 3       | 2 Ligas de AFA, 1 Copa internacional de la C.S.F.            |
| Natalio Molinari                                               | 2       | 1 Liga regional y 1 Copa regional                            |
| Ángel Labruna                                                  | 1       | 1 Liga de AFA                                                |
| Carlos Timoteo Griguol                                         | 1       | 1 Liga de AFA                                                |
| Harry Hayes                                                    | 1       | 1 Liga regional                                              |
| Eduardo Blanco                                                 | 1       | 1 Liga regional                                              |
| Juan Fraunhoffer                                               | 1       | 1 Liga regional                                              |
| Leo Fernández                                                  | 1       | 1 Copa regional                                              |
| Edgardo Bauza                                                  | 1       | 1 Copa nacional                                              |
| Miguel Ángel Russo                                             | 1       | 1 Copa nacional                                              |

### Equipo técnico 2024
Actualizado a Primera División de Argentina 2024
- Entrenador:
  - Ariel Holan
- Ayudantes de campo:
  - Favio Fernández
  - Cristian Ferlauto
  - Javier Telechea
- Preparador físico:
  - Alexis Olariaga
- Entrenadores de arqueros:
  - David Oggero
  - Miguel Quiroga
- Médicos del Plantel Profesional:
  - Hernán Giuria
  - Nicolás Rebagliati
- Kinesiólogos:
  - Leandro Arri
  - Eduardo Brienzo
  - Guillermo Sfalcini

## Palmarés

### Títulos regionales oficiales (23)
Nota: en negrita competiciones vigentes en la actualidad. Indicado el récord del torneo  y el récord compartido 
| Ligas regionales (15) | Ligas regionales (15)                                                                    | Ligas regionales (15)               |
| Competición | Títulos                                                                                  | Subcampeonatos                      |
| --- | ---------------------------------------------------------------------------------------- | ----------------------------------- |
| Primera división del fútbol de Rosario: Copa Nicasio Vila, Federación Rosarina de Football, Asociación Amateurs Rosarina de Football y Torneo Gobernador Luciano Molinas (15/6) | 1908, 1913 1914, 1915, 1916, 1917, 1919, 1920, 1921, 1923, 1927, 1928, 1930, 1937 y 1938 | 1907, 1910, 1911, 1918, 1934 y 1935 |

| Copas rosarinas y provinciales (8) | Copas rosarinas y provinciales (8) | Copas rosarinas y provinciales (8) |
| Competición                        | Títulos                            | Subcampeonatos                     |
| ---------------------------------- | ---------------------------------- | ---------------------------------- |
| Copa Santa Fe (1/1)                | 2017.                              | 2023.                              |
| Copa Damas de Caridad (4/0)        | 1910, 1914, 1915, 1916.            |                                    |
| Copa Estímulo (1/1)                | 1922.                              | 1925.                              |
| Torneo Preparación (1/1)           | 1936.                              | 1934.                              |
| Torneo Hermenegildo Ivancich (1/0) | 1937.                              |                                    |

### Títulos nacionales oficiales (11)
Nota: en negrita competiciones vigentes en la actualidad.
| Organizados por FAF, AAmF y AFA                      | Organizados por FAF, AAmF y AFA                       | Organizados por FAF, AAmF y AFA                                  |
| Competición                                          | Títulos                                               | Subcampeonatos                                                   |
| ---------------------------------------------------- | ----------------------------------------------------- | ---------------------------------------------------------------- |
| Primera División de Argentina (4/4)                  | Nacional 1971, Nacional 1973, Nacional 1980 y 1986-87 | Nacional 1970, Metropolitano 1974, Nacional 1974 y Apertura 1999 |
| Copa Argentina (1/3)                                 | 2018                                                  | 2014, 2015, 2016                                                 |
| Copa de la Liga (1/0)                                | 2023                                                  |                                                                  |
| Supercopa Argentina (0/1)                            |                                                       | 2018                                                             |
| Trofeo de Campeones (0/1)                            |                                                       | 2023                                                             |
| Copa de Competencia «La Nación» (1/0)                | 1913                                                  |                                                                  |
| Campeonato Argentino-Copa Dr. Carlos Ibarguren (1/8) | 1915                                                  | 1914, 1916, 1917, 1919, 1923, 1937, 1938 y 1940                  |
| Copa de Honor (1/0)                                  | 1916                                                  |                                                                  |
| Copa de Competencia Jockey Club (1/1)                | 1916                                                  | 1919                                                             |
| Copa de Competencia de la Asociación Amateurs (1/0)  | 1920                                                  |                                                                  |
|                                                      |                                                       |                                                                  |
| Segunda División de Argentina (4/0)                  | 1942, 1951, 1985 y 2012-13                            |                                                                  |

### Títulos internacionales oficiales (1)
| Organizados por Conmebol y FIFA (1) | Organizados por Conmebol y FIFA (1) | Organizados por Conmebol y FIFA (1) |
| Competición                         | Títulos                             | Subcampeonatos                      |
| ----------------------------------- | ----------------------------------- | ----------------------------------- |
| Copa Conmebol (1/1)                 | 1995                                | 1998                                |

| Organizados por AFA-AUF (0)  | Organizados por AFA-AUF (0) | Organizados por AFA-AUF (0) |
| Competición                  | Títulos                     | Subcampeonatos              |
| ---------------------------- | --------------------------- | --------------------------- |
| Cup Tie Competition (0/1)    |                             | 1916                        |
| Copa de Honor Cusenier (0/1) |                             | 1916                        |

### Cronología de los campeonatos oficiales de Primera división
Se incluyen en esta tabla a todos los campeonatos oficiales de primera división en la historia, sean de carácter internacional (Conmebol-FIFA), nacional (Asociación del Fútbol Argentino y sus antecesoras), provincial (Federación Santafesina de Fútbol) o local (Liga Rosarina de Fútbol, Federación Rosarina de Football, Asociación Amateurs Rosarina de Football y Asociación Rosarina de Fútbol).
| Torneo                                                          | Entidad organizadora                     | Año     | N.º  |
| --------------------------------------------------------------- | ---------------------------------------- | ------- | ---- |
| Primera división de Rosario (Copa Nicasio Vila)                 | Liga Rosarina de Fútbol                  | 1908    | 1.º  |
| Copa Damas de Caridad                                           | Liga Rosarina de Fútbol                  | 1910    | 2.º  |
| Primera división de Rosario                                     | Federación Rosarina de Football          | 1913    | 3.º  |
| Copa de Competencia                                             | Asociación del Fútbol Argentino          | 1913    | 4.º  |
| Primera división de Rosario (Copa Nicasio Vila)                 | Liga Rosarina de Fútbol                  | 1914    | 5.º  |
| Copa Damas de Caridad                                           | Liga Rosarina de Fútbol                  | 1914    | 6.º  |
| Primera división de Rosario (Copa Nicasio Vila)                 | Liga Rosarina de Fútbol                  | 1915    | 7.º  |
| Copa Damas de Caridad                                           | Liga Rosarina de Fútbol                  | 1915    | 8.º  |
| Campeonato Argentino "Copa Dr. Carlos Ibarguren"                | Asociación del Fútbol Argentino          | 1915    | 9.º  |
| Primera división de Rosario (Copa Nicasio Vila)                 | Liga Rosarina de Fútbol                  | 1916    | 10.º |
| Copa de Honor "Municipalidad de la Ciudad de Buenos Aires"      | Asociación del Fútbol Argentino          | 1916    | 11.º |
| Copa Damas de Caridad                                           | Liga Rosarina de Fútbol                  | 1916    | 12.º |
| Copa de Competencia                                             | Asociación del Fútbol Argentino          | 1916    | 13.º |
| Primera división de Rosario (Copa Nicasio Vila)                 | Liga Rosarina de Fútbol                  | 1917    | 14.º |
| Primera división de Rosario (Copa Nicasio Vila)                 | Liga Rosarina de Fútbol                  | 1919    | 15.º |
| Copa de Competencia                                             | Asociación del Fútbol Argentino          | 1920    | 16.º |
| Primera división de Rosario                                     | Asociación Amateurs Rosarina de Football | 1920    | 17.º |
| Primera división de Rosario                                     | Asociación Amateurs Rosarina de Football | 1921    | 18.º |
| Copa Estímulo                                                   | Liga Rosarina de Fútbol                  | 1922    | 19.º |
| Primera división de Rosario (Copa Nicasio Vila)                 | Liga Rosarina de Fútbol                  | 1923    | 20.º |
| Primera división de Rosario (Copa Nicasio Vila)                 | Liga Rosarina de Fútbol                  | 1927    | 21.º |
| Primera división de Rosario (Copa Nicasio Vila)                 | Liga Rosarina de Fútbol                  | 1928    | 22.º |
| Primera división de Rosario (Copa Nicasio Vila)                 | Liga Rosarina de Fútbol                  | 1930    | 23.º |
| Torneo Preparación                                              | Asociación Rosarina de Fútbol            | 1936    | 24.º |
| Primera división de Rosario (Torneo Gobernador Luciano Molinas) | Asociación Rosarina de Fútbol            | 1937    | 25.º |
| Torneo Ivancich                                                 | Asociación Rosarina de Fútbol            | 1937    | 26.º |
| Primera división de Rosario (Torneo Gobernador Luciano Molinas) | Asociación Rosarina de Fútbol            | 1938    | 27.º |
| Primera División de Argentina (Campeonato Nacional)             | Asociación del Fútbol Argentino          | 1971    | 28.º |
| Primera División de Argentina (Campeonato Nacional)             | Asociación del Fútbol Argentino          | 1973    | 29.º |
| Primera División de Argentina (Campeonato Nacional)             | Asociación del Fútbol Argentino          | 1980    | 30.º |
| Primera División de Argentina                                   | Asociación del Fútbol Argentino          | 1986-87 | 31.º |
| Copa Conmebol                                                   | Confederación Sudamericana de Fútbol     | 1995    | 32.º |
| Copa Santa Fe                                                   | Federación Santafesina de Fútbol         | 2017    | 33.º |
| Copa Argentina                                                  | Asociación del Fútbol Argentino          | 2018    | 34.º |
| Copa de la Liga                                                 | Asociación del Fútbol Argentino          | 2023    | 35.º |

## Otros deportes
El básquetbol profesional de Rosario Central participa actualmente de los campeonatos de la Asociación Rosarina de Básquet, habiendo obtenido su último campeonato en el año 2010. Siendo el club a la par de su clásico con más títulos de la arbb con 15 campeonatos
En futsal, Rosario Central comenzó a participar en 1986 de la Primera División del campeonato oficial organizado por la AFA. Aquel año, fue el de la inserción en la Argentina de este deporte, en concordancia con las políticas de la FIFA. El club de Arroyito fue campeón de primera en ese año, siendo el primero del país en obtener ese logro.
A su vez, en el Club Atlético Rosario Central se practican varios deportes amateur. Ellos son:
- Gimnasia aeróbica
- Gimnasia rítmica
- Gimnasia artística deportiva
- Natación
- Canotaje
- Karate Do
- Taekwondo
- Judo
- Danzas Árabes
- Boxeo
- Básquet masculino
- Básquet femenino
- Vóley masculino
- Vóley femenino
- Fútbol 5
- Patinaje artístico
- Hockey sobre césped
- Fútbol Femenino